# Ploemeur
Ne pas confondre avec les communes de Plomeur (Finistère) et Pleumeur-Bodou (Côtes-d'Armor)
Ploemeur (/plø.mœʁ/), également écrit Plœmeur, est une commune du département du Morbihan dans la région Bretagne en France. Historiquement, elle faisait partie du pays Vannetais et du Kemenet-Héboé.
En 2022, avec 18 873 habitants, elle est la 4e commune la plus peuplée du Morbihan et la 14e de Bretagne.

## Toponymie
Attesté sous la forme Ploeumur dès le XIIe siècle, Plañvour en breton.

### Étymologie
Du breton Plañwour francisé en Ploemeur, Ploue(v) Meur, qui signifie « grande paroisse ». Pendant longtemps Ploemeur était en effet l'une des communes les plus vastes du diocèse de Vannes avant de céder une partie de ses terres (Lorient fut détaché en 1709, Keryado fut détaché 1901, puis rattaché à Lorient en 1947 et enfin Larmor-Plage devint une commune indépendante en 1925). La ville était surnommée « la paroisse aux trente chapelles » selon la tradition.

### Graphie
On retrouve dans les textes anciens différentes graphies (du plus ancien au plus récent)[source insuffisante] :
- Pleumeur (texte de 1641) ;
- Plemeur (texte vers 1696), même parfois Plemer ;
- Plœmeur (texte de 1811) ;
- Parfois aussi Ploëmeur, et parfois o e collé avec tréma ;
- Ploemeur (texte 1938).

La prononciation est « Pleumeur » donc il faut mettre le o et e collé pour retrouver cette prononciation dans l'écriture moderne. On a d'ailleurs un Plomeur dans le Finistère qui se prononce bien avec le « o ». Les variateurs de la graphie sont souvent dues à la difficulté de faire le Œ collé. Dans les actes notariés écrits à la main, on retrouve bien la graphie « Plœmeur » (texte de 1811). Dans les actes plus récents et dactylographiés le Œ collé n'était probablement pas faisable tout au moins en majuscule avec les machines à écrire (texte de 1938). Dans les actes faits ou documents rédigés avec un ordinateur, il est possible de faire le Œ collé, mais il faut faire une manipulation et les personnes ne le font pas toujours d'où les deux graphies : Plœmeur et Ploemeur. La graphie officielle est « Ploemeur » mais la bonne graphie devrait être « Plœmeur ».

## Histoire

### Préhistoire
Plusieurs monuments datant du néolithique (il y a 6 000 ans) témoignent d'une activité voici plusieurs millénaires sur les terres de la commune actuelle. Cependant il ne reste que peu de menhirs, dolmens et tumulus de nos jours encore intacts. La disparition, ou destruction, de ces vestiges s'explique par l'émergence de l'activité agricole et l'exploitation des carrières de kaolin entre autres.
Par exemple, le 24 décembre 1861, un agriculteur, François Le Dessert, découvre sur sa parcelle de "Parc en Groas", au pied d'un calvaire ruiné (la Croix de Kerham), des « pierres de foudre » auxquelles on attribuait à l'époque de multiples vertus (ces croyances populaires étaient alors très vives). Il s'agissait en fait de haches en pierre polie, dont l'une en jadéite verte translucide ; il les donna en 1919 au Musée de préhistoire de Carnac.
Le menhir de la Pointe du Talud (un second, couché, est signalé en 1847 par François-Marie Cayot-Délandre) a été endommagé par les Allemands pendant la Seconde Guerre mondiale et même un temps abattu lors de la Libération ; son environnement paysager a aussi été largement modifié par la construction du Fort du Talud au XVIIIe siècle et d'un complexe touristique après la Seconde Guerre mondiale.

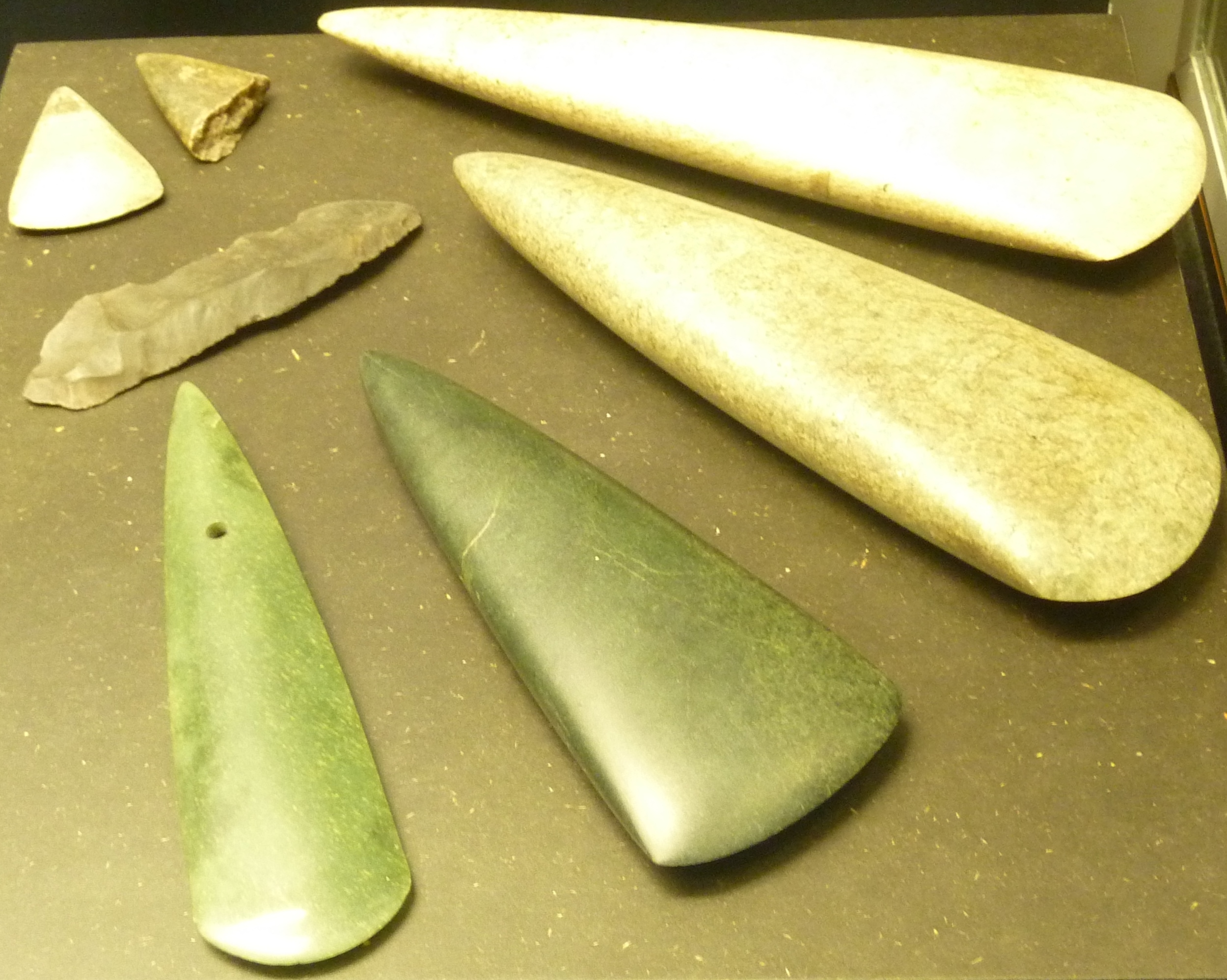
Haches polies trouvées en 1861 dans le tertre de la Croix de Kerham en Ploemeur (vers 4 500 à 4 000 avant J.-C.). Ce tumulus a été détruit depuis (Musée de préhistoire de Carnac)
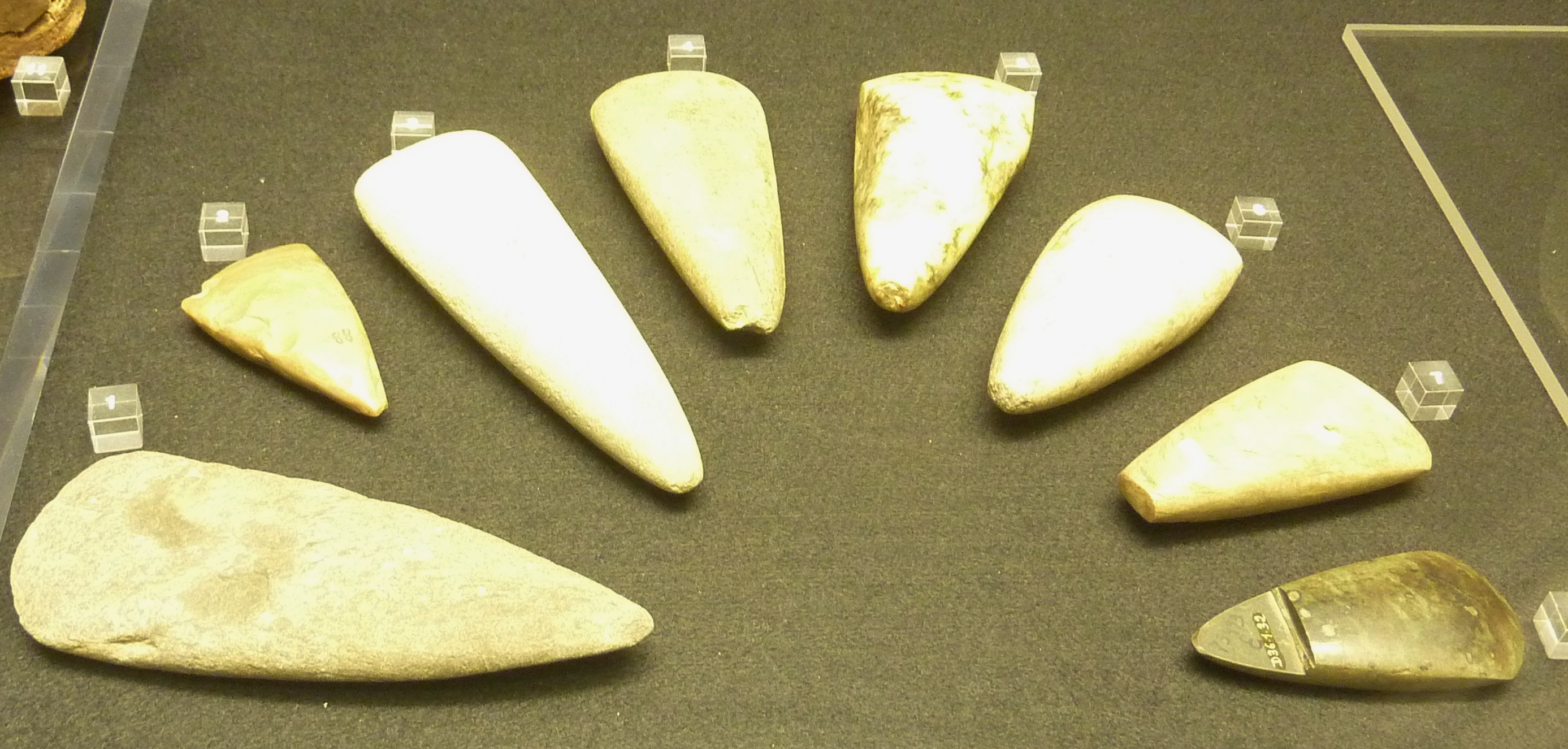
Haches polies trouvées à Ploemeur par le commandant Bénard Le Pontois (Musée de préhistoire de Carnac)
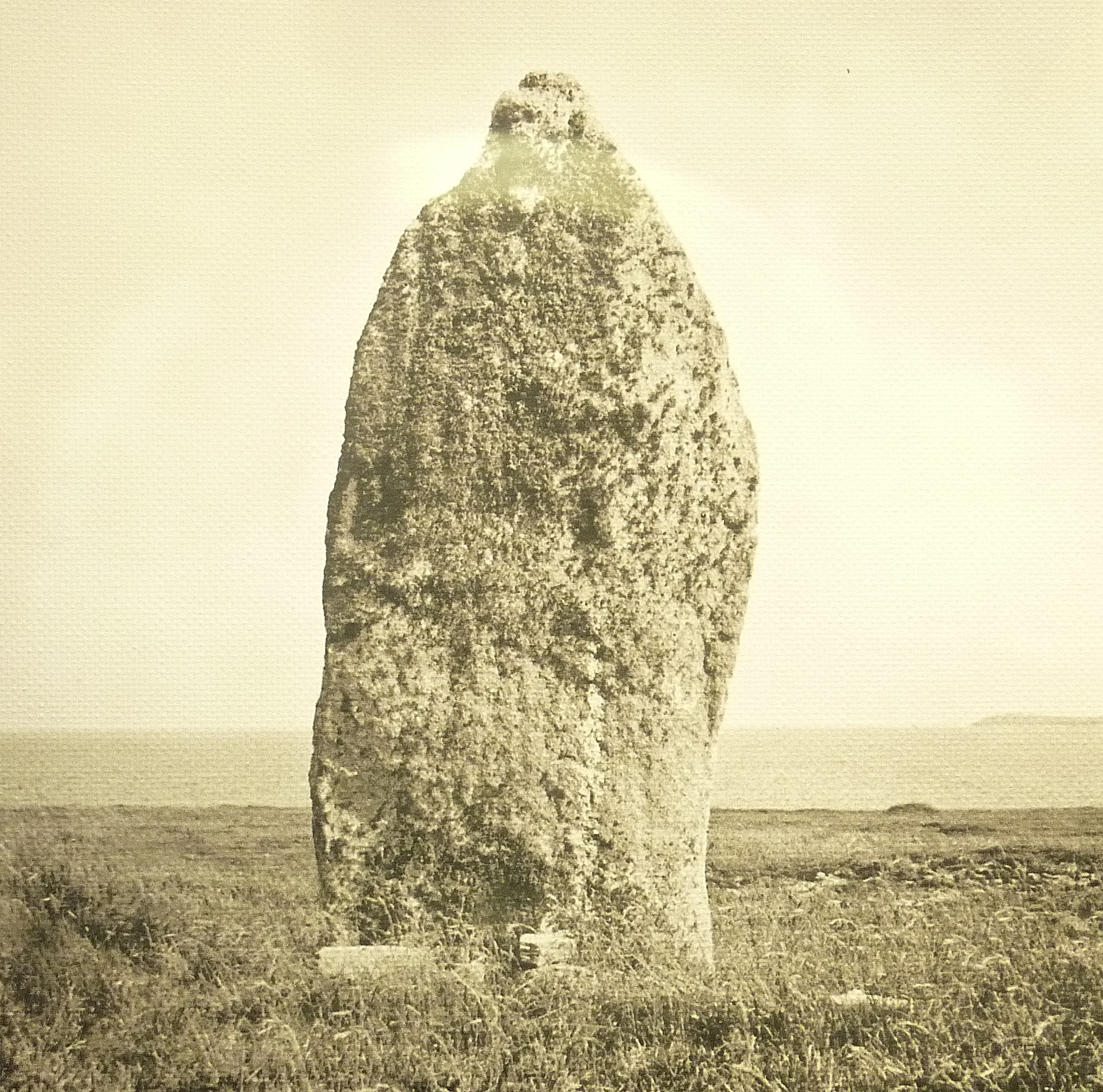
Le menhir de la Pointe du Talud photographié vers 1920

Il ne reste pas non plus de trace des époques gauloises hormis depuis le ciel, ce qui permet de déceler d'anciennes limites d'habitations ou de corps de fermes.

### Moyen Âge

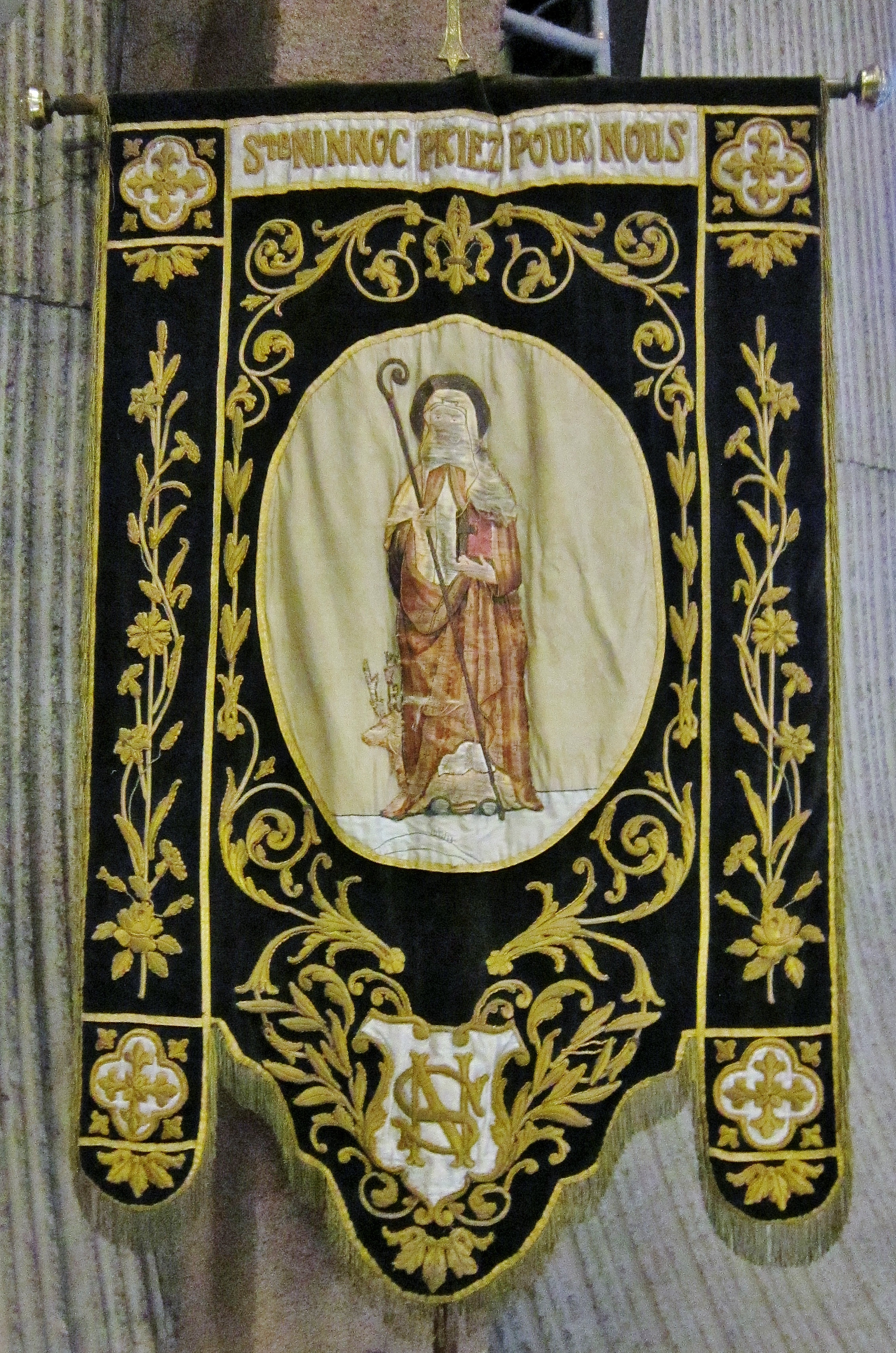
Église paroissiale Saint-Pierre, bannière de procession de sainte Ninnoc.

Sainte Ninnoc (Ninnocha entre autres variantes) est originaire de l'actuel Pays de Galles. Elle débarqua en Armorique au Ve siècle sur un « vaisseau de pierre », parmi sept autres navires, pour rejoindre une partie de sa famille. Sainte Ninnoc reçut du roi Erich, fils d'Aldrien, les terres nécessaires à son implantation près d'un étang. Il ne reste que le nom du village et de l'étang de Lannénec ainsi que la fontaine Sainte-Ninnoc, ultime vestige de cette période. Sainte Ninnoc est ainsi l'abbesse fondatrice du double monastère de Lannénec (en 456 et 458) et de la paroisse de Ploemeur. L'un des monastères était pour les hommes, l'autre pour les femmes. Il s'agit du premier monastère féminin d'Armorique.
Saint Phelan (ou Felan), peut-être un disciple de sainte Ninnoc selon Albert Deshayes, aurait fondé le monastère du Faouedic en Ploemeur ainsi que la première église de Kerentrech (désormais en Lorient).
Des raids vikings eurent lieu au xe siècle. Les monastères furent incendiés.
Au XIIe siècle une motte féodale, encore décelable de nos jours, a existé, dominant la ria du Ter. Les premières traces écrites de l'existence du manoir du Ter datent du début du XVe siècle : il est en 1427 la propriété de Jehan du Tertre ; par lettre patente en date du 12 mars 1490, Anne de Bretagne reconnaît à la seigneurie du Terre « la possession de l'anse ou bras de mer de Sach-Soye, de la molle vasière ainsi qu'une grande partie de la rive nord et le droit d'y construire des moulins à vent et à mer ».
Selon Jean-Baptiste Ogée, on voyait en 1400 à Ploemeur les maisons nobles de Ker-perennes, à Louis du Tertre, et Le Favouil ; en 1500, celles de Penhoët, à Jean de Caravern, Le Tertre, à Pierre du Tertre, Breuçon, au sieur des Portes.

### Époque moderne

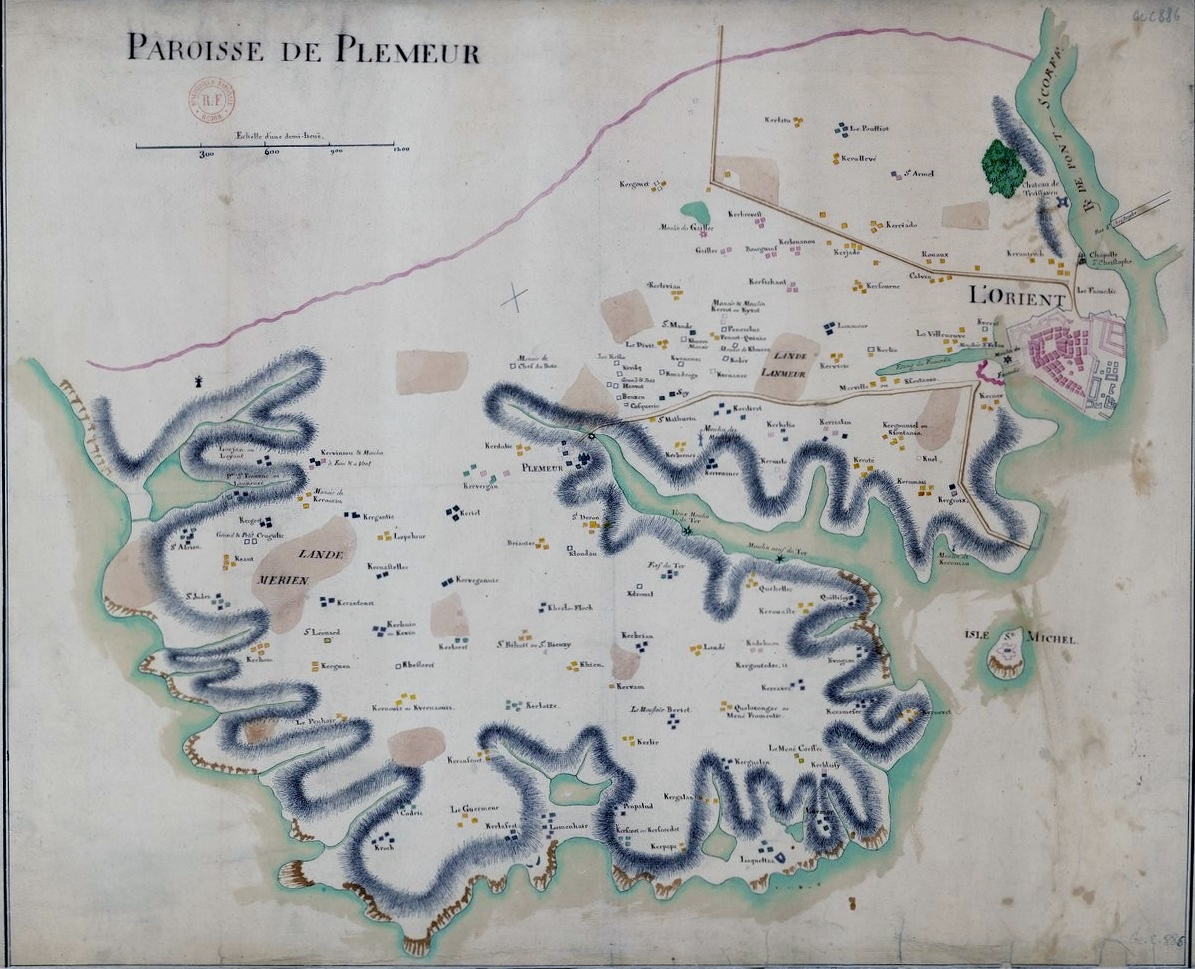
Carte de la paroisse de Plémeur (Ploemeur) datant du XVIIIe siècle.

En mars 1590, pendant les Guerres de la Ligue, une troupe de royalistes qui était en expédition dans la paroisse de Ploemeur, y surprit un chef ligueur, Kerouzéré, le poursuivit jusque dans le bourg ; Kerouzéré se réfugia dans le presbytère, mais fut forcé de se rendre et fut emmené prisonnier au château de Guémené. Le presbytère de Ploemeur souffrit tellement de cette espèce de siège qu'il cessa d'être habitable et les recteurs de la paroisse durent loger pendant plus d'un siècle dans des maisons particulières car il fallut attendre 1702 pour que la reconstruction du presbytère aboutisse.
En 1663 Jean-Baptiste Léziart (1623-1678) acquiert le manoir du Ter et ses dépendances, parmi lesquels le moulin à mer du Ter, plusieurs métairies et tenues, ainsi que les droits attachés à la seigneurie (droits de haute, moyenne et basse justice, droit de "pescherie", droit de prééminence dans l'église avec droit d'armoiries). En 1684 Jean Léziart, fils de Jean-Baptiste, achète la seigneurie de Kerdroual et ses dépendances, y compris la chapelle Saint-Tugdual (Saint-Tual). Le manoir est agrandi, prenant l'aspect d'un château avec l'adjonction de ses deux ailes latérales, en 1734. Louise-Antoinette Léziart (1729-1803) fut la dernière propriétaire du château du Ter sous l'Ancien Régime ; elle fit notamment construire le Moulin Neuf, ainsi que la digue fermant la vasière, permettant au moulin d'être alimenté en eau à chaque heure de la marée.

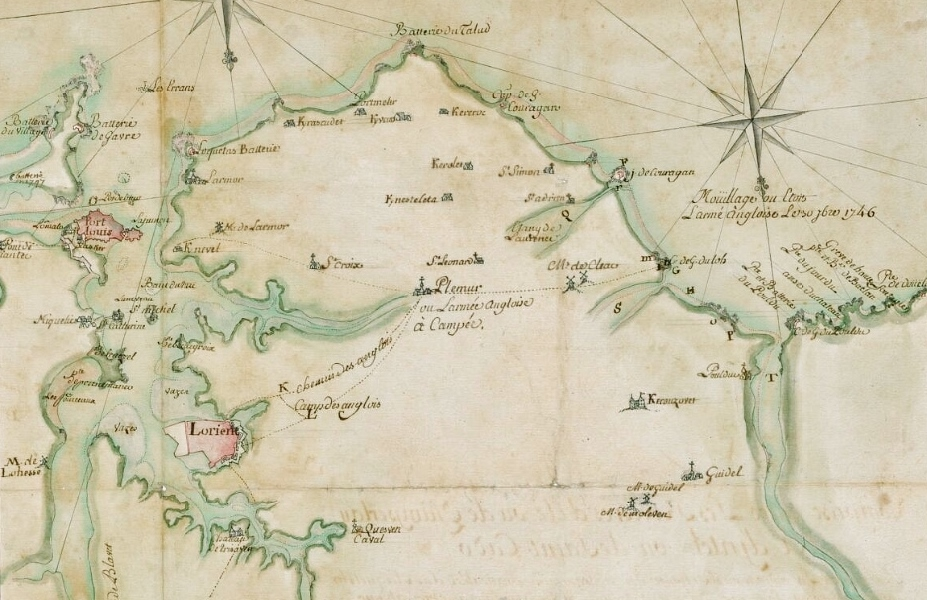
Carte de Ploemeur et ses environs datant de 1758 et indiquant notamment l'emplacement des batteries.

En octobre 1746, lors du Siège de Lorient pendant la Guerre de Succession d'Autriche, des troupes anglaises, estimées à environ 5 000 hommes commandés par M. de Sinclair, débarquèrent dans la baie du Pouldu et s'emparèrent du château de Coidor ; le 2 octobre 2 000 ennemis« marchèrent du château de Coidor et allèrent occuper le Moulin de la Montagne et le bourg de Plomeur [Ploemeur] ; ils s'emparèrent le 3 [octobre] du bourg de Guidel et ce fut entre ces deux bourgs qu'ils commencèrent à former un camp où ils se retranchèrent ; le 4 ils firent tire le canon et sommèrent la garnison de L'Orient [Lorient] de se rendre (...) On ne songea plus qu'à trouver les moyens de résister aux efforts des Anglais ».
Ce siège de Lorient entraîna la construction du fort de Keragan (Fort-Bloqué) et du premier fort du Talud ("Le Vieux Fort") formé d'un parapet d'artillerie en arc de cercle et d'une enceinte de gorge bastionnée, armé de huit canons de 18 livres et disposant d'un corps de garde et d'un magasin à poudre. Une "batterie Napoléon", située un peu plus à l'ouest, lui fut adjointe sous le Premier Empire. Ce "Vieux Fort" fut déclassé après la Guerre de 1870.
En 1759 la paroisse de Ploemeur devait chaque année fournir 50 hommes pour servir de garde-côtes.
Jean-Baptiste Ogée décrit ainsi Ploemeur en 1778 :

« Ploemeur ; à 11 lieues à l'ouest de Vannes, son évêché et à 1 lieue de L'Orient, sa subdélégation. Cette paroisse ressortit à Hennebon et compte 8 000 communiants ; la cure est à l'alternative. Ce territoire est fort étendu : il est borné au sud par la mer ; il renferme plus de dix mille journaux de landes dont le sol paraît de bonne qualité. Le reste du terrein [terrain] consiste en des terres bien cultivées et des prairies. La haute justice de l'endroit est annexée à la baronnie de Ker-Aër, et celle de la baronnie de Lanvaux s'exerce à Pleuvigner. Cette paroisse fut unie à la mense capitulaire par Hervé Tors [soit Hervé Bloc, soit Henri Tore, qui lui succède en 1287 ; Jean-Baptiste Ogée confond les deux évêques], évêque de Vannes, en 1287. Ce prélat fit rebâtir dans le même temps le château de la Motte. Dans ce temps, on pêchait des sardines au village de Larmor, qui est un petit port fort renommé pour la pêche de ce poisson, qu'on met en baril pour l'hiver. (...). »

Le château de Soye est construit entre 1784 et 1786 pour Laurent Esnoul Deschateles, armateur de la Compagnie des Indes.

### Révolution française
Le 22 prairial an IV (10 juin 1796) des chouans au nombre d'environ 400 s'emparèrent du fort de Kerpape, prirent les poudres et les armes, frappèrent les sans-culottes présents (des paysans qui gardaient le fort), leur coupèrent les cheveux et se retirèrent avec leurs prises.

### LeXIXesiècle

#### Plomeur vers le milieu duXIXesiècle
« À Plœmeur, les gens couronnaient de fleurs le menhir, l'enduisaient de beurre, déposaient de l'argent à son pied. Si bien qu'en 1845 le recteur l'a fait abattre ».
A. Marteville et P. Varin, continuateurs d'Ogée, décrivent ainsi Ploemeur en 1845 :

« Ploemeur : commune formée par l'ancienne paroisse de ce nom ; aujourd'hui cure de 1re classe ; chef-lieu de perception. (...) Principaux villages : Sainte-Anne, Saint-Armel, Kergado, Poul-Emplar, Kerfichant, le Bourg-Neuf, le Graissec, Kerlivio, Pousalan, Kervinio, Lannénec, Loyan, Saint-Adrien, Saint-Jude, Kerohin, Kerantouel, Keréven, Kervernois, Kerloret, Saint-Bieuzy, Quehello-Lefloch, Kervam, Laudé, Kerdroual, Keradehuen, Kergalant, Kerguelen, Penpalut, Lomener, Kerioch, Kerblaisy, Kerdreff, Locqueltas, Larmor, Kervaugam, Kernével, Kervenanec. Superficie totale : 5 582 hectares dont (...) terres labourables 2 839 ha, prés et pâturages 411 ha, bois 243 ha, vergers et jardins 158 ha, landes et incultes 2 099 ha, étangs 84 ha (...). Moulins du Guillec, du Iter (neuf et vieux), d'Enhaut (à vent) ; de Kerantonel, de Kerduellic, de Briantel, de Kervergant, de Kervinio, de Larmor, des Montagnes. (...) C'est l'une des plus grandes communes de Bretagne, puisqu'elle approche une superficie de 6 000 hectares. À l'est, elle est bornée par la rivière de Lorient, et l'on voit dans cette direction le fort de Kernevel, qui croise ses feux avec celui de Port-Louis. Au sud, sa côte est hérissée de rochers et, dans les endroits abordables, elle est défendue par plusieurs forts et batteries : tels sont par exemple ceux de Logueltas, du Tahit et de Keragran. Ses habitants sont industrieux, et leurs terres bien cultivées fournissent à Lorient une grande quantité de légumes. Quelques-uns d'entre eux se livrent à la pêche de la sardine et il y a des presses à sardine, notamment dans les villages de Larmor, de Kerpape et de Talhouart. Beaucoup de Lorientais ont leur maison de campagne en Ploemeur, et l'on y remarque les manoirs de Soye, de Keribuer, de Penescluse, de Penhoat-Chef-du-Bois, de Monplaisir, du Bourg-Neuf, de Paradis, de Kermadehoy, de la Chartreuse, de Kerlatu, du Poultin, etc.. À l'extrémité est ont été établies la butte du polygone de Lorient, et la poudrière (à Tréfaven). C'est en Ploemeur qu'est la chapelle de Larmor. (...) Il y a foire en Ploemeur le 17 juillet et le 20 septembre ; et à Lannénec le premier mercredi de juin. Géologie : granite ; roches amphiboliques dans l'est ; schiste micacé dans le nord. On parle le breton et un peu le français. »

Entre 1865 et 1870 une épidémie de variole sévit dans le Morbihan : 350 malades furent atteints à Ploemeur, l'épidémie y faisant 170 morts.
En 1874 des habitants de Ploemeur, dans une pétition, « prient l'Assemblée nationale de rétablir, dans le plus bref délai, la royauté en la personne d'Henri V, héritier légitime de la Couronne de France ». En 1887, lors des noces d'or du curé de Ploemeur, des drapeaux blancs auraient été placés au sommet de la tour de l'église, ce qui suscita des polémiques et un démenti du maire.

#### La pêche et les presses à sardines

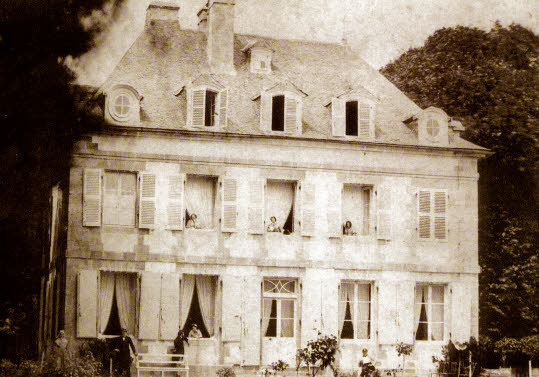
Le château de Soye en 1898.

La pêche à la sardine était pratiquée depuis longtemps, au moins dès le XVIIIe siècle, probablement bien avant. Elle était saisonnière, de mai à octobre généralement. Les plus anciens plans cadastraux mentionnent les "Presses de Lomener" sur la Pointe de Beg er Vir : les sardines, vidées, lavées, égouttées, étaient placées pendant une dizaine de jours dans de la saumure. Le saumurage terminé, elles étaient enfilées sur des baguettes de noisetiers pour être lavées, puis disposées dans des barils dont on a enlevé un fond et percé l'autre (de 3 000 à 5 000 sardines par barrique). Elles étaient alors pressées à l'aide d'un système de levier lesté d'un poids pendant 8 jours environ. L'huile est récupérée pour traiter les carènes de bateaux. Ainsi traitées, les sardines pouvaient se conserver pendant plusieurs mois.
L'invention de Nicolas Appert permit l'essor des conserveries de sardines : plusieurs usines se créèrent dès la première moitié du XIXe siècle le long du littoral de Ploemeur, notamment au Perello (à Lomener ; la chapelle Notre-Dame-de-la-Garde en est le seul vestige subsistant) et à Larmor (qui faisait alors partie de Ploemeur). La préparation des sardines était un travail confié aux femmes, majoritairement des épouses et des filles de pêcheurs, mais aussi des jeunes filles de la région. Le travail, pénible, commençait dans la soirée à l'arrivée des bateaux, et se poursuivait dans la nuit. Les sardines étaient triées, salées, étêtées, vidées, puis lavées et séchées au soleil sur des panneaux avant d'être cuites, plongées dans de l'huile à 120 °C, avant d'être mises en boîtes avec de l'huile ; un ouvrier soudeur fermait hermétiquement les boîtes avant de les placer dans l'autoclave. L'usine de Lomener ferma en 1918 ; sa partie nord fut alors transformée en chapelle en 1920.
Le 7 juin 1897, environ 1 500 pêcheurs, y compris 300 patrons de barques, de Port-Louis, Gâvres, Riantec, Plouhinec et Plœmeur, décidèrent de ne plus prendre la mer, protestant contre le prix auquel leurs sardines étaient achetées par les usiniers et les conditions générales de vente.

#### Ploemeur vers la fin duXIXesiècle

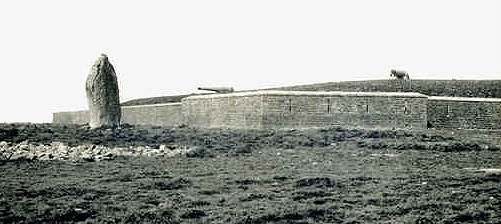
Le fort du Talud vers 1920.

Le nouveau fort du Talud est construit vers 1880 sur la hauteur située au nord-ouest du Vieux Fort. Beaucoup plus grand que son prédécesseur (200 mètres sur 120), il a une forme grossièrement triangulaire. Le fort fut modifié par les Allemands qui l'occupèrent pendant la Seconde Guerre mondiale.
L'épidémie de variole qui frappa la région entre 1887 et 1889 fit, pour la seule année 1888, 156 malades (dont 81 morts) à Ploemeur.

### LeXXesiècle

#### La Belle époque
Le 18 avril 1901 est créée la commune de Keryado par démembrement de la commune de Ploemeur. Cette commune fut supprimée en 1947 par rattachement à la commune de Lorient. Keryado constitue aujourd'hui un quartier de Lorient.
Le curé de Ploemeur vit son traitement suspendu en janvier 1903 pour avoir prêché et enseigné le catéchisme en breton.
En 1912, Albert Lestiboudois, agent de change à Paris, achète le château du Ter et ses dépendances, le tout ayant été négligé pendant tout le XIXe siècle et se trouvant en piteux état. Il fait raser les anciennes dépendances, construire une nouvelle ferme et les communs actuels. En 1932 le domaine est vendu à Xavier de Vitton qui développe l'exploitation maraîchère, introduit un élevage de brebis, remportant plusieurs prix à des comices agricoles pendant la décennie 1930 et crée une scierie afin de mieux valoriser les bois de la propriété.

#### La Première Guerre mondiale

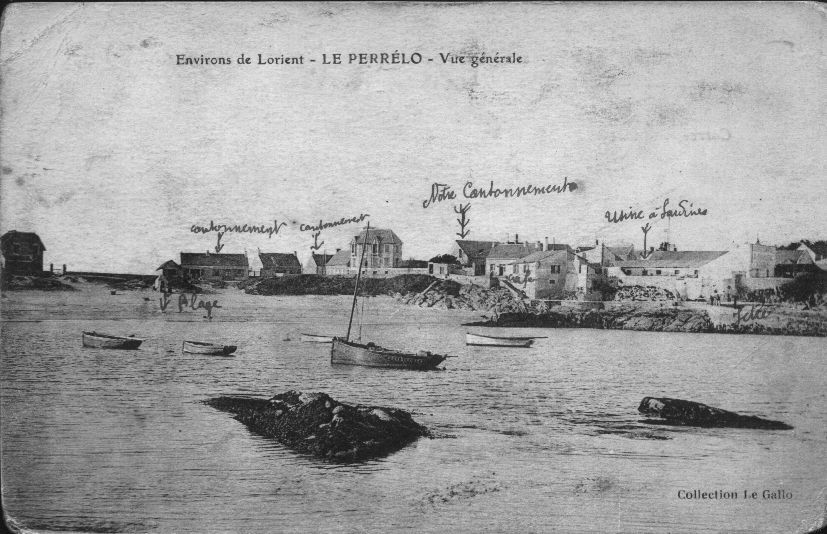
Le Pérello (Lomener) en 1916 (carte postale annotée par un soldat).

Le monument aux morts de Ploemeur porte les noms de 240 soldats et marins morts pour la France pendant la Première Guerre mondiale.

#### L'entre-deux-guerres
Le monument aux morts de Ploemeur, érigé grâce à une souscription publique, est inauguré le 31 juillet 1921 par Alphonse Rio, secrétaire d’état à la Marine marchande, aux Ports et aux Pêches.

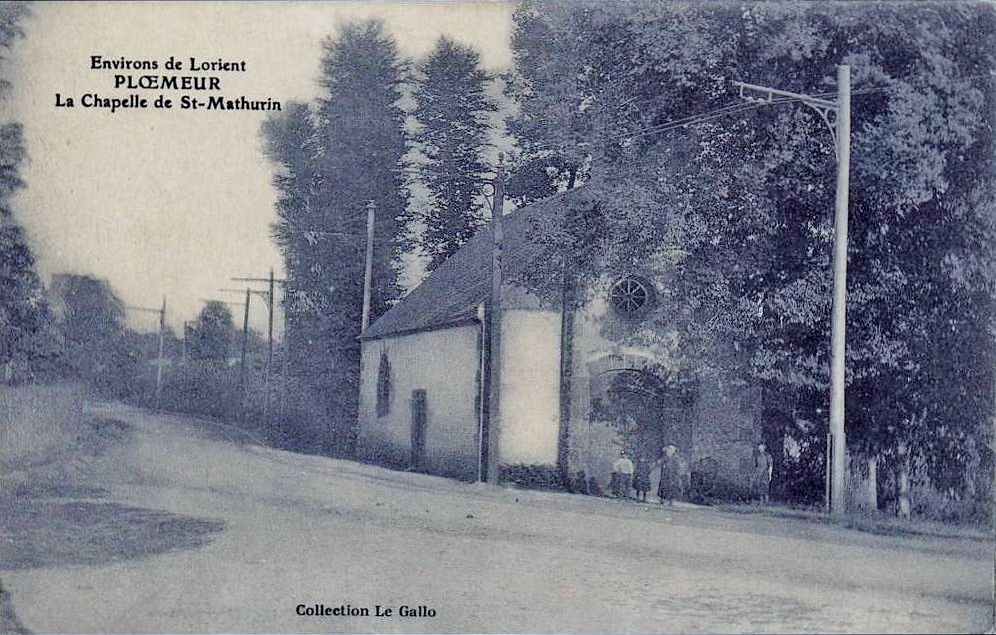
L'ancienne chapelle Saint-Mathurin vers 1920.
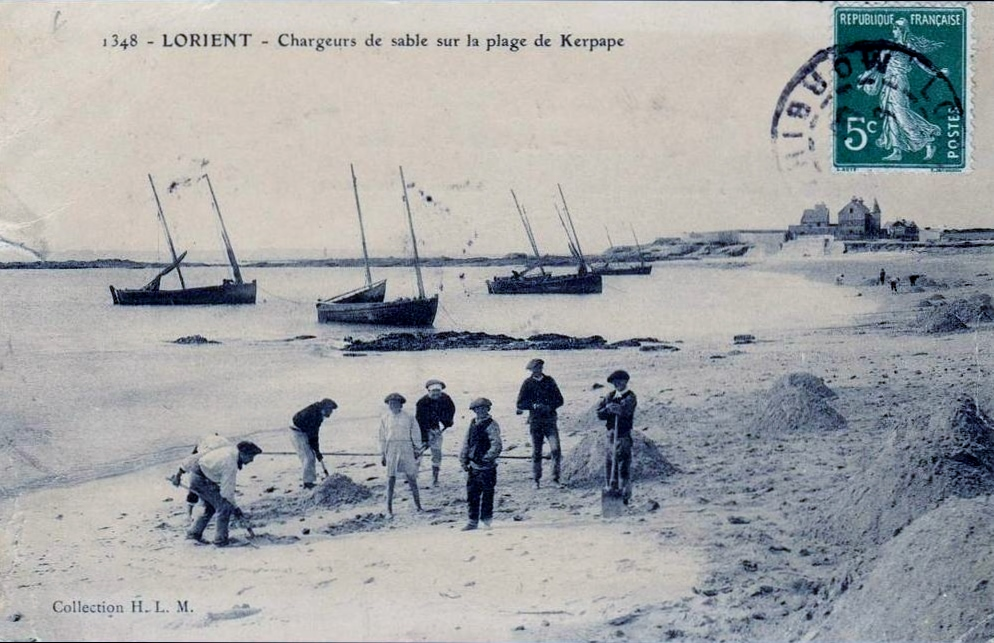
Chargeurs de sable sur la plage de Kerpape vers 1920.
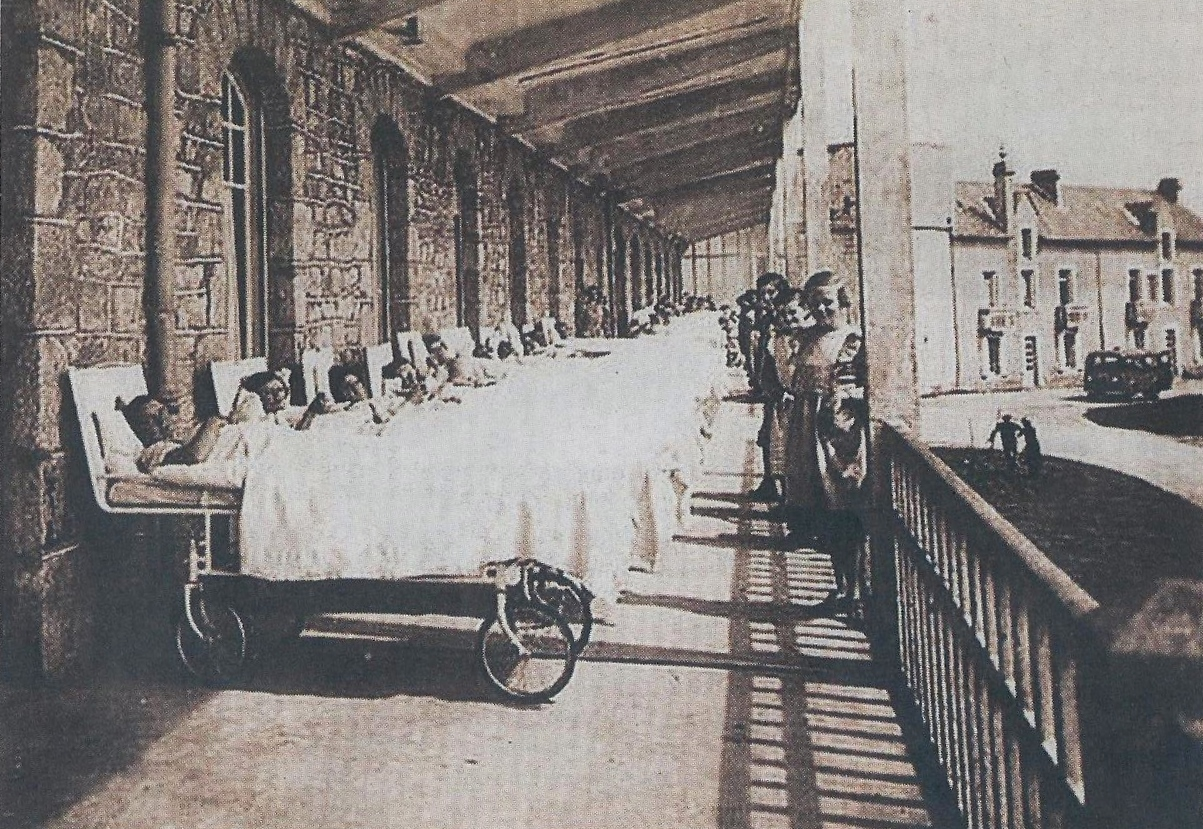
Le préventorium de Kerpape vers 1925.

Le centre de rééducation de Kerpape ouvre en 1917, les bâtiments en dur étant achevés en 1920. Ce fut d'abord un sanatorium qui accueillit jusqu'à 800 patients en 1925 et 1 300 en 1940.
Un projet de loi adopté par la Chambre des députés le 26 août 1924 et par le Sénat le 28 février 1925 divise en deux le territoire de la commune de Ploemeur, ce qui entraîne la création de la commune de Larmor-Plage.
Le port de Kerroch est ainsi décrit en 1934 : « Ces pêcheurs sont pour la plupart des homardiers et langoustiers qui, pendant la belle saison notamment, mouillent chaque fois des centaines et des centaines de casiers qui constituent pour eux le plus clair de leur gagne-pain. On compte environ 150 de ces pêcheurs, qui habitent principalement le grand village de Kerroch, situé dans un site merveilleux de la côte ploemeuroise, juché sur les hautes falaises granitiques face à l'île de Groix. (...) Son port est bien assis au fond d'une crique, défendue contre les assauts de l'océan par une pointe rocheuse que prolonge une digue sur laquelle viennent se briser impuissantes les lames du large. Toutefois, quand la mer est en furie (...) toute sortie est impossible. (...) Les maisons des pêcheurs s'alignent dans le même style, ou à peu près : un rez-de-chaussée, un toit plat d'ardoise ou de chaume, parfois un mince jardinet, le plus souvent un bout de terre sur l'autre façade et (...) plus loin, des champs que labourent les pêcheurs au repos. (...) Le long des pignons du lieu que l'on pourrait appeler la place du village, des hommes vêtus de toile bleue ou orange sont réunis, fumant, chiquant, causant de temps à autre, mais bas. (...) Un peu plus loin, vers les sables, quelques villas de bois, volets clos, dressent leur solitude d'hiver (...) ».

#### La Seconde Guerre mondiale
Le monument aux morts de Ploemeur porte les noms de 99 morts pour la France pendant la Seconde Guerre mondiale ; parmi eux des résistants (par exemple Gustave Le Floch, Yves Le Garrec), Gilbert Quéret et Albert Le Roy (tous deux fusillés par les Allemands), des soldats (par exemple l'aviateur Ernest Russell Lyon). Quatre aviateurs britanniques dont l'avion, un Wellington III, touché par un obus de la défense antiaérienne allemande, s'écrasa près du village de Breuzet le 4 février 1943 sont inhumés dans le carré militaire du cimetière communal (un cinquième aviateur parvint à sauter en parachute et eut la vie sauve).
De nombreux blockhaus et ouvrages défensifs du Mur de l'Atlantique, liés en bonne partie à la proximité de la base sous-marine de Keroman, furent construits par les Allemands, principalement le long du littoral de la commune, notamment au Courégant.
Un livre raconte les événements survenus à Ploemeur pendant la Seconde Guerre mondiale.
Les pêcheurs de Kerroc'h durent se réfugier à Doëlan pendant la guerre.
Ploemeur fit partie à la fin de la Seconde Guerre mondiale de la Poche de Lorient et subit pour cette raison de nombreuses destructions. Selon Roger Le Roux, dans son ouvrage Le Morbihan en guerre 39-45, 490 maisons auraient été totalement ou partiellement détruites ainsi que 1 063 bâtiments de ferme (293 totalement, 770 partiellement). Les bâtiments industriels auront subi le feu des bombes avec 90 destructions totales et 105 partielles. Le 16 février 1943 l'église paroissiale Saint-Pierre est bombardée. Tout l'intérieur est ravagé par le feu des bombes incendiaires. Seuls les murs, le clocher, la sacristie et le porche resteront debout. Sa reconstruction demandera près de 6 ans d'efforts et de travaux. Des clichés ont été pris lors du début de sa reconstruction.
De nombreux ploemeurois parvinrent à se réfugier en dehors de la zone de combat ; environ 1 800 habitants, dont les habitations furent détruites ou gravement endommagées, furent sinistrés et durent occuper des logements provisoires : 307 baraques furent construites dans le parc de Soye (destinées à des Lorientais) et 160 autres à différents endroits de la commune, notamment la cité du Patronage et la cité de Briantec.

#### L'après Seconde Guerre mondiale
Lors de la reconstruction du pays de Lorient, entre 1946 et 1985, le domaine de Soye, situé sur la commune, accueillera une importante cité provisoire composée de 286 pavillons (jusqu'à 307 référencés en 1962), destinés aux Lorientais (comptabilisés et votants dans leur commune d'origine). Avec ses propres écoles et commerces elle est surnommée « la cité dans la cité ».

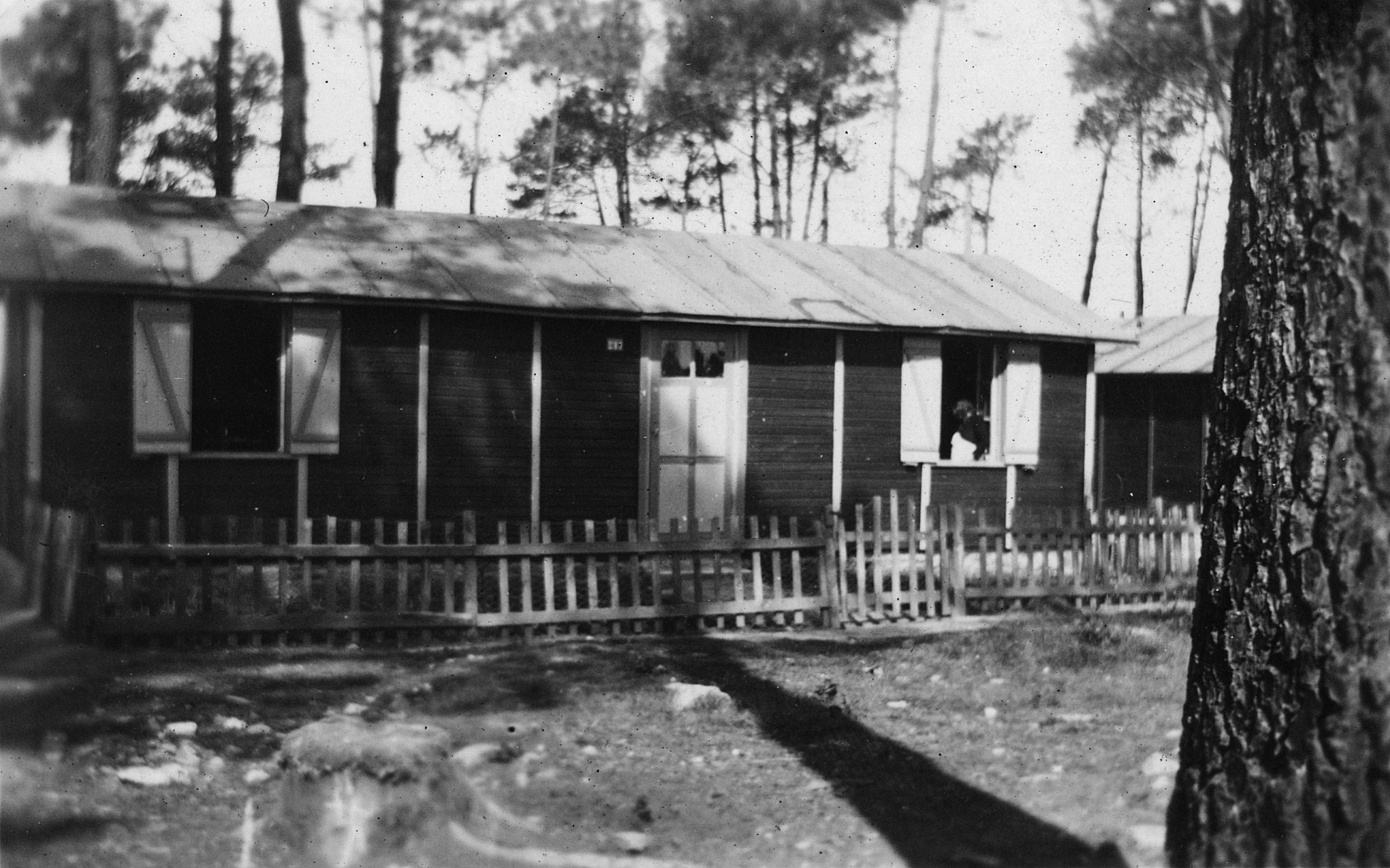
Cité de Soye : baraquement 534.10.
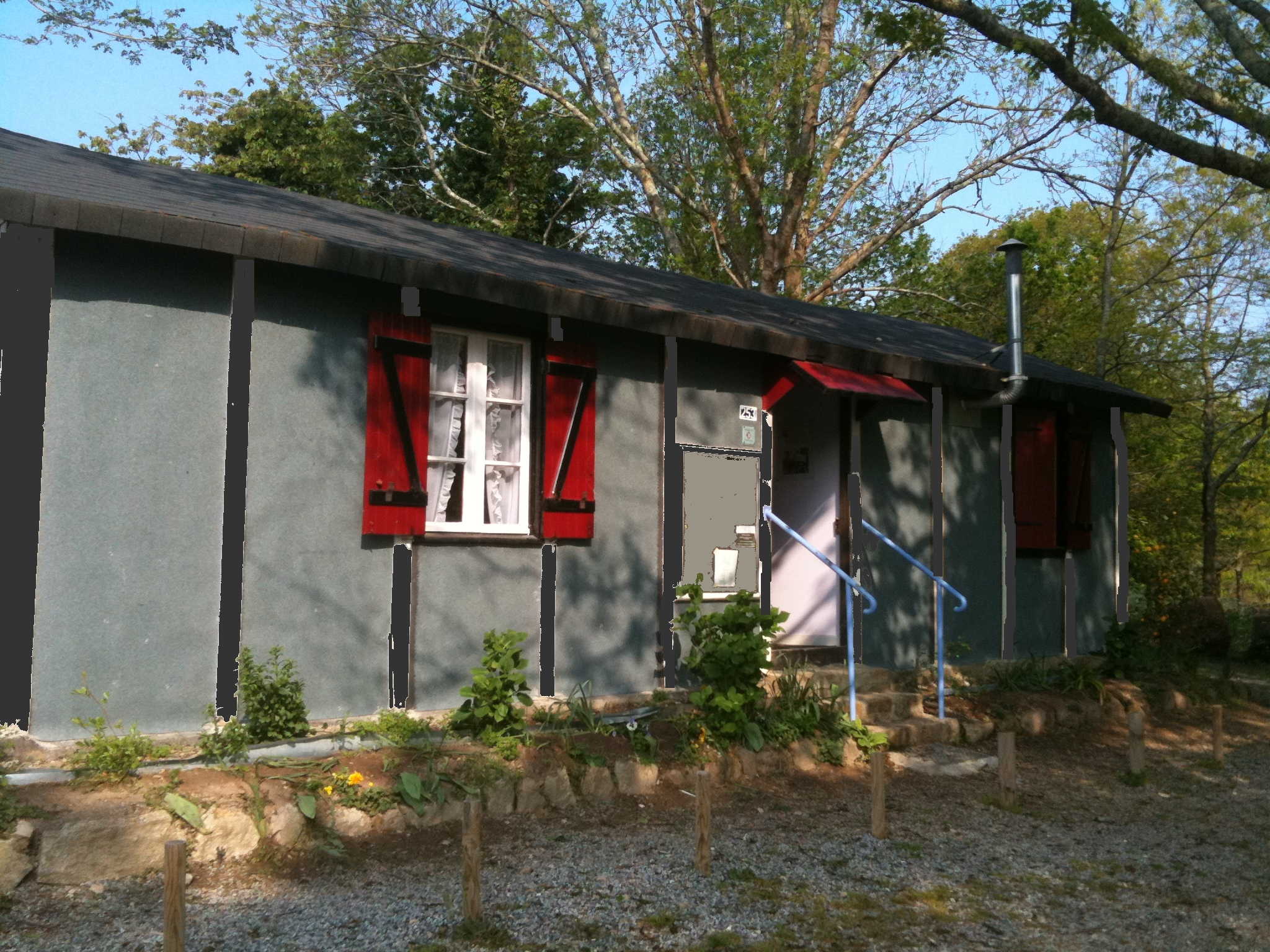
Cité de Soye : un baraquement.
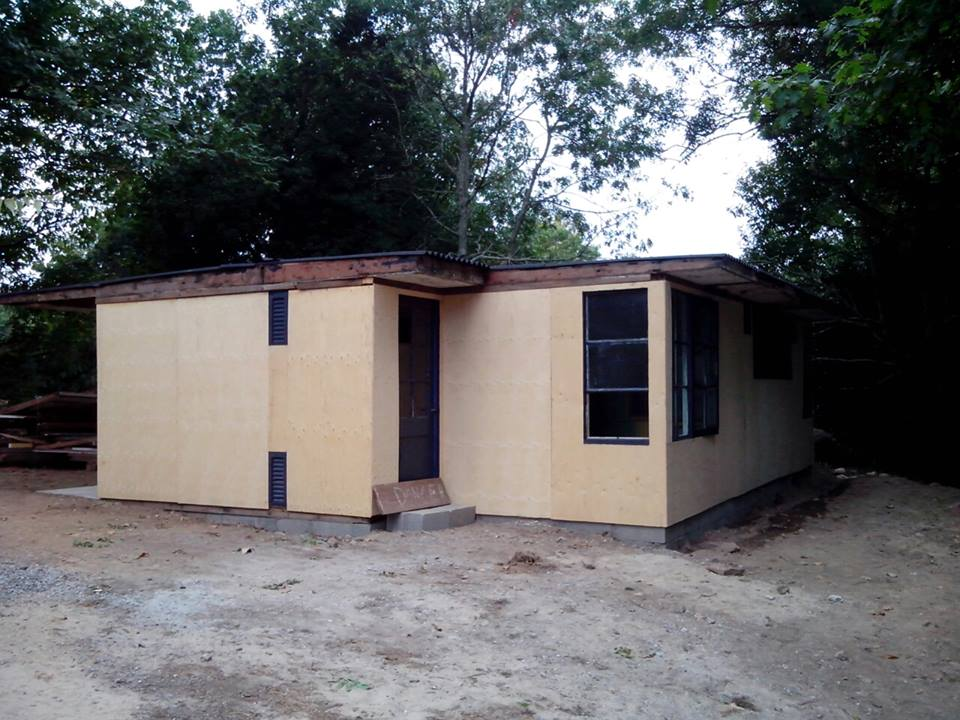
UK100-témoin conservé au 253 bis, parc de Soye à Ploemeur.
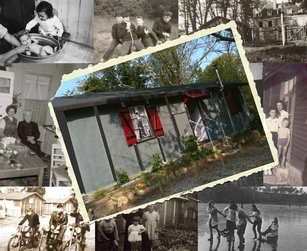
Cité de Soye : baraquement 253.

Le monument aux morts de Ploemeur porte les noms de six soldats morts pour la France pendant la guerre d'Indochine et la guerre de Corée et cinq pendant la guerre d’Algérie.

#### L'exploitation du kaolin
À Plœmeur, deux sociétés exploitent le kaolin. La société des Kaolins d'Arvor, fondée en 1919 par la fusion de deux entreprises antérieures, voit sa production croître de 2 200 tonnes en 1919 à 30 000 tonnes en 1935, celle-ci régressant ensuite pour augmenter à nouveau après la Seconde Guerre mondiale, atteignant 40 000 tonnes en 1958 et 80 000 tonnes en 1986. La « Société nouvelle des kaolins du Morbihan » produit pour sa part environ 70 000 tonnes de kaolin et 7 500 tonnes de muscovite par an vers le milieu de la décennie 1980, ainsi que 50 000 tonnes de sable quartzeux. Cette société a commencé à exploiter un nouveau gisement au lieu-dit Kerbient.

### LeXXIesiècle
Le 28 mai 2015, la commune de Ploemeur achète le domaine de Soye à la ville de Lorient et à Lorient Agglomération, précédents propriétaires, afin d'entamer sa réhabilitation.

## Géographie

### Localisation
Ploemeur est une commune du littoral atlantique limitrophe de quatre villes : Lorient, Larmor-Plage, Guidel et Quéven.
Au large se trouve l'île de Groix, à trois milles nautiques du continent, dont Ploemeur est séparé par le détroit des Coureaux de Groix.
| Guidel           | Quéven           | Lorient      |
| Océan Atlantique | Ploemeur         | Lorient      |
| Océan Atlantique | Océan Atlantique | Larmor-Plage |

Les communes limitrophes sont Quéven, Lorient, Larmor-Plage et Guidel.
La commune est limitée à l'est par les deux étangs du Ter (qui séparent pour partie Ploemeur de Lorient, même si leur majeure partie est située en Ploemeur), alimentés par le ruisseau du Ter, et au nord-ouest par l'étang de Lannénec (partagé avec la commune de Guidel), lequel est entouré de marais assez étendus. Au nord, une partie de l'emprise de l'aéroport de Lorient-Bretagne-Sud et de la base d'aéronautique navale de Lann-Bihoué se trouvent sur le territoire de Ploemeur, le reste se trouvant sur celui de la commune voisine de Quéven.
La partie intérieure de la commune est constituée pour l'essentiel d'un plateau qui ne dépasse qu'à peine 50 mètres d'altitude, le terril de la carrière de kaolin de Kergantic étant le sommet le plus visible de loin.

### Le littoral
Ploemeur compte 17 km de littoral. Celui-ci, orienté du nord-ouest au sud-est et globalement assez rectiligne, présente toutefois des aspects variés, alternant caps et baies (criques) assez peu marqués, falaises basses (qui gardent souvent des traces de leur exploitation comme carrières les siècles passés, ce qui a modifié leur aspect) et plages. Le sentier de randonnée GR 34 longe le littoral.
Les huit plus grandes plages de la commune sont, d'ouest en est :
- la plage du Fort Bloqué (plage de 1 900 m de long qui s'étend en grande partie sur la commune de Guidel) ;
- la plage des Kaolins (500 m) ;
- la plage des Sables rouges (150 m);
- la plage du Courégant (250 m) ;
- la plage de Port Blanc à Kerroc'h (100 m) ;
- la plage du Pérello (200 m) ;
- la plage de l'Anse du Stole à Lomener (600 m) ;
- la plage de Kerpape (300 m).

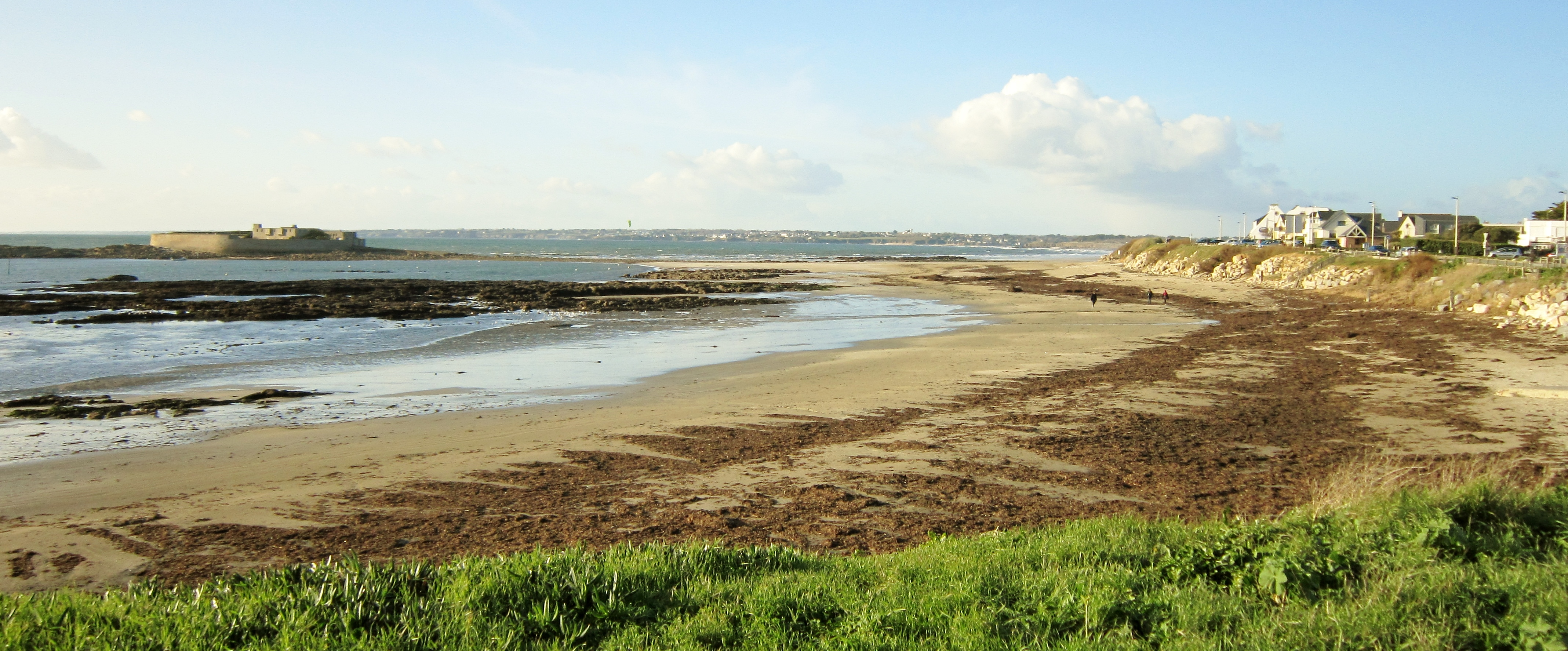
Le Fort Bloqué et sa plage à marée basse vus de l'est.
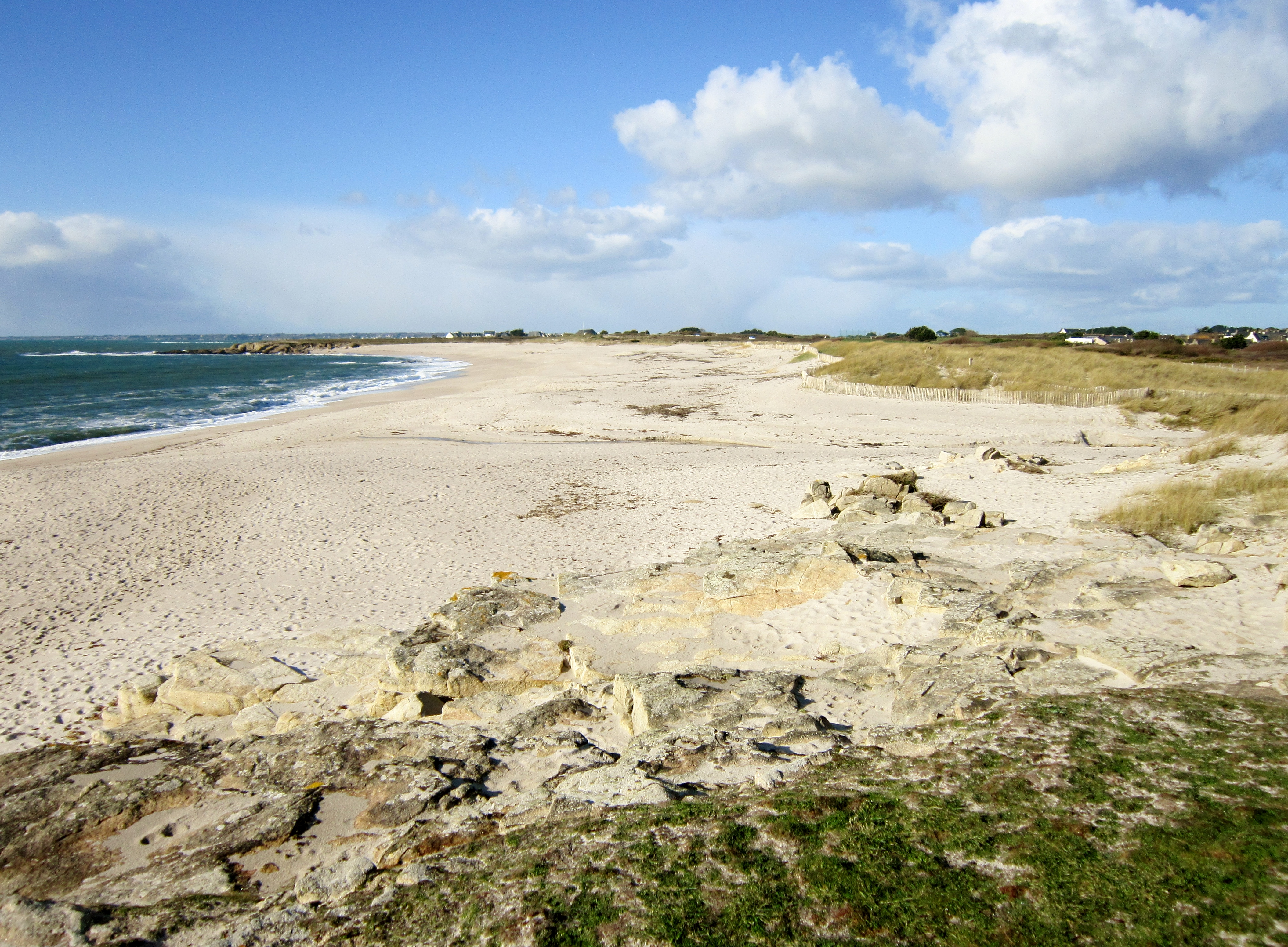
La plage des Kaolins vue du sud.
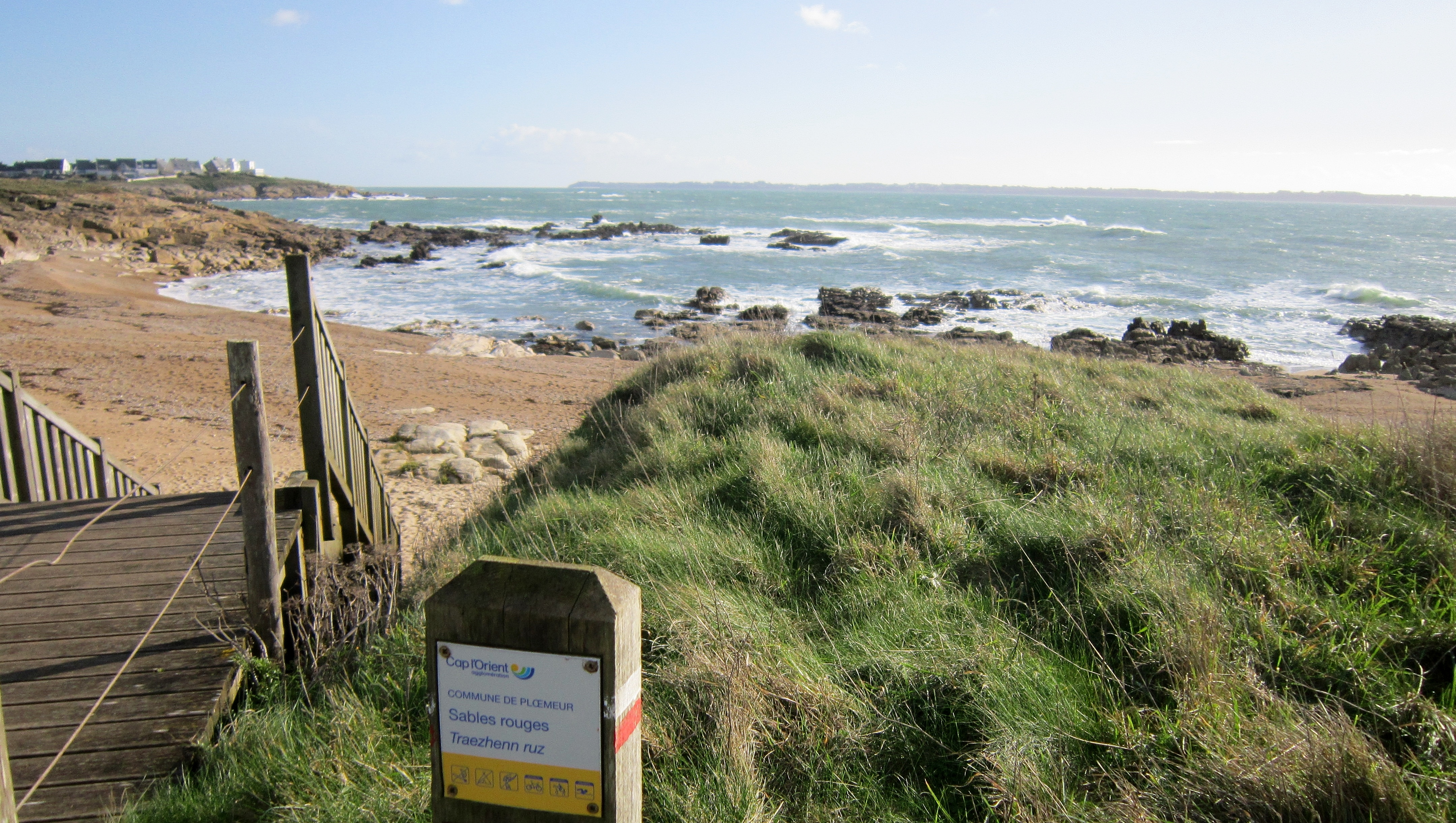
La plage des Sables rouges ; à l'arrière-plan Le Courégant.
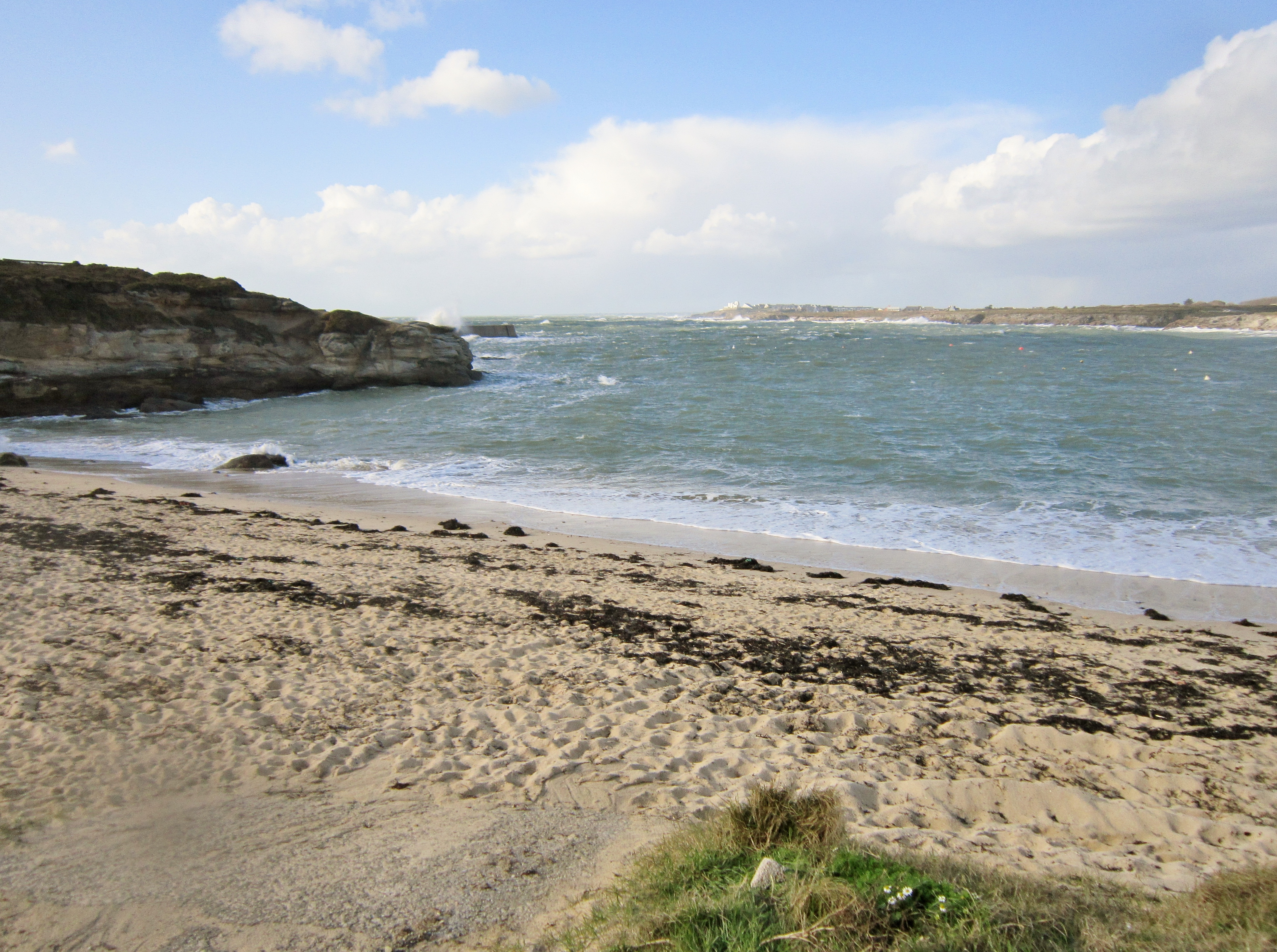
Kerroc'h : la plage de Port Blanc.
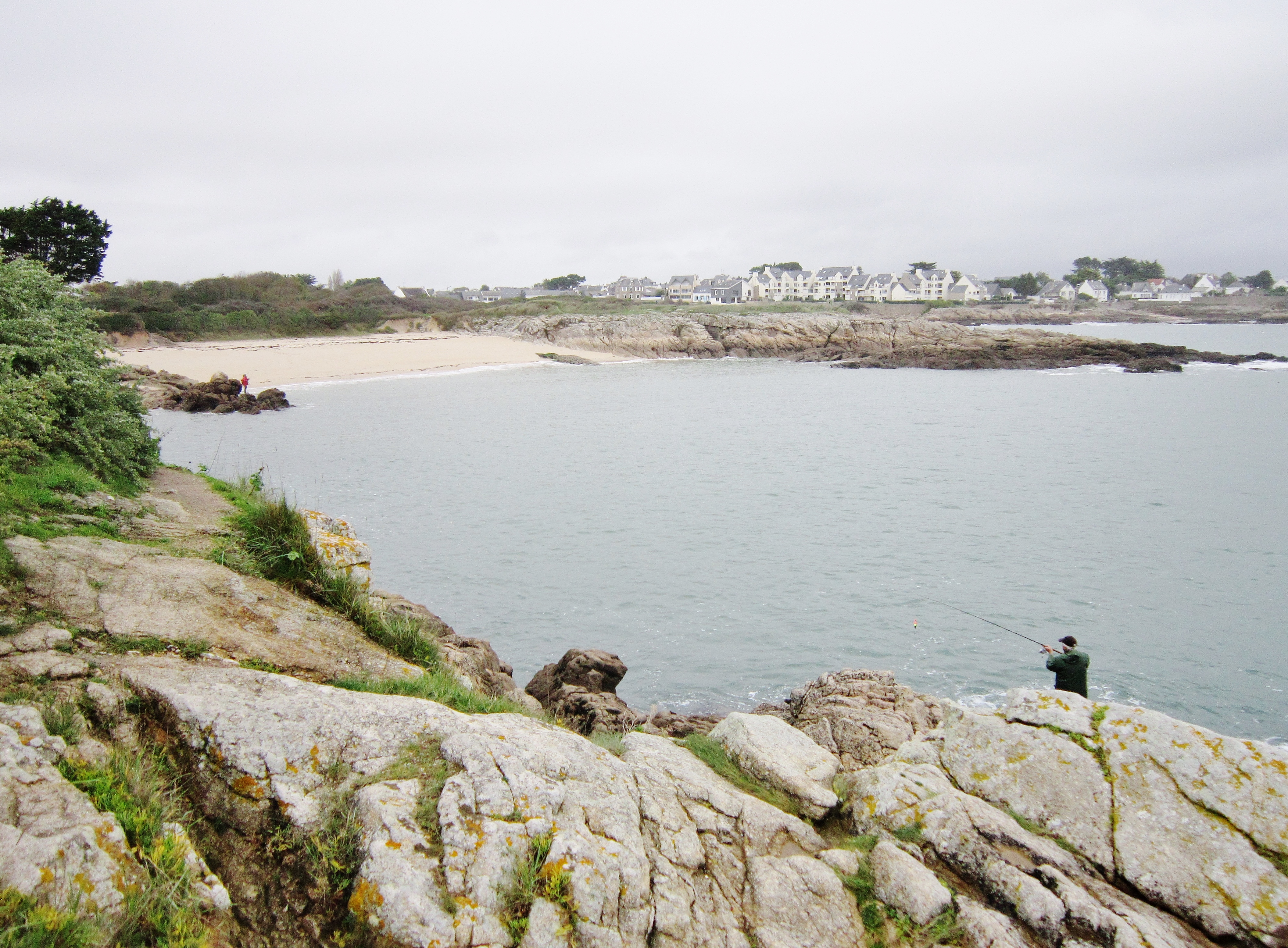
L'anse et la plage du Pérello vus des environs du Vieux Fort ; à l'arrière-plan Lomener.
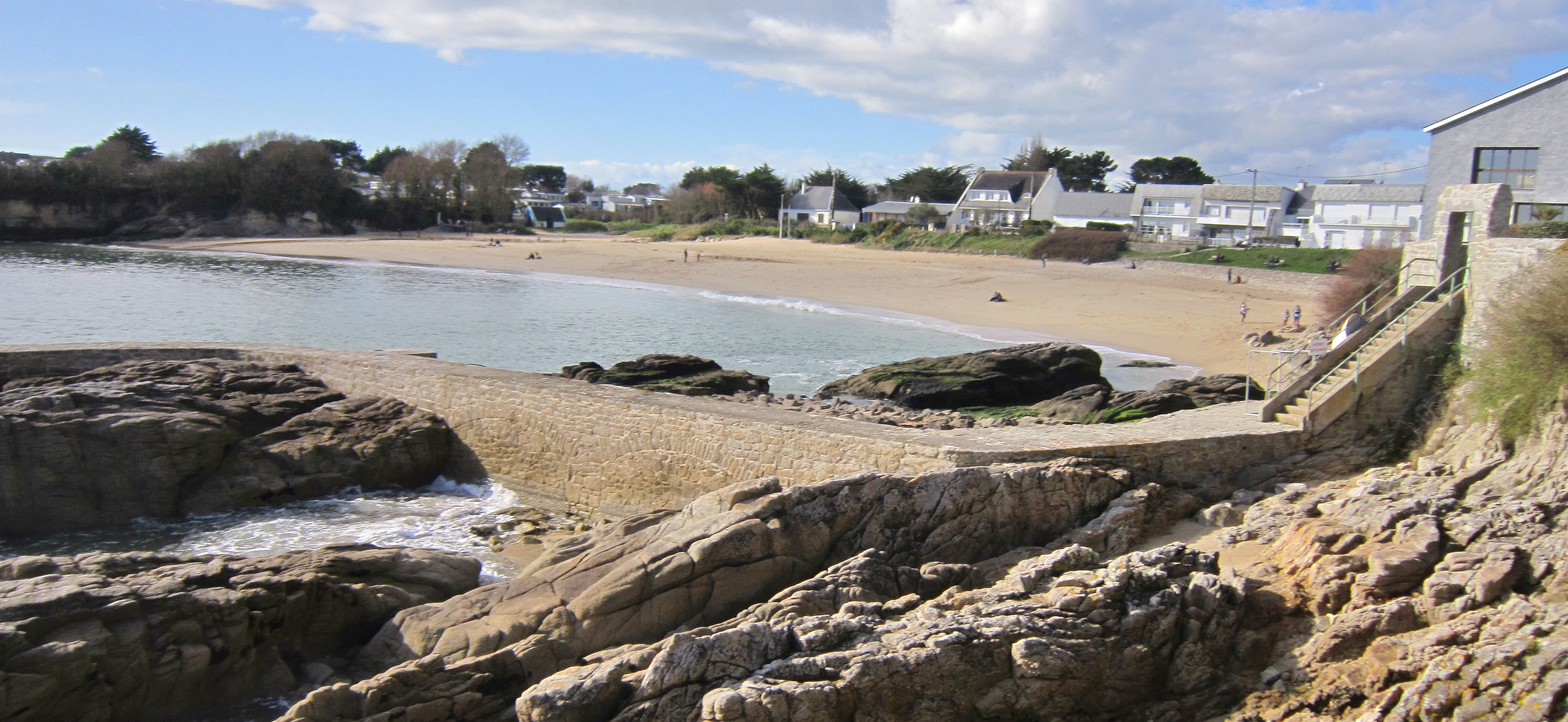
Le port et la plage de Port Fontaine vus depuis la pointe de Port Fontaine.
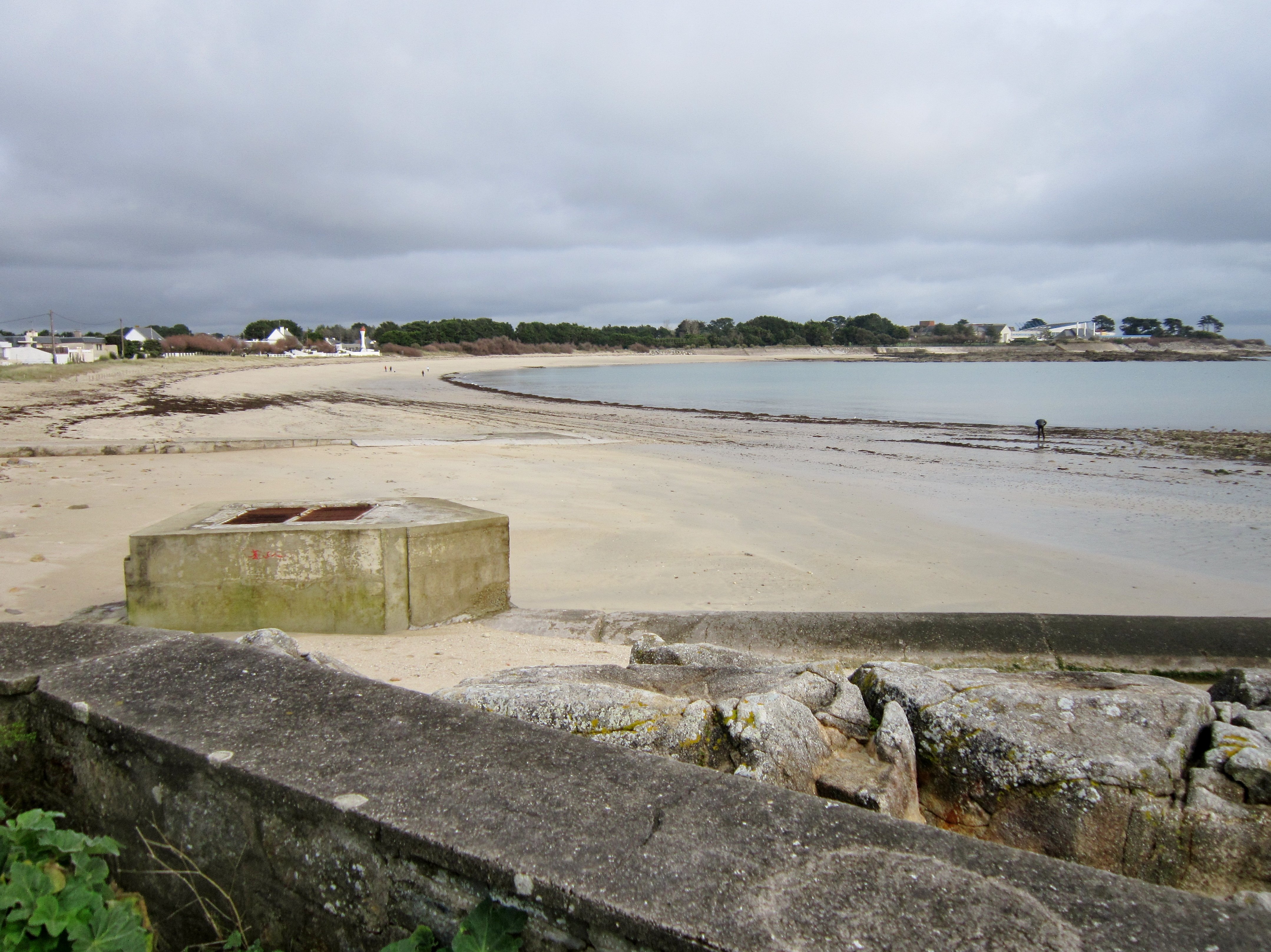
La plage de l'Anse du Stole vue depuis l'ouest.
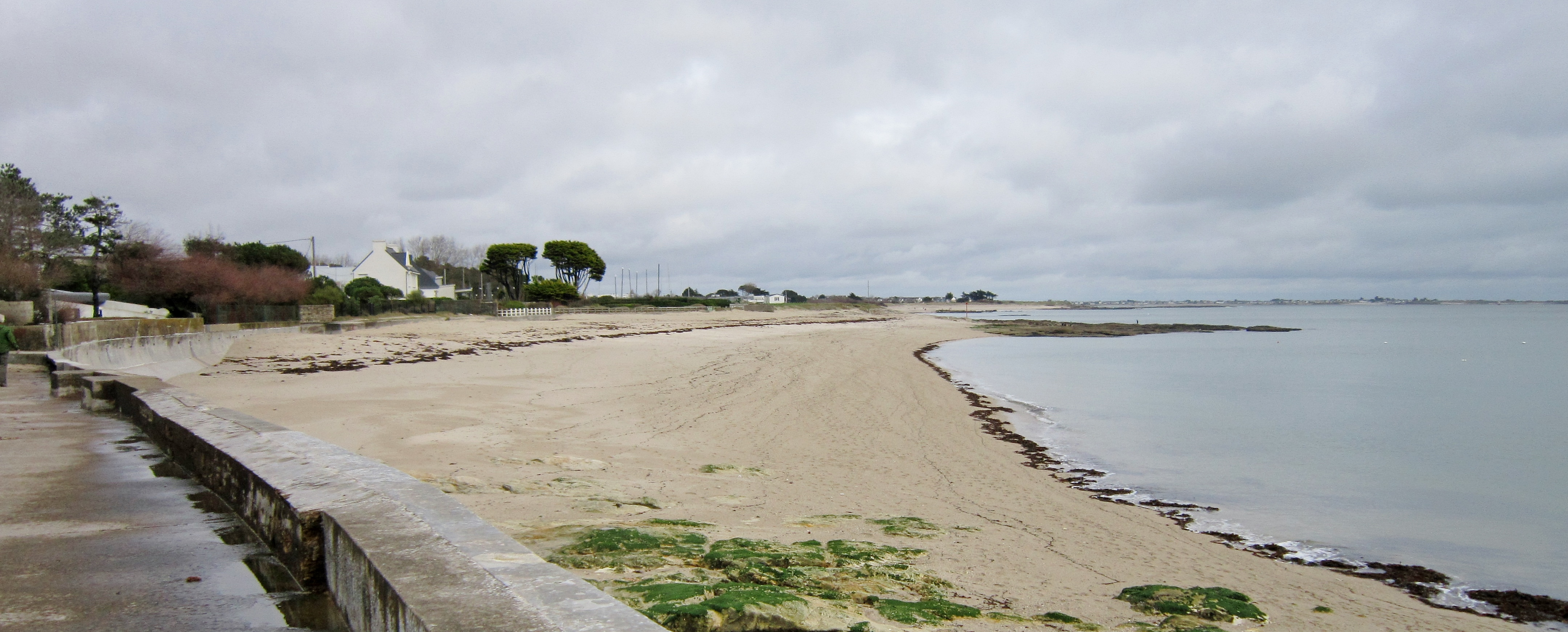
La plage de Kerguelen (en Larmor-Plage) vue depuis Kerpape (en Ploemeur).

Les principales criques sont :
- la crique de Port Discot (le petit Pérello) ;
- La crique de Port Fontaine à Lomener.

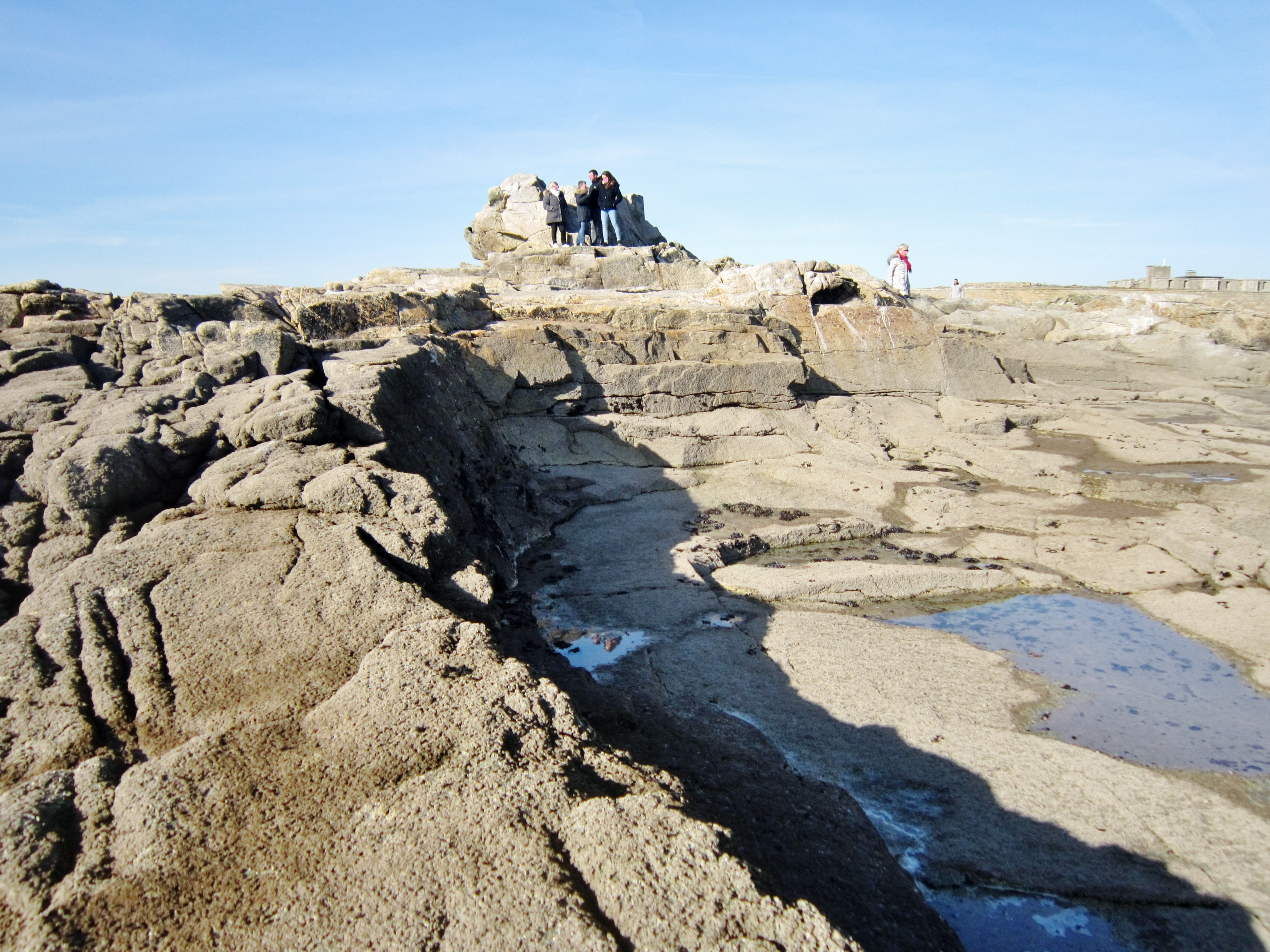
Rochers aux environs du Fort Bloqué (avec traces de l'exploitation en carrière par le passé).
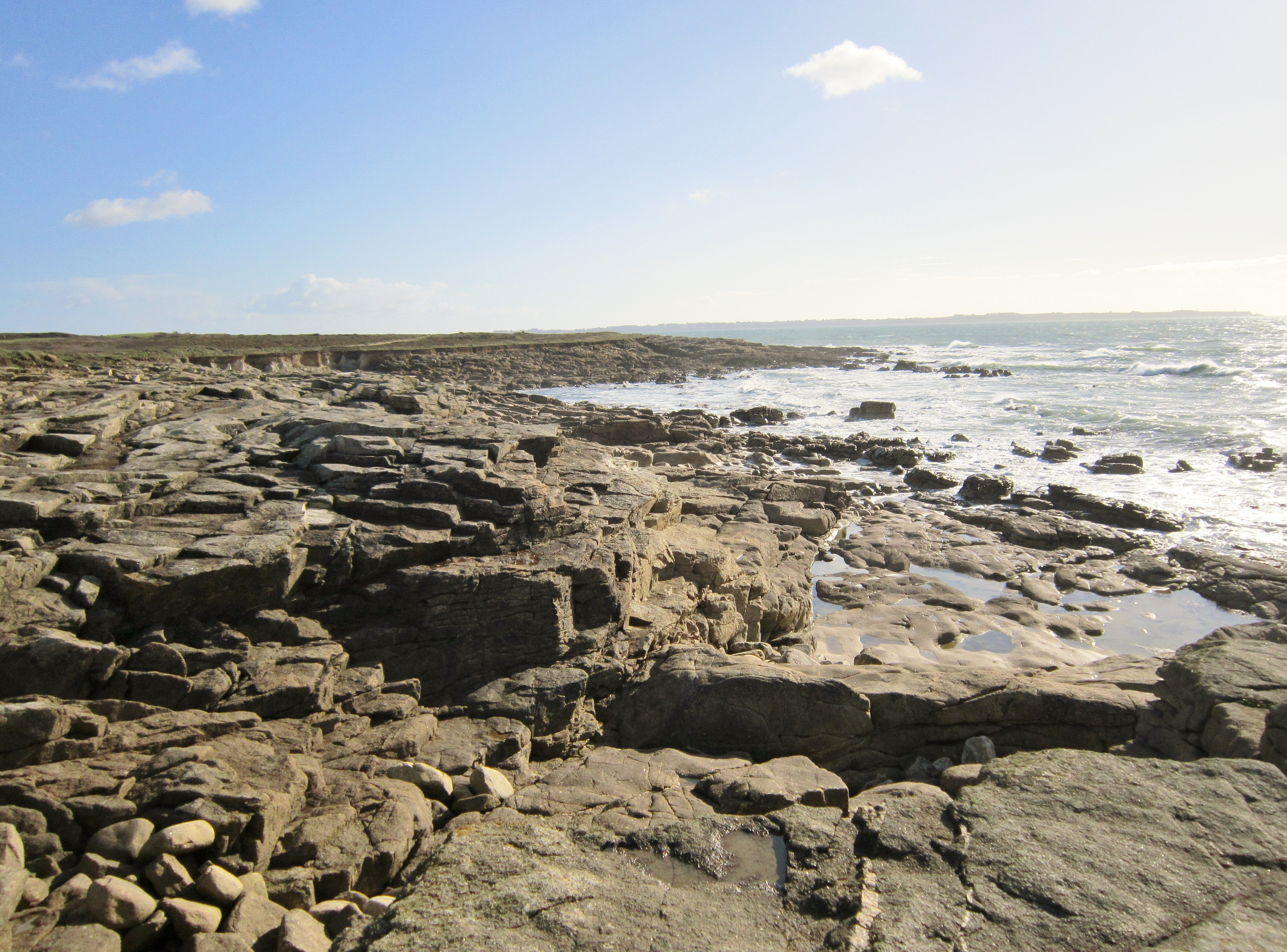
Le littoral entre Fort Bloqué et Le Courégant, côte rocheuse basse vers Basse Candec.
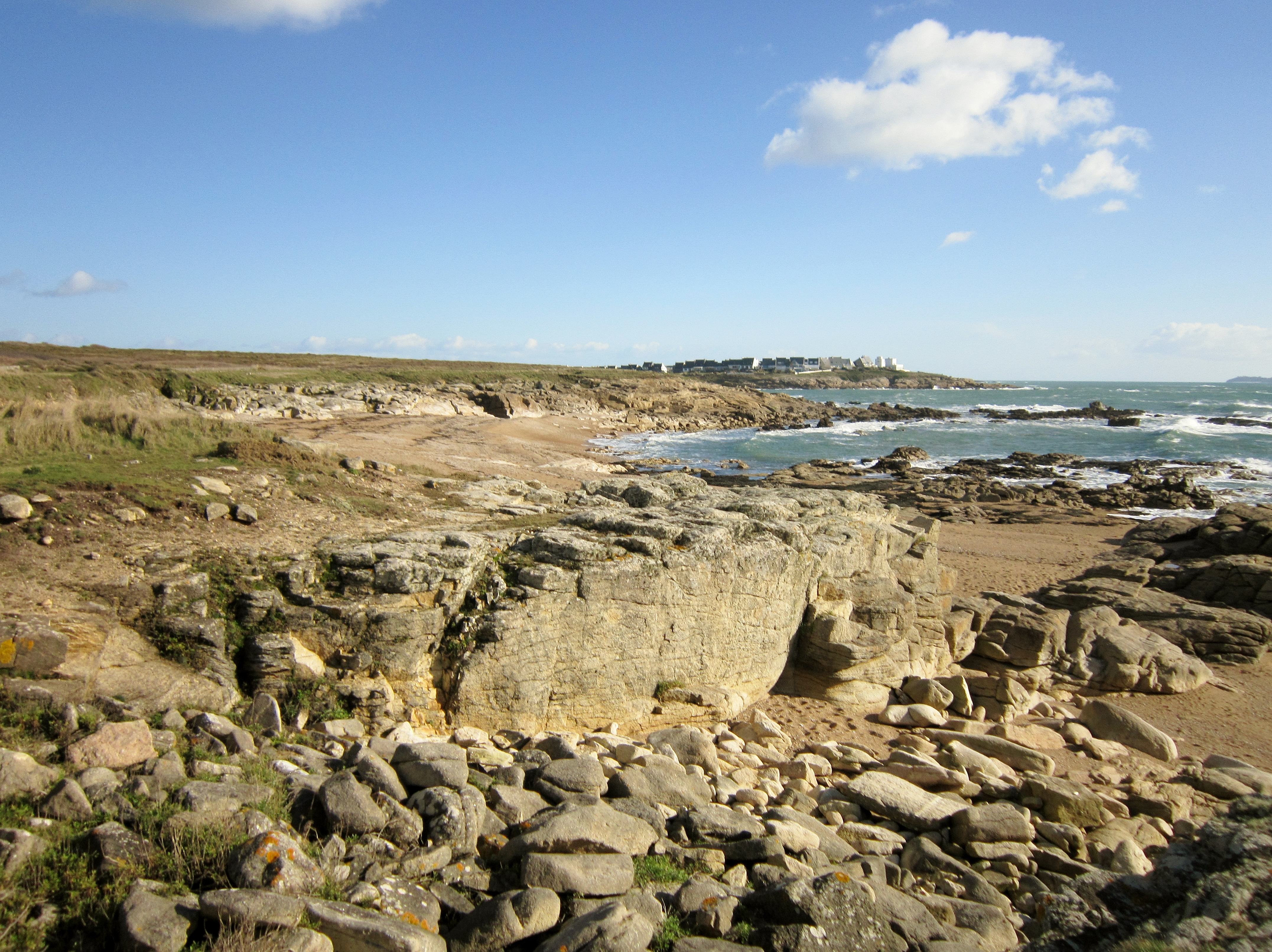
Le littoral entre Fort Bloqué et Le Courégant : falaises basses au premier plan, dunes et plage des Sables rouges au second plan et Le Courégant à l'arrière-plan.
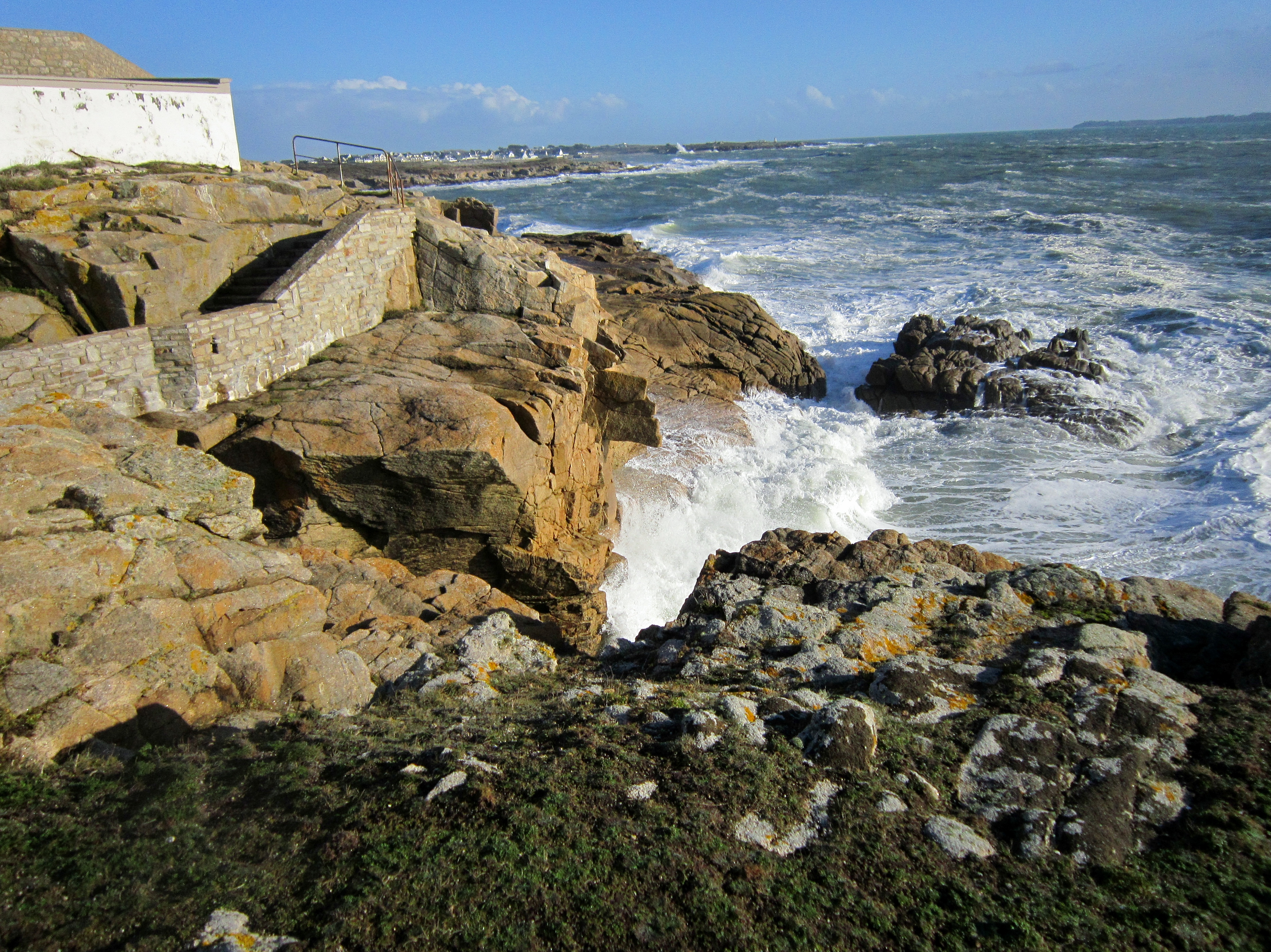
La pointe du Courégant (ou pointe du Castel).
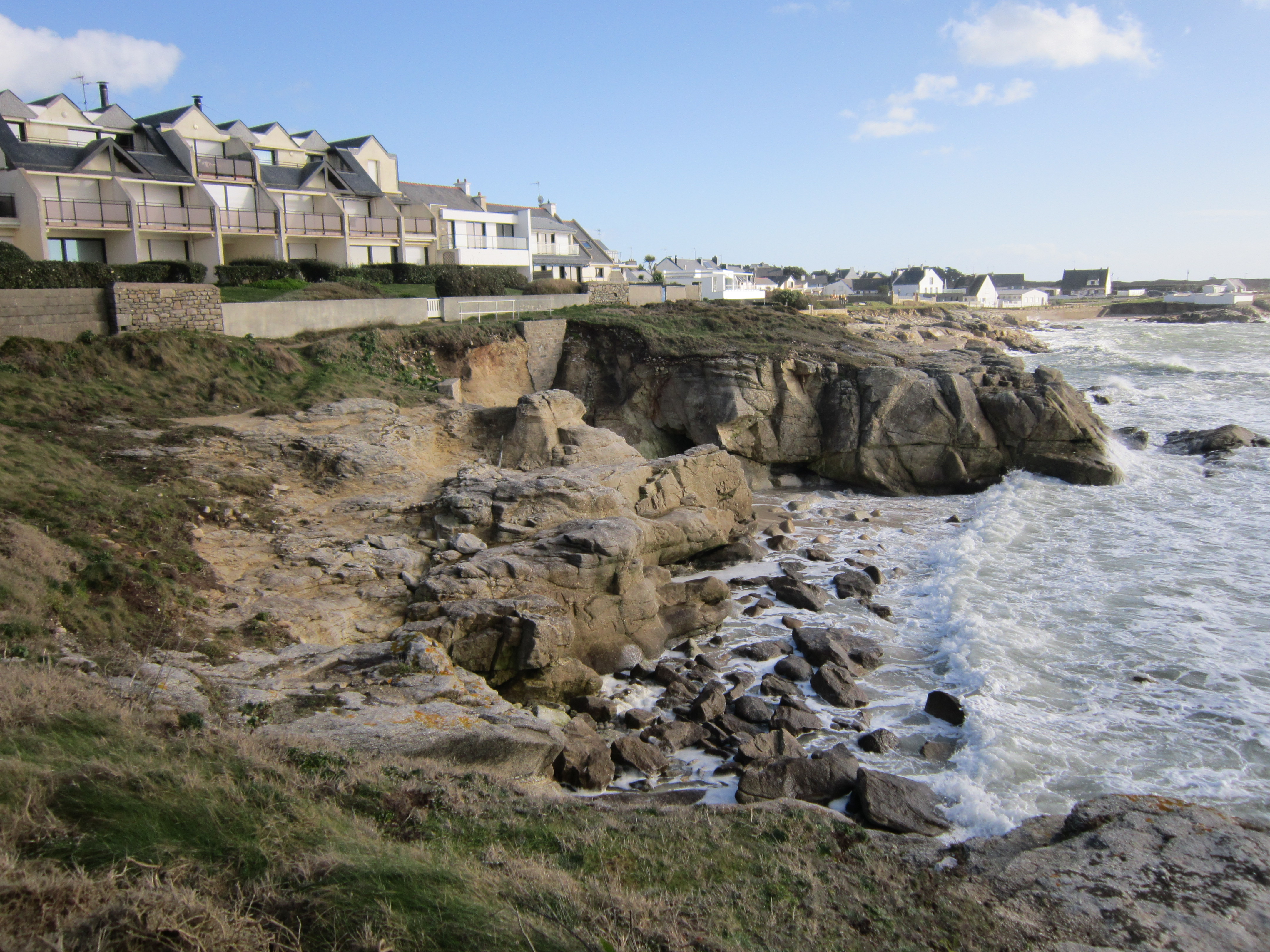
Falaises et immeubles de bord de mer juste à l'ouest de Kerroc'h.
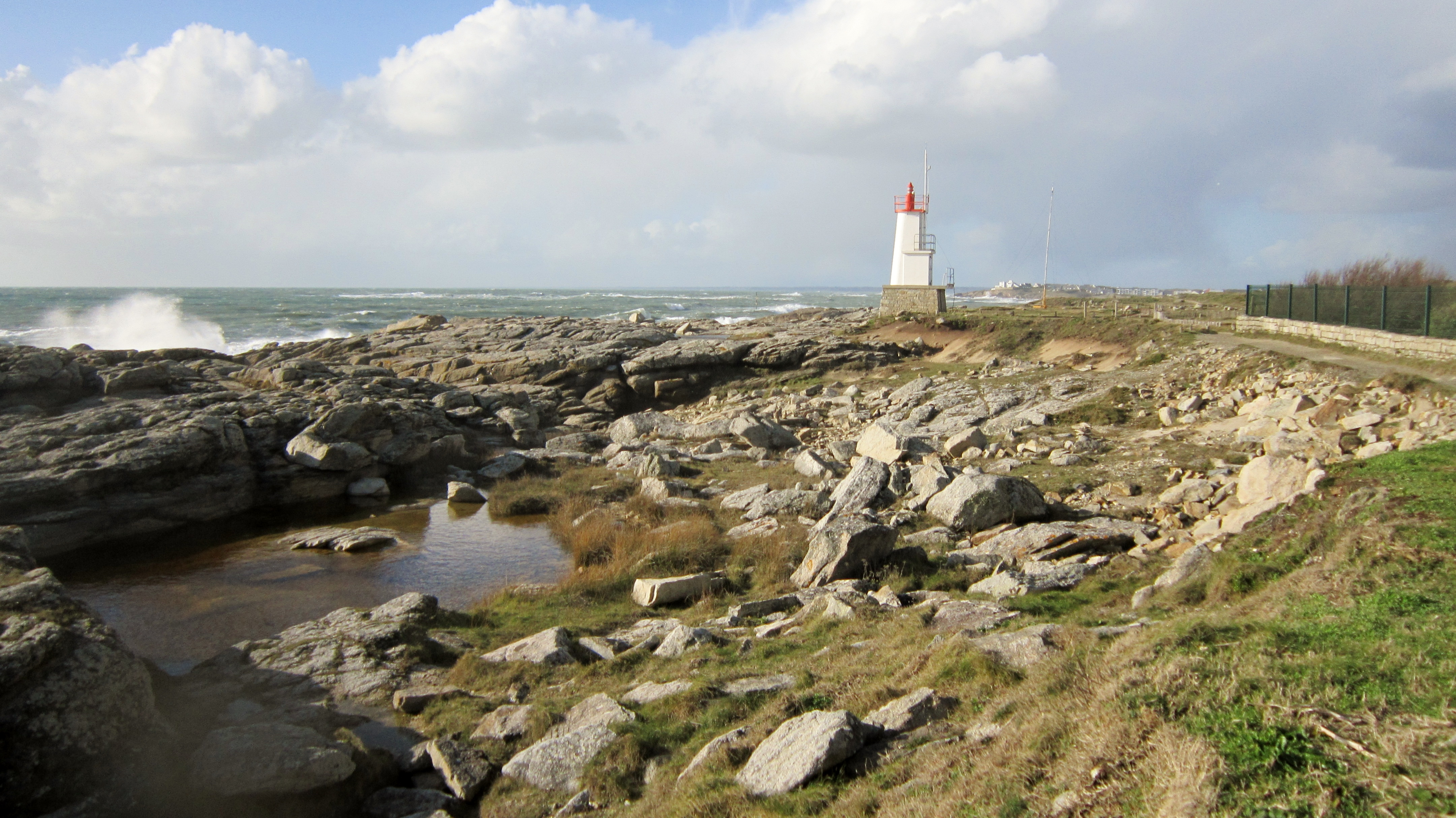
La côte rocheuse à l'est du feu de Kerroc'h, vue depuis la Roche Quinio ; à l'arrière-plan le feu de Kerroc'h.
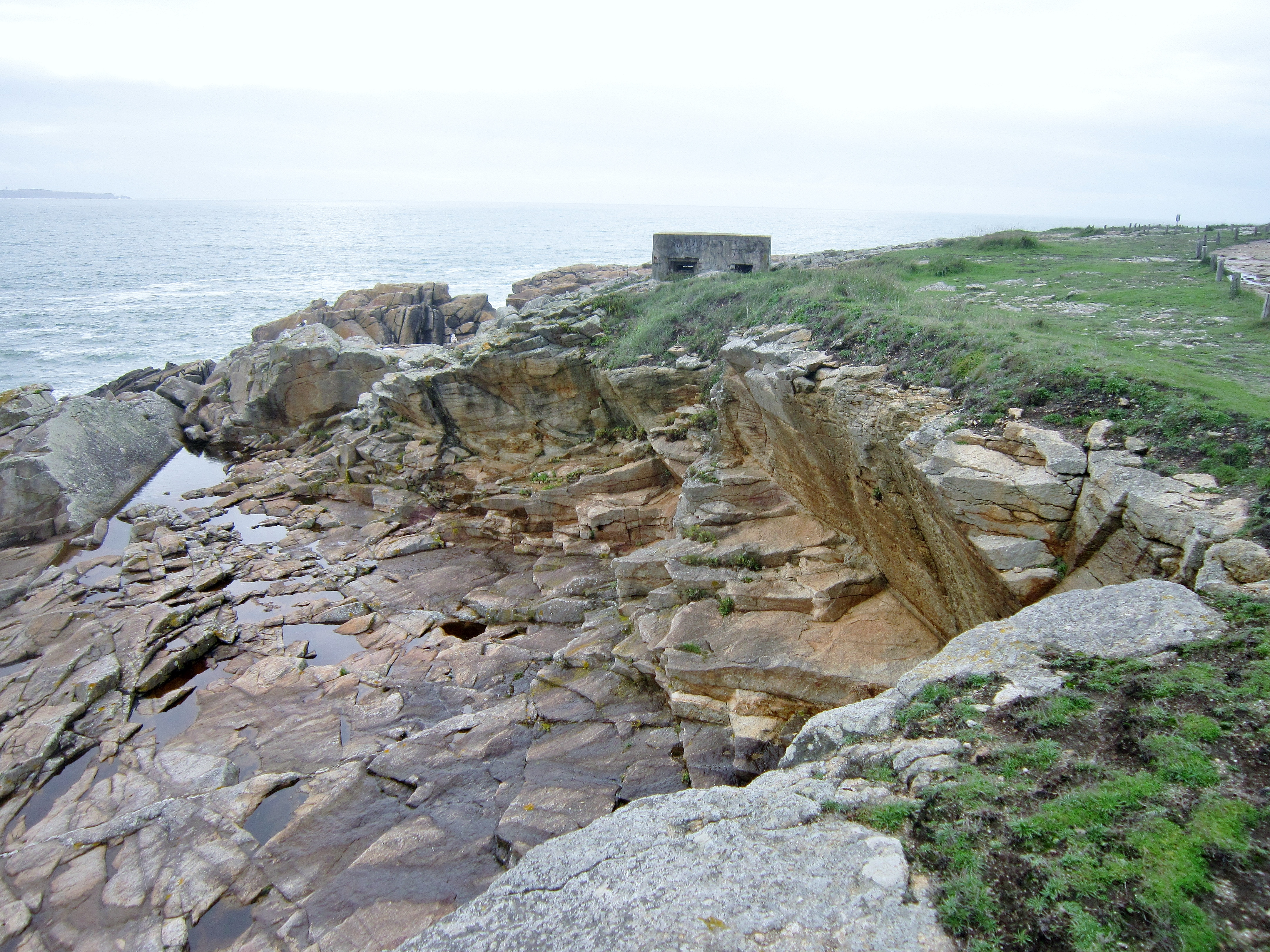
Falaise granitique près de la pointe du Talud, dont l'aspect a été modifié par l'exploitation en carrière à une date indéterminée.
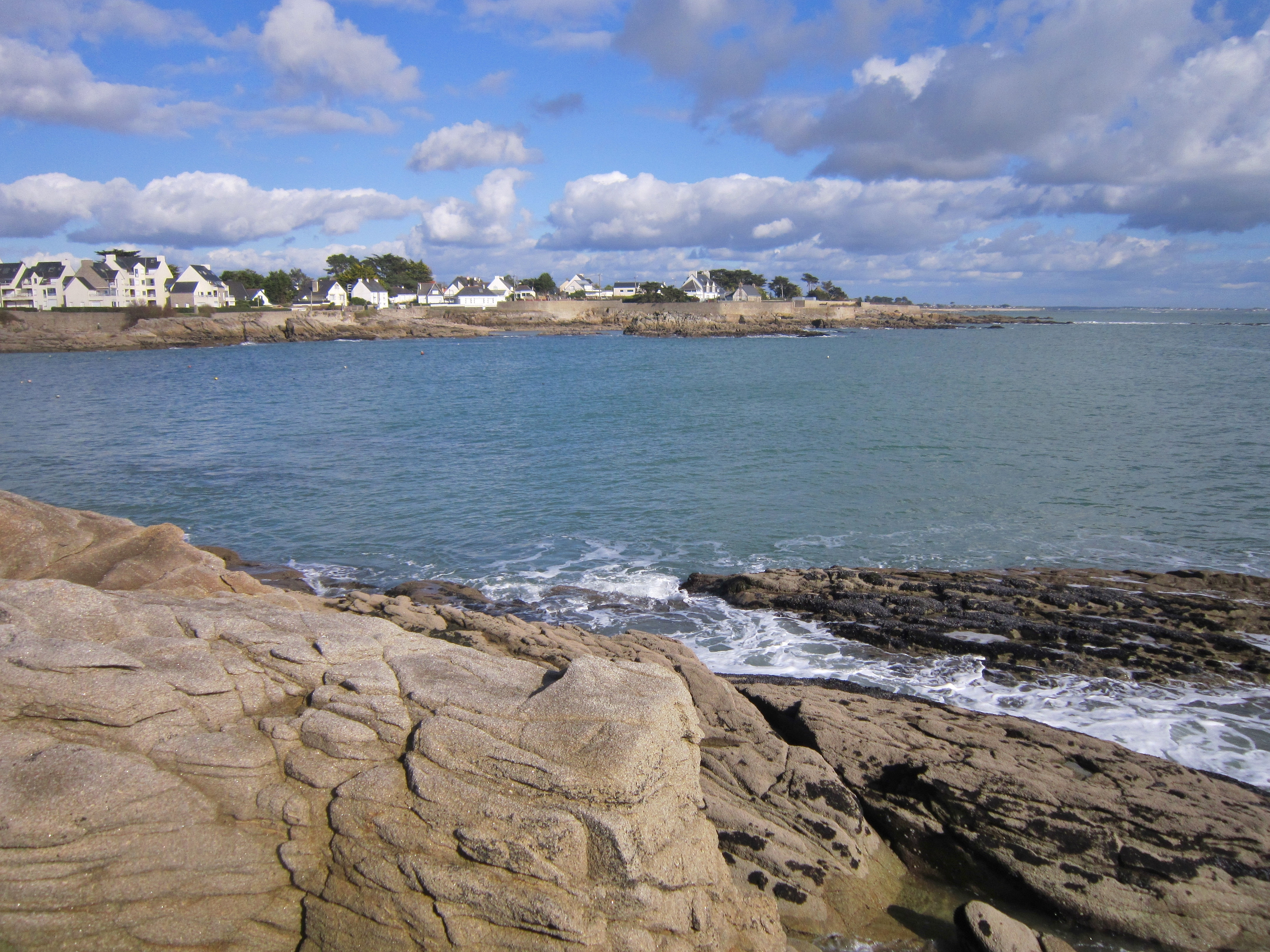
La pointe de Port Fontaine (Lomener) vue depuis la pointe de Ker Briscart.
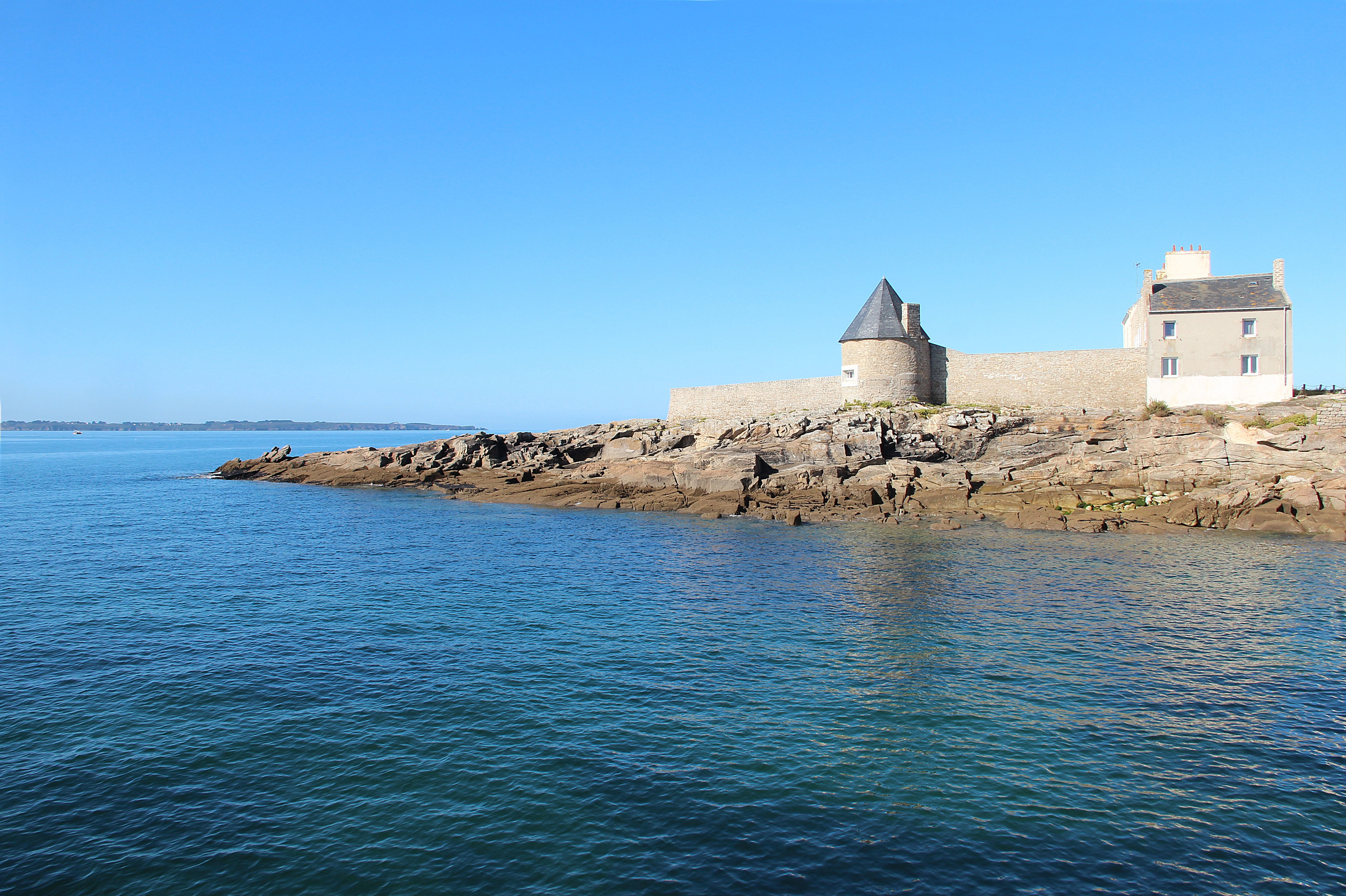
Lomener : la pointe de Berg-er-Vir.
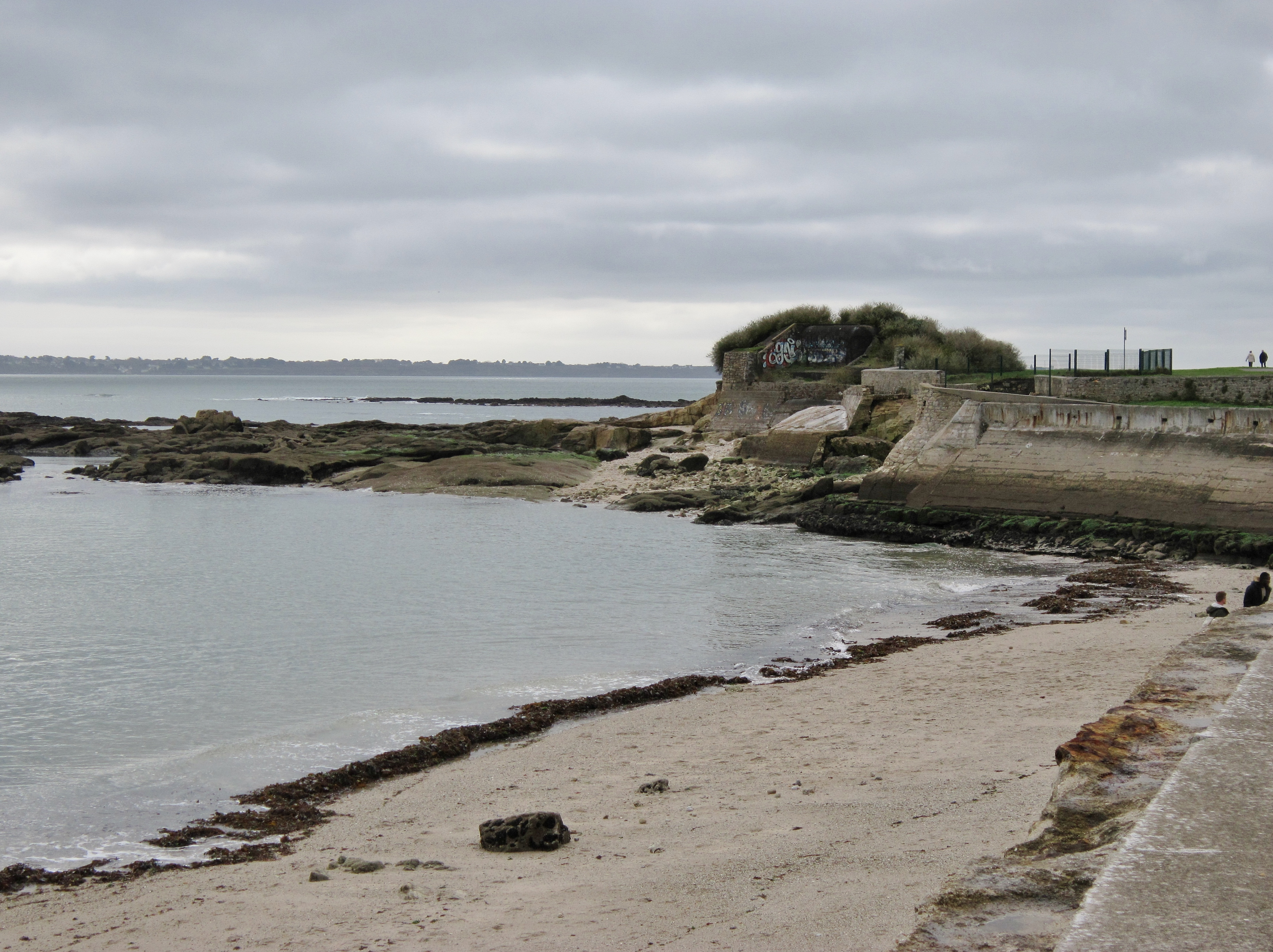
La pointe et la plage de Kerpape.

La ville comprend de nombreux lieux-dits ; les principaux hameaux littoraux sont les suivants :
- Le Fort Bloqué ;
- Le Courégant ;
- Kerroc'h ;
- Lomener.

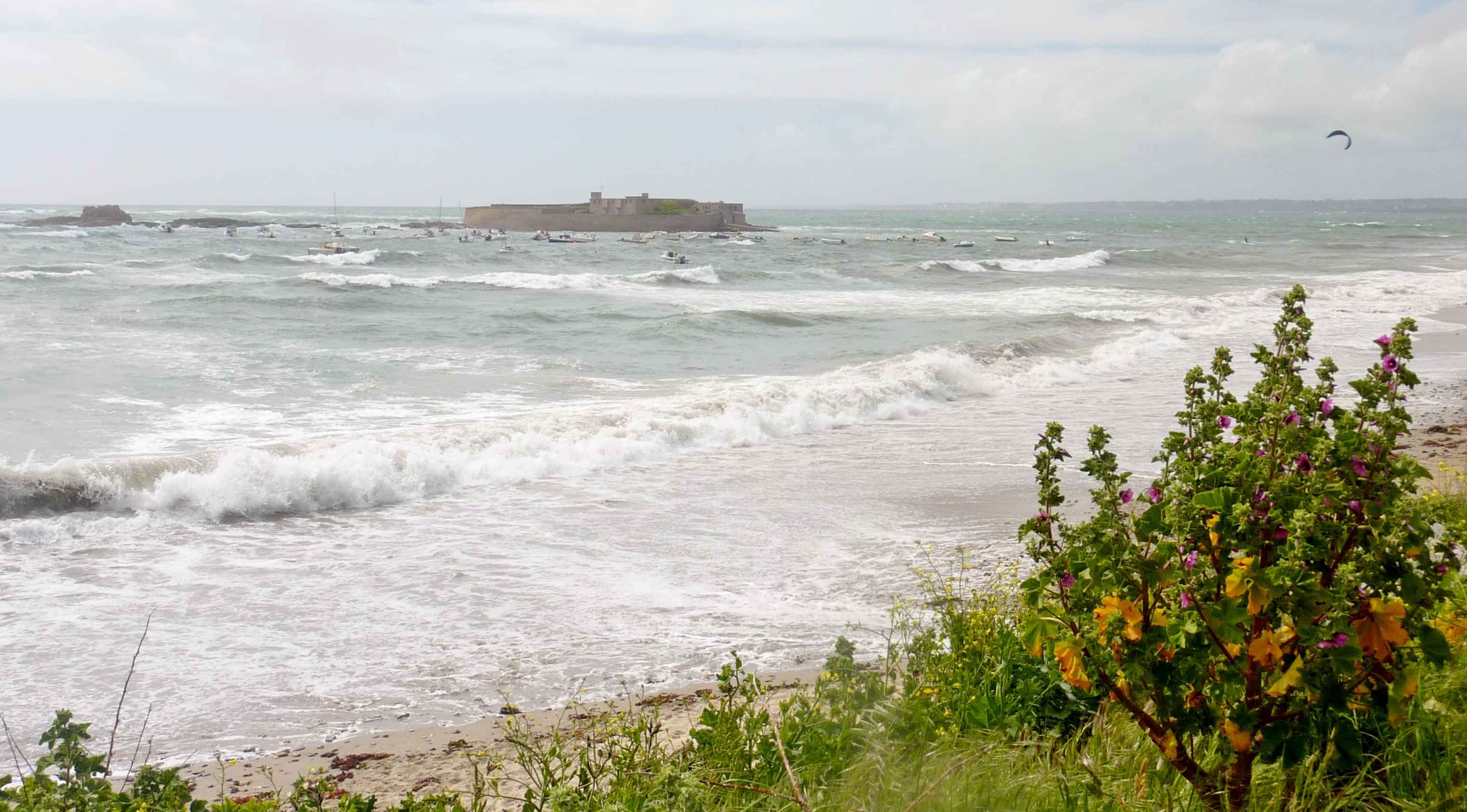
Le Fort Bloqué à marée haute, vu du continent.
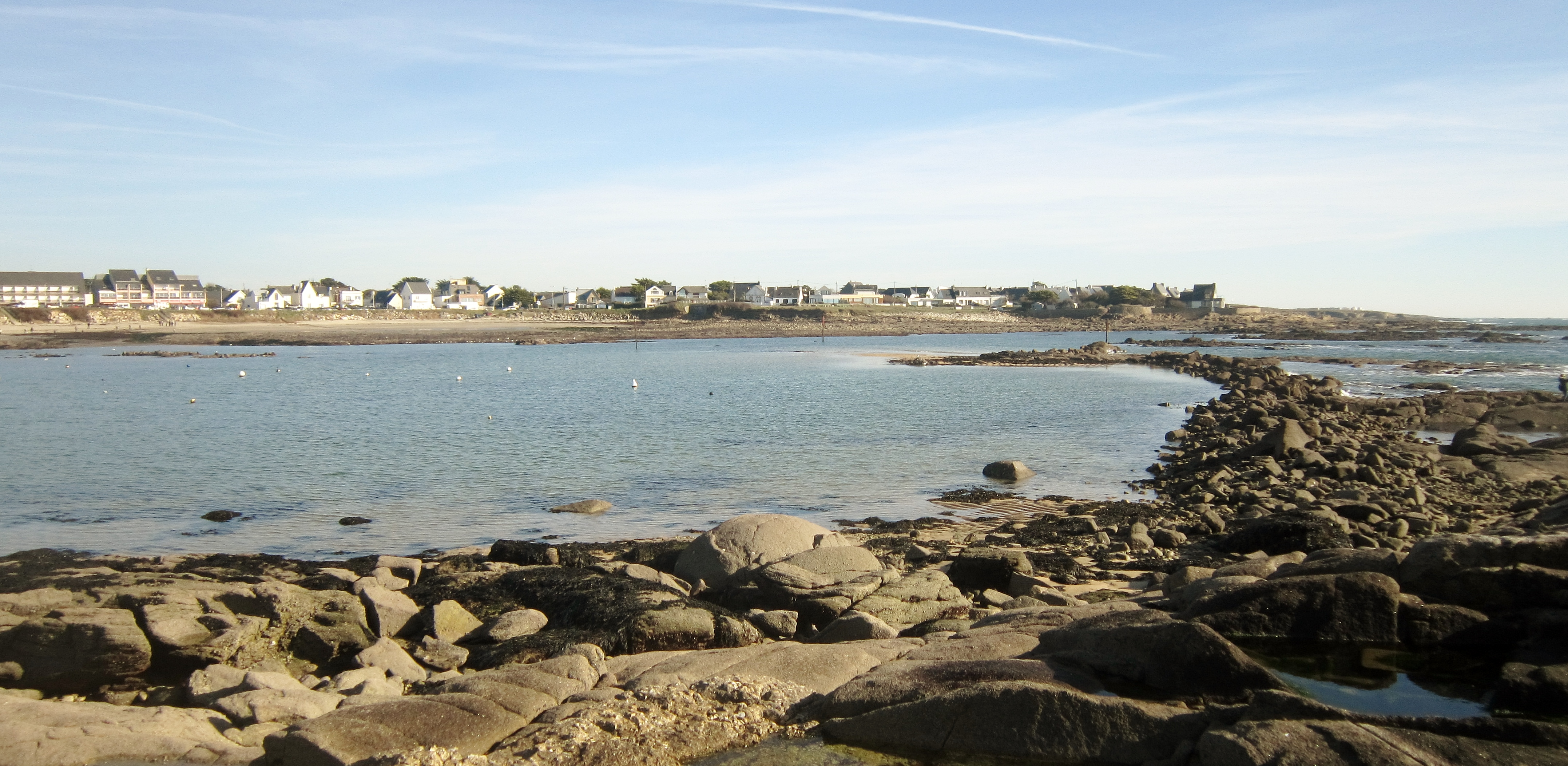
La mer et le hameau du Fort Bloqué, vus des environs du Fort Bloqué.
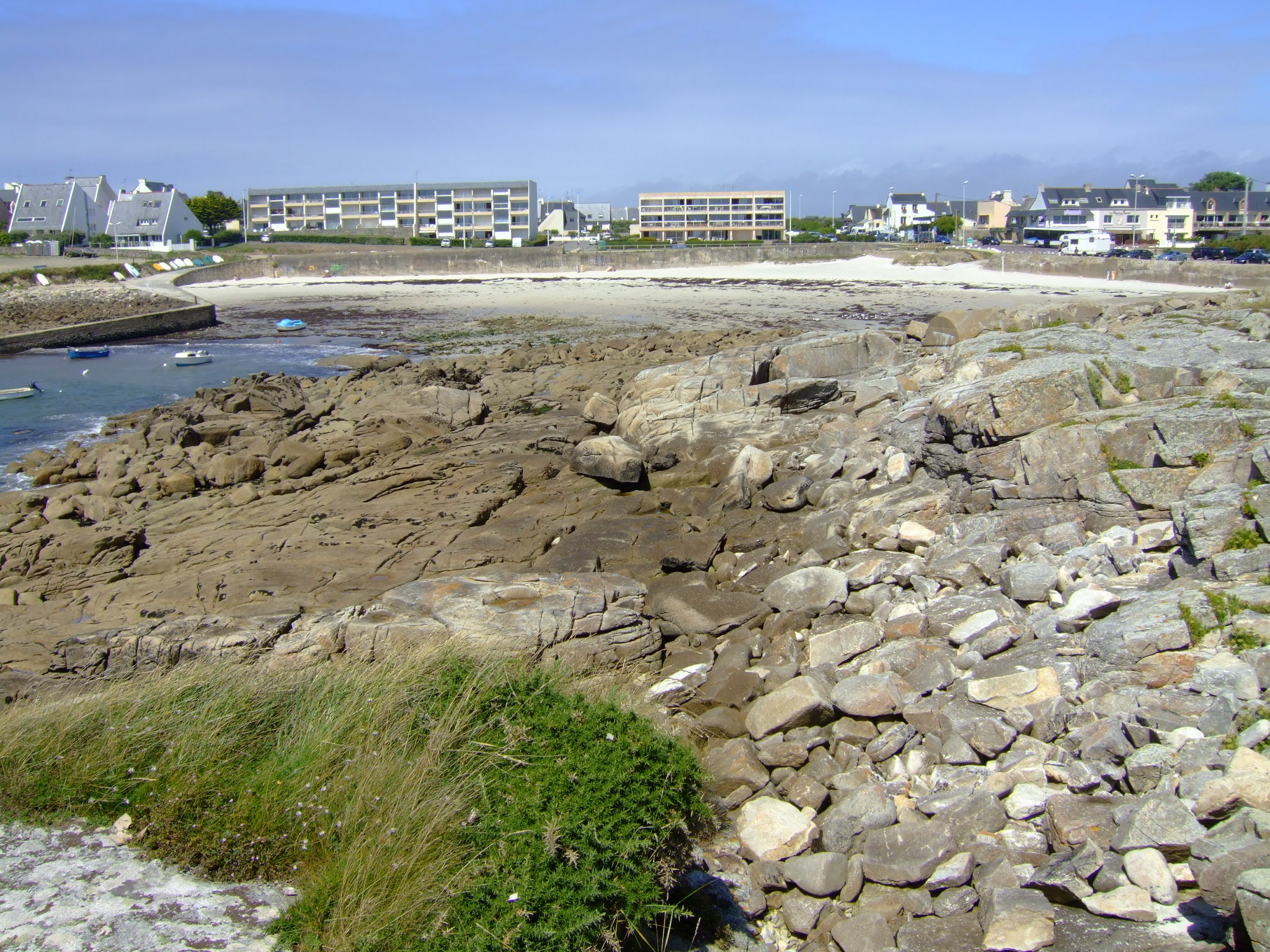
Le Courégant, vu du sud-est.
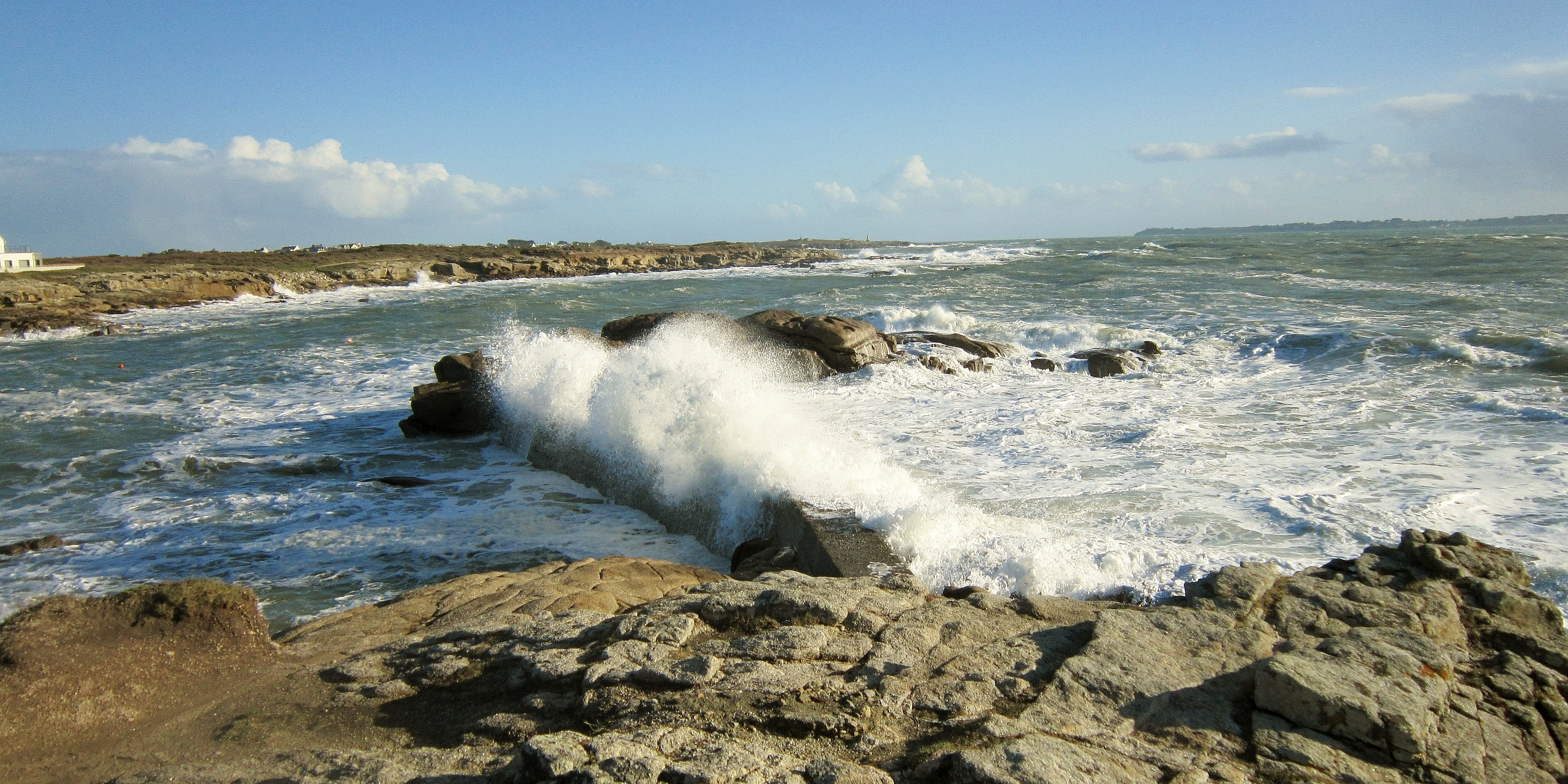
Vague submergeant la digue protectrice du port du Courégant.
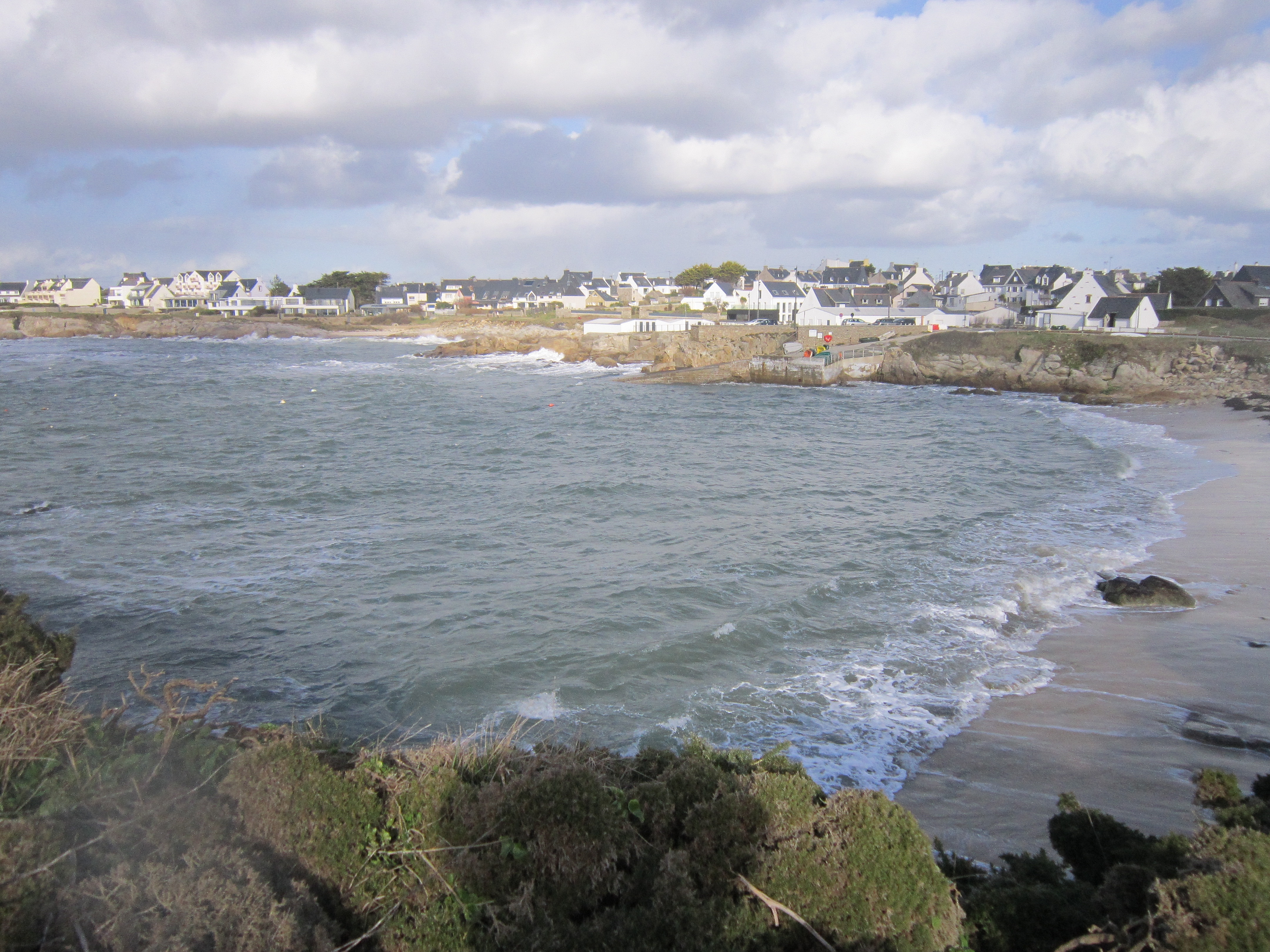
Le hameau de Kerroc'h vu depuis le sentier littoral GR 34 menant à la pointe de Kerroc'h.
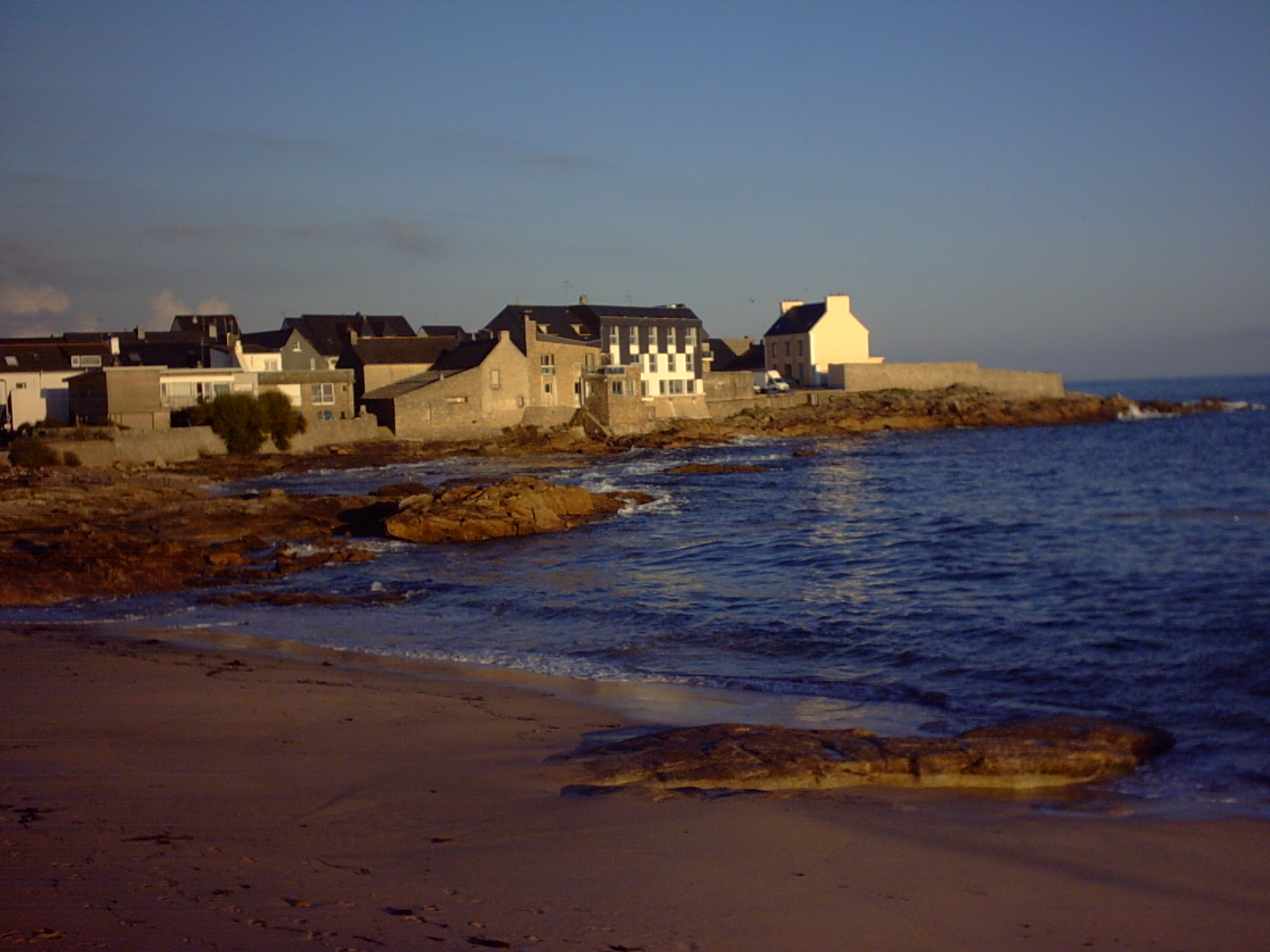
Le bourg de Lomener.
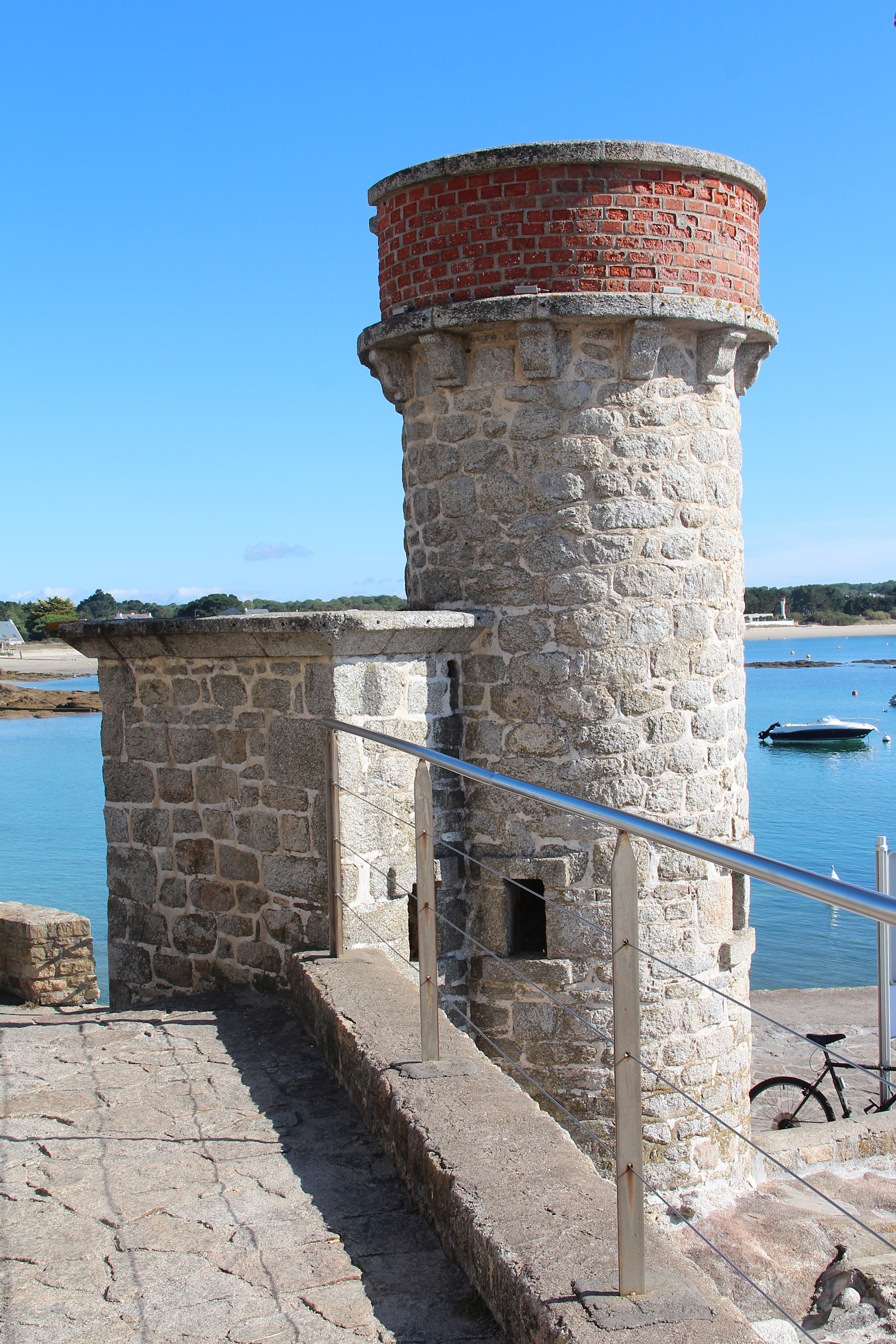
Lomener : le poste de vigie de la douane (construit en 1893).
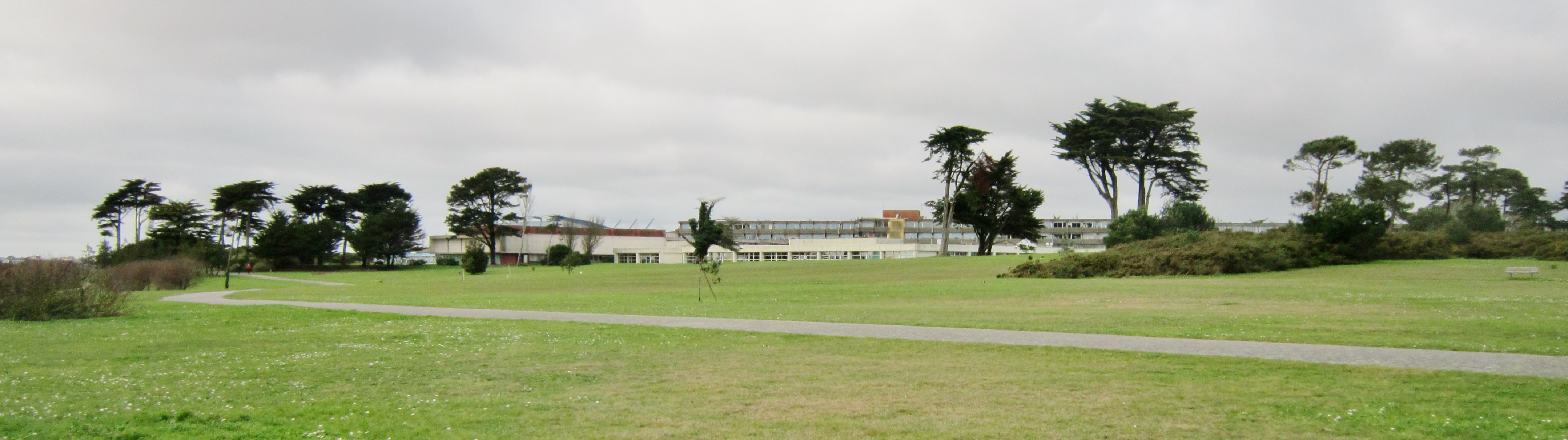
Le centre de rééducation fonctionnelle de Kerpape, vu depuis le littoral.

### Géologie

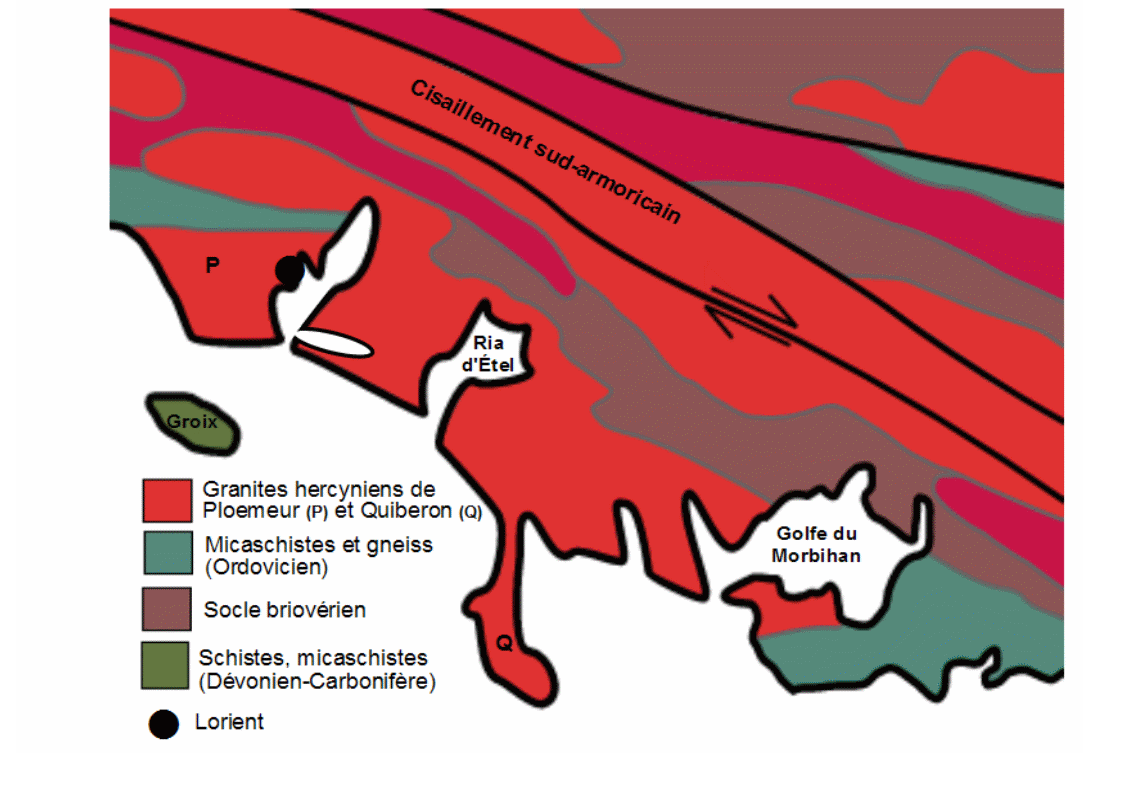
Carte géologique de Ploemeur.

La ville est située sur un massif leucogranitique d'âge carbonifère connu sous le nom de « granite de Ploemeur », qui s'étend d’ouest en est sur une quinzaine de kilomètres entre Fort-Bloqué et la Petite mer de Gâvres ; au nord, il est intrusif dans des micaschistes ; à l’est, il recoupe le granite de Belz-Crach ; ses limites ouest et sud sont masquées par l’Atlantique. Pétrographiquement, il s'agit d'un leucogranite blanchâtre, le plus souvent à grain moyen, à quartz globuleux riche en muscovite à reflet argenté, à feldspaths (microcline, albite), à biotite chloritisée et apatite. Généralement à texture équante, il peut présenter localement une légère orientation. En surface, il a tendance à devenir friable. Il est fréquemment recoupé par des filons aplito-pegmatitique à tourmaline noire. Ce granite daté du Carbonifère (304 ± 6 Ma et 326 ± 6 Ma) s'est mis en place à la suite du contexte de collision tectonique ayant permis l'érection de la chaîne hercynienne en Europe.

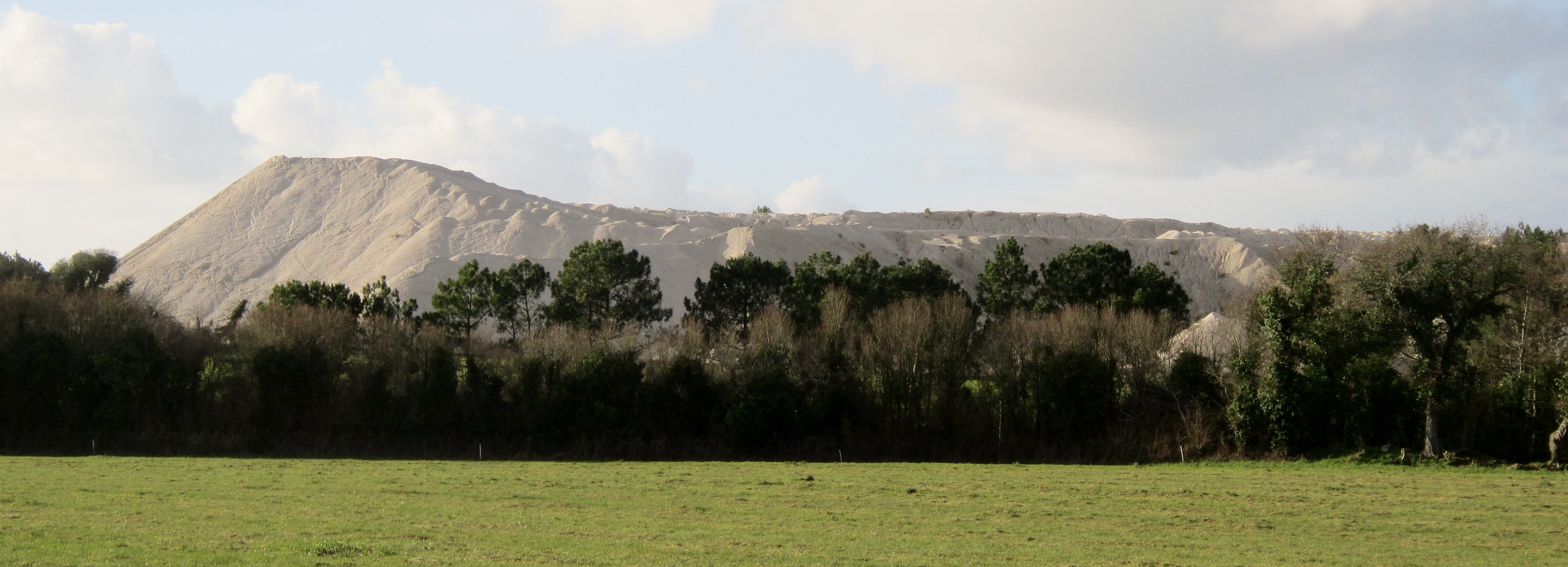
Ploemeur : le terril lié à l'exploitation du kaolin.

Après sa mise en place, ce leucogranite a subi, à la faveur de fracturations transversales (réseaux de fractures SSO – NNE), des processus d’altération hydrothermale puis de météorisation conduisant à la formation de gisements de kaolin. Un important réseau de fentes de tension orienté NNE-SSO présente une minéralisation à quartz dont les filons de orientés N30°E sont caractéristiques des carrières de kaolin de Ploemeur. Ce gisement est découvert en 1904 par l'ingénieur Paul François, au hasard d'une visite d'affaires. Il installe son usine au bord du ruisseau du Ter, à Saint-Mathurin, pour pouvoir laver le kaolin. Les différentes sociétés exploitant le kaolin (la Société des Kaolins d'Arvor, fondée en 1919, et la Société nouvelle d'Exploitation des Kaolins du Morbihan) fusionnent et sont rachetées en 2008 par Imerys, leader mondial du kaolin pour papier, qui exploite le kaolin sur un site s'étendant sur 180 hectares dont 90 sont en réaménagement et 45 en exploitation à Lanvrian, Kergantic et Kerbrient, le reste restant en « jachère ». Les gisements de kaolin de Ploemeur sont les plus importants de France. Le filon de kaolin est visible depuis la route départementale D 152 (dite route côtière) d'où l'on aperçoit les terrils. L'amicale des retraités des Kaolins ouvre en 2006 un musée, la maison des Kaolins installée sur le site de Kergantic depuis 2008. Imerys lance les débats sur son projet d'extension en 2017, à la suite de la découverte de nouveaux gisements qui assurent trente ans de réserves.

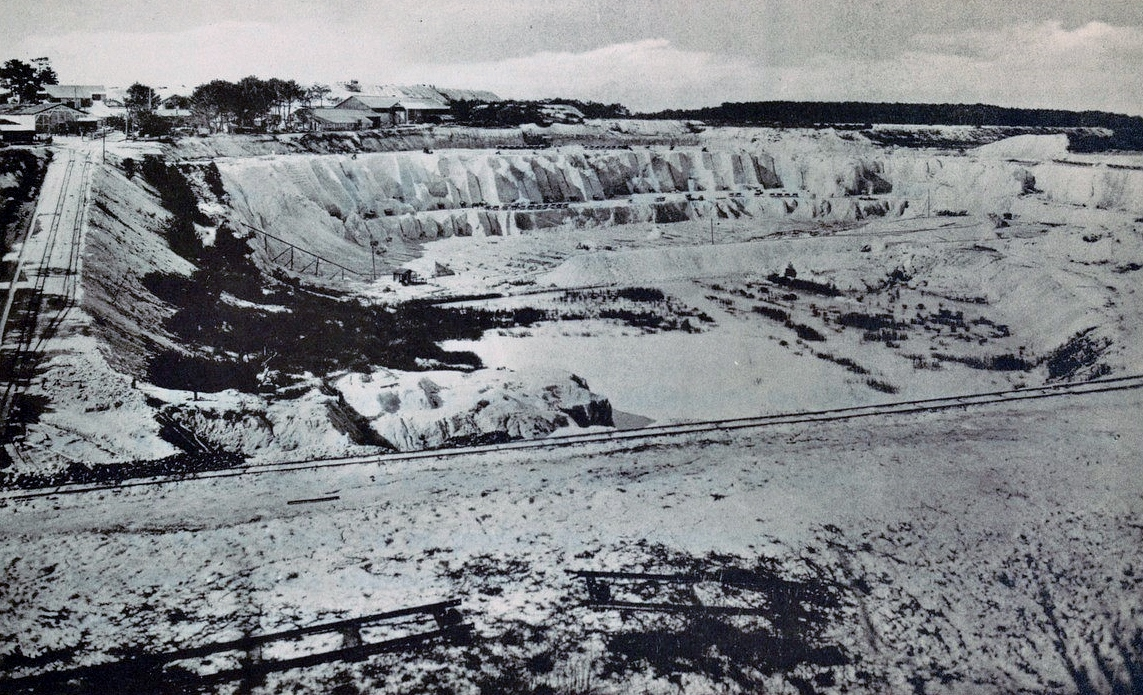
La carrière des Kaolins d'Arvor de Kergantic vers 1920.
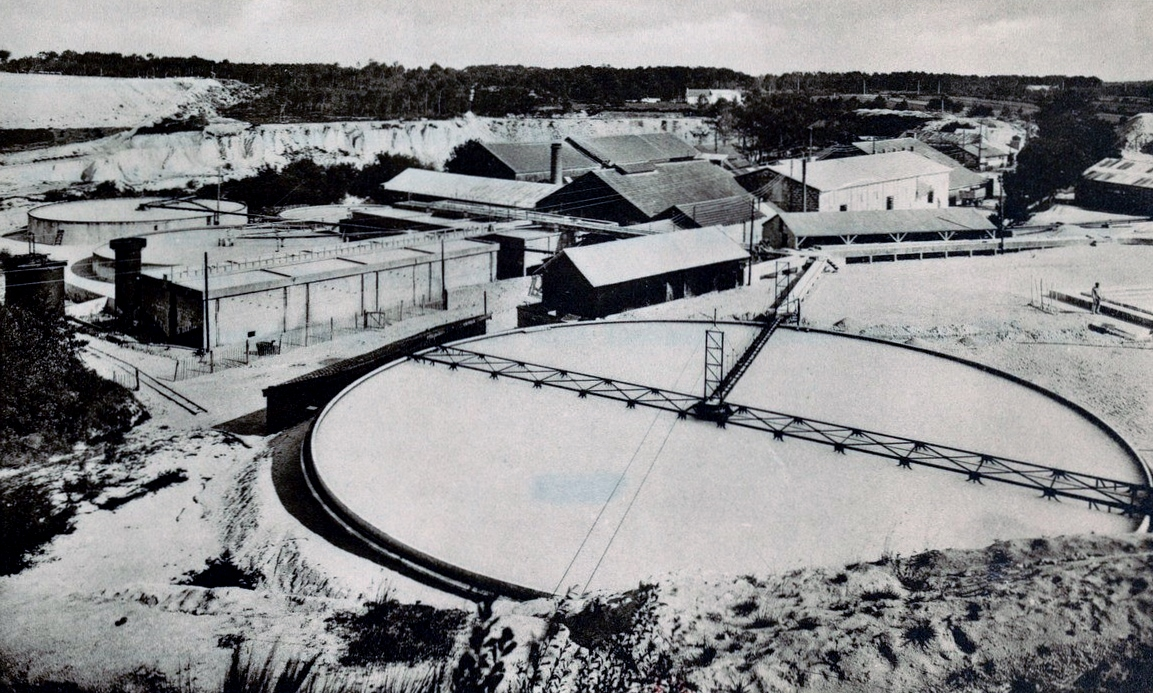
L'usine de traitement du kaolin à Kergantic vers 1920.

### Voies de communications et transports
La commune est desservie par la voie expresse RN 165 qui passe un peu au nord du territoire communal, sur la commune de Quéven, grâce à l'échangeur de Quéven, auquel le bourg de Ploemeur est relié par la D 163. La D 152 longe de plus ou moins près selon les endroits le littoral, desservant plages et hameaux côtiers.

#### Transports en commun
La commune de Ploemeur est desservie par le réseau CTRL :
| Ligne | T3  |  | Ploemeur - Les Pins ↔ Lanester - Parc des expositions |
| Ligne | T4  |  | Quéven - Bel Air ↔ Ploemeur - Pen Palud               |
| Ligne | 10  |  | Guidel - Plages ↔ Ploemeur - Kerbernès                |
| Ligne | 33  |  | Ploemeur - Fort Bloqué ↔ Ploemeur - Le Courégant      |
| Ligne | 109 |  | Larmor-Plage - Quéhello Congard ↔ Ploemeur - Église   |

#### Transport aérien
- Aéroport de Lorient Lann-Bihoué (aéroport de Lorient-Bretagne-Sud).

### Habitat
Si le finage communal fut par le passé une zone de bocage avec un habitat dispersé en hameaux et fermes isolées, la proximité de Lorient a entraîné une forte urbanisation avec la création depuis la Seconde Guerre mondiale de nombreux lotissements tout autour du bourg, devenu une ville ; plusieurs des anciens hameaux ont aussi connu l'implantation de lotissements, comme ceux de Kervéganic, Keréven, Kerloret, Le Rhun, Kervam, etc.. ; l'agglomération lorientaise déborde à l'est sur le finage de Ploemeur (quartiers de Keraude, Kerdiret, Kerbernès, etc..) ; les hameaux littoraux de Fort Bloqué, Le Courégant, Kerroc'h et Lomener se sont beaucoup étendus, même si des espaces naturels ont pu être conservés entre eux (étang et marais de Lannénec, golf de Ploemeur Océan, falaises de Porcoubar, zone de la Pointe du Talud, étangs du Ter). La partie nord du territoire communal, plus éloignée du littoral et proche de l'aéroport de Lorient-Bretagne-Sud, a conservé son aspect rural, à l'exception des infrastructures aéroportuaires bien entendu.

### Hydrographie
Pour un article plus général, voir Réseau hydrographique du Morbihan.
La commune est située dans le bassin Loire-Bretagne. Elle est drainée par le Ter, le palud, le ruisseau Ar Laën et divers autres petits cours d'eau,.
Le Ter, d'une longueur de 10 km, prend sa source dans la commune de Quéven et se jette  dans la rade de Lorient en limite d'Larmor-Plage et de Lorient, après avoir traversé quatre communes.

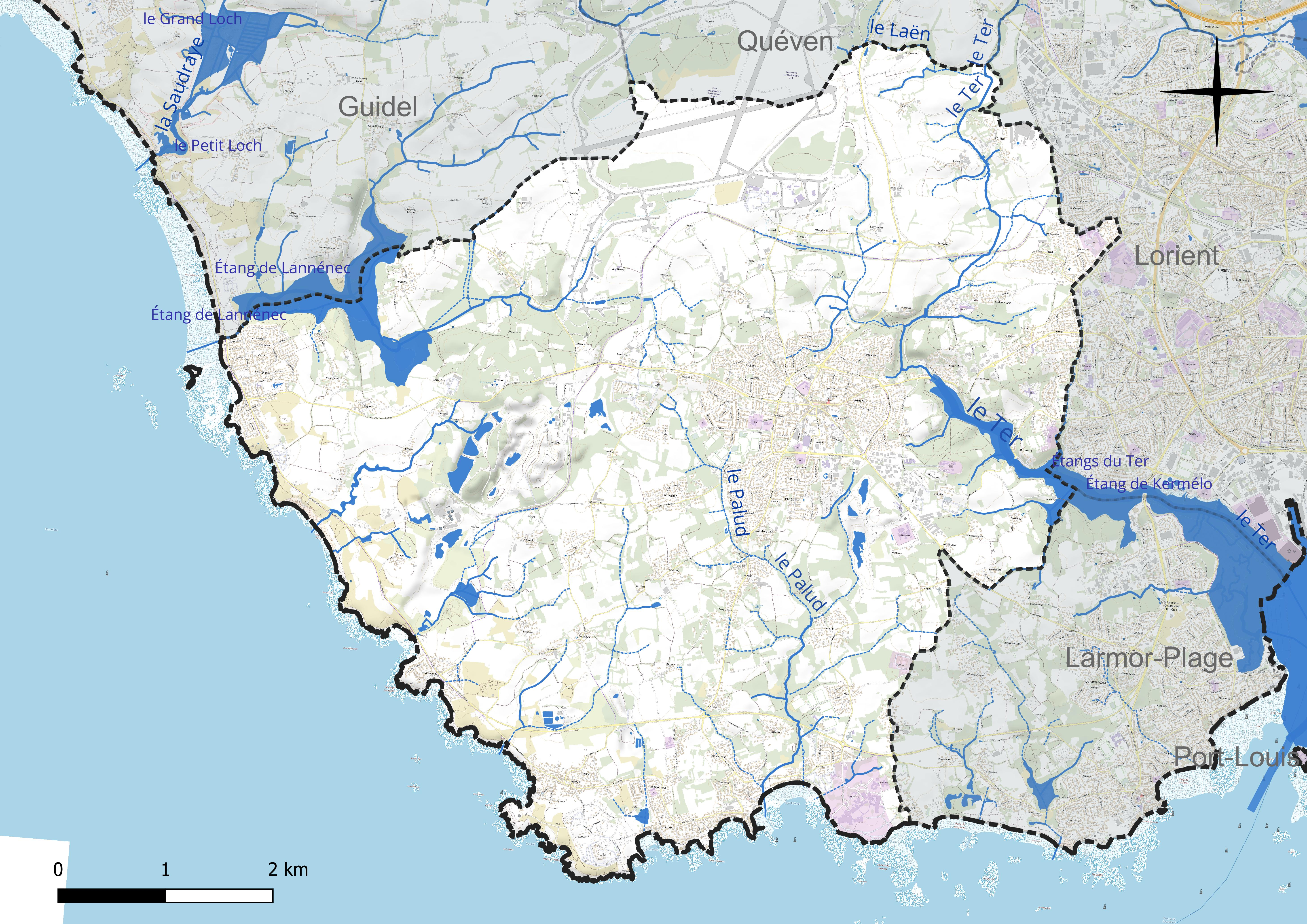
Réseau hydrographique de Ploemeur.

Quatre plans d'eau complètent le réseau hydrographique : les étangs du Ter, d'une superficie totale de 47,7 ha (25,21 ha sur la commune) constitués de l'étang de Kermélo, d'une superficie totale de 30,3 ha (7,83 ha sur la commune), de l'étang de Saint-Mathurin (14,25 ha) et de l'étang du Symbole,; L'étang de Lannénec, d'une superficie totale de 44,5 ha (19,49 ha sur la commune).

### Climat
Pour des articles plus généraux, voir Climat de la Bretagne et Climat du Morbihan.
En 2010, le climat de la commune est de type climat océanique franc, selon une étude du CNRS s'appuyant sur une série de données couvrant la période 1971-2000. En 2020, Météo-France publie une typologie des climats de la France métropolitaine dans laquelle la commune est exposée à un climat océanique et est dans la région climatique Bretagne orientale et méridionale, Pays nantais, Vendée, caractérisée par une faible pluviométrie en été et une bonne insolation. Parallèlement l'observatoire de l'environnement en Bretagne publie en 2020 un zonage climatique de la région Bretagne, s'appuyant sur des données de Météo-France de 2009. La commune est, selon ce zonage, dans la zone « Littoral doux », exposée à un climat venté avec des étés cléments.
Pour la période 1971-2000, la température annuelle moyenne est de 11,9 °C, avec une amplitude thermique annuelle de 11,3 °C. Le cumul annuel moyen de précipitations est de 943 mm, avec 14,4 jours de précipitations en janvier et 7,1 jours en juillet. Pour la période 1991-2020, la température moyenne annuelle observée sur la station météorologique la plus proche, située sur la commune de Quéven à 6 km à vol d'oiseau, est de 12,2 °C et le cumul annuel moyen de précipitations est de 943,3 mm,. Pour l'avenir, les paramètres climatiques de la commune estimés pour 2050 selon différents scénarios d’émission de gaz à effet de serre sont consultables sur un site dédié publié par Météo-France en novembre 2022.

## Urbanisme

### Typologie
Au 1er janvier 2024, Ploemeur est catégorisée ceinture urbaine, selon la nouvelle grille communale de densité à sept niveaux définie par l'Insee en 2022.
Elle appartient à l'unité urbaine de Lorient, une agglomération intra-départementale regroupant six  communes, dont elle est une commune de la banlieue,,. Par ailleurs la commune fait partie de l'aire d'attraction de Lorient, dont elle est une commune de la couronne,. Cette aire, qui regroupe 31 communes, est catégorisée dans les aires de 200 000 à moins de 700 000 habitants,.
La commune, bordée par l'océan Atlantique, est également une commune littorale au sens de la loi du 3 janvier 1986, dite loi littoral. Des dispositions spécifiques d’urbanisme s’y appliquent dès lors afin de préserver les espaces naturels, les sites, les paysages et l’équilibre écologique du littoral, tel le principe d'inconstructibilité, en dehors des espaces urbanisés, sur la bande littorale des 100 mètres, ou plus si le plan local d’urbanisme le prévoit.

### Occupation des sols
Le tableau ci-dessous présente l' occupation des sols de la commune en 2018, telle qu'elle ressort de la base de données européenne d’occupation biophysique des sols Corine Land Cover (CLC).
| Type d’occupation                                                                   | Pourcentage | Superficie (en hectares) |
| ----------------------------------------------------------------------------------- | ----------- | ------------------------ |
| Tissu urbain discontinu                                                             | 21,6 %      | 862                      |
| Zones industrielles ou commerciales et installations publiques                      | 4,8 %       | 192                      |
| Aéroports                                                                           | 3,6 %       | 144                      |
| Extraction de matériaux                                                             | 4,5 %       | 179                      |
| Équipements sportifs et de loisirs                                                  | 3,1 %       | 122                      |
| Terres arables hors périmètres d'irrigation                                         | 12,7 %      | 505                      |
| Prairies et autres surfaces toujours en herbe                                       | 1,9 %       | 77                       |
| Systèmes culturaux et parcellaires complexes                                        | 32,3 %      | 1288                     |
| Surfaces essentiellement agricoles interrompues par des espaces naturels importants | 2,2 %       | 87                       |
| Forêts de feuillus                                                                  | 3,0 %       | 119                      |
| Forêts mélangées                                                                    | 6,1 %       | 245                      |
| Pelouses et pâturages naturels                                                      | 1,1 %       | 43                       |
| Forêt et végétation arbustive en mutation                                           | 0,08 %      | 3                        |
| Plages, dunes et sable                                                              | 0,02 %      | 1                        |
| Marais intérieurs                                                                   | 1,6 %       | 62                       |
| Zones intertidales                                                                  | 0,5 %       | 20                       |
| Plans d'eau                                                                         | 0,4 %       | 27                       |
| Estuaires                                                                           | 0,7 %       | 15                       |
| Source : Corine Land Cover                                                          |             |                          |

## Population et société

### Démographie

#### Évolution démographique
Ploemeur cède en 1901 Keryado (rattaché à Lorient en 1947) et en 1925 Larmor-Plage. Il s'agit de la quatrième ville du Morbihan.
L'évolution du nombre d'habitants est connue à travers les recensements de la population effectués dans la commune depuis 1793. Pour les communes de plus de 10 000 habitants les recensements ont lieu chaque année à la suite d'une enquête par sondage auprès d'un échantillon d'adresses représentant 8 % de leurs logements, contrairement aux autres communes qui ont un recensement réel tous les cinq ans,.

En 2022, la commune comptait 18 873 habitants, en évolution de +5,37 % par rapport à 2016 (Morbihan : +3,82 %, France hors Mayotte : +2,11 %).
| 1793  | 1800  | 1806  | 1821  | 1831  | 1836  | 1841  | 1846  | 1851  |
| ----- | ----- | ----- | ----- | ----- | ----- | ----- | ----- | ----- |
| 5 546 | 4 590 | 5 636 | 5 984 | 6 029 | 6 792 | 6 993 | 7 840 | 8 413 |

| 1856  | 1861  | 1866  | 1872   | 1876   | 1881   | 1886   | 1891   | 1896   |
| ----- | ----- | ----- | ------ | ------ | ------ | ------ | ------ | ------ |
| 8 655 | 9 219 | 9 997 | 10 037 | 10 600 | 10 840 | 11 845 | 12 413 | 13 105 |

| 1901  | 1906  | 1911   | 1921  | 1926  | 1931  | 1936  | 1946  | 1954  |
| ----- | ----- | ------ | ----- | ----- | ----- | ----- | ----- | ----- |
| 9 713 | 9 371 | 10 166 | 9 582 | 7 571 | 8 039 | 9 547 | 7 299 | 6 268 |

| 1962  | 1968  | 1975  | 1982   | 1990   | 1999   | 2006   | 2011   | 2016   |
| ----- | ----- | ----- | ------ | ------ | ------ | ------ | ------ | ------ |
| 6 404 | 7 089 | 9 565 | 13 455 | 17 637 | 18 304 | 18 455 | 17 747 | 17 911 |

| 2021   | 2022   | - | - | - | - | - | - | - |
| ------ | ------ | - | - | - | - | - | - | - |
| 18 591 | 18 873 | - | - | - | - | - | - | - |

#### Pyramide des âges
La population de la commune est relativement âgée.
En 2018, le taux de personnes d'un âge inférieur à 30 ans s'élève à 24,3 %, soit en dessous de la moyenne départementale (31,2 %). À l'inverse, le taux de personnes d'âge supérieur à 60 ans est de 40,8 % la même année, alors qu'il est de 31,3 % au niveau départemental.
En 2018, la commune comptait 8 526 hommes pour 9 264 femmes, soit un taux de 52,07 % de femmes, légèrement supérieur au taux départemental (51,51 %).
Les pyramides des âges de la commune et du département s'établissent comme suit.
| Hommes | Classe d’âge | Femmes |
| ------ | ------------ | ------ |
| 1,0    | 90 ou +      | 3,4    |
| 10,3   | 75-89 ans    | 14,4   |
| 25,9   | 60-74 ans    | 26,3   |
| 22,9   | 45-59 ans    | 21,5   |
| 12,6   | 30-44 ans    | 12,6   |
| 14,3   | 15-29 ans    | 8,8    |
| 13,0   | 0-14 ans     | 12,9   |

| Hommes | Classe d’âge | Femmes |
| ------ | ------------ | ------ |
| 0,8    | 90 ou +      | 2,2    |
| 8,5    | 75-89 ans    | 11,6   |
| 20,5   | 60-74 ans    | 21,6   |
| 20,6   | 45-59 ans    | 20     |
| 17     | 30-44 ans    | 16,3   |
| 15,5   | 15-29 ans    | 13     |
| 17,1   | 0-14 ans     | 15,2   |

### Enseignement

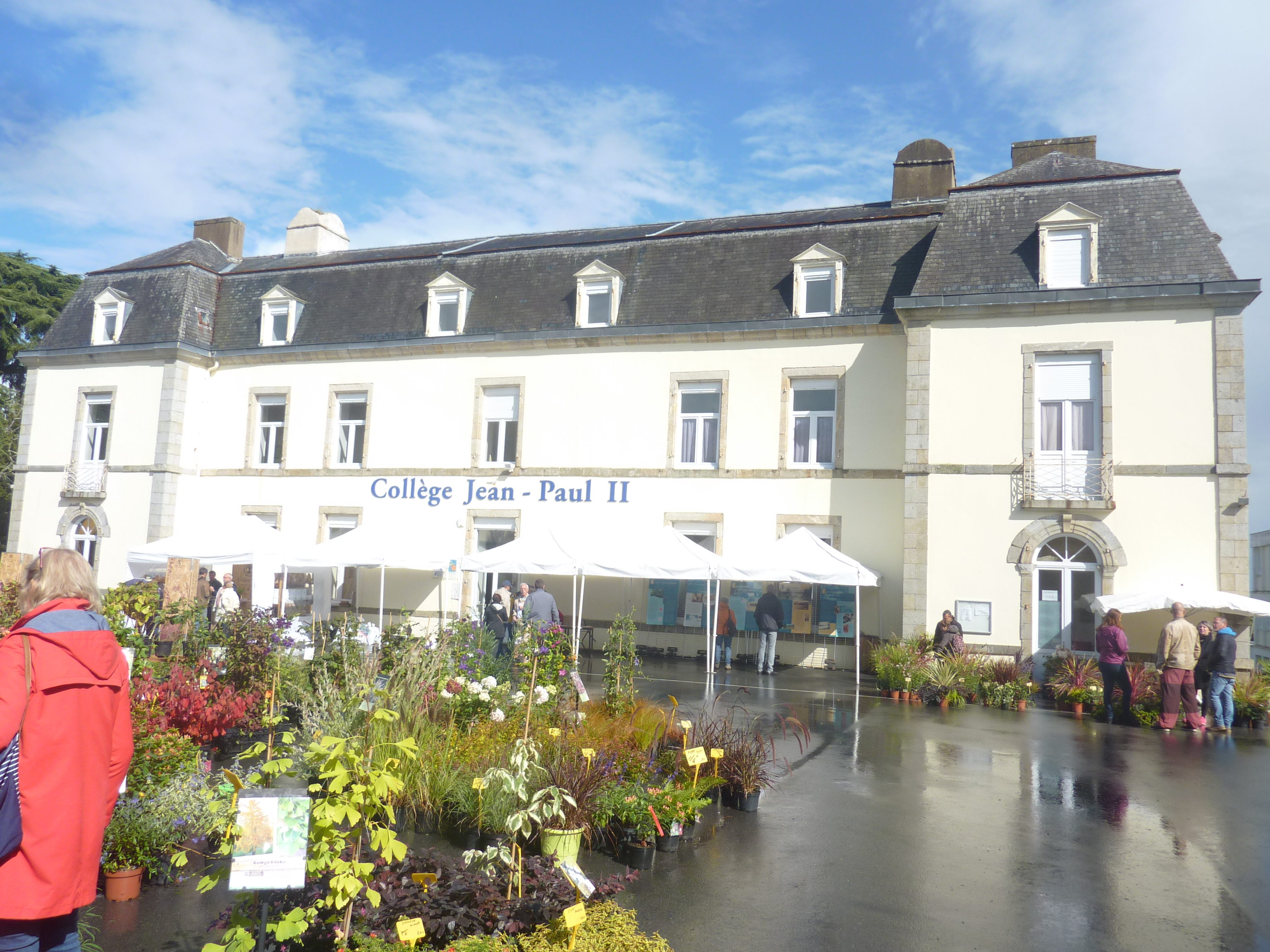
Le collège privé Jean-Paul-II (ancien château du Ter).

Les diverses écoles, collèges et lycées de la commune sont énumérés ci-dessous.

#### Écoles
Écoles maternelles
- École maternelle Paul-Gauguin
- École maternelle la Châtaigneraie
- École maternelle Antoine-de-Saint-Exupéry
- École maternelle Robert-Desnos
- École Réné-Guy-Cadou

Écoles primaires
- École primaire privée Notre-Dame-du-Sacré-Cœur
- École primaire Jacques-Prévert
- École primaire Marcel-Pagnol
- École primaire privée Notre-Dame-de-la-Garde
- École primaire Lomener-Kerroch
- École Réné-Guy-Cadou

#### Collèges
- Collège Jean-Paul-II (privé)
- Collège Charles-de-Gaulle (public)
- Unité d'enseignement Kerpape (public)

### Lycées
- Lycée Notre-Dame-de-la-Paix (privé)

## Politique et administration

### Décisions politiques
- L’adhésion à la charte « Ya d'ar brezhoneg » pour la langue bretonne a été votée par le conseil municipal le 18 avril 2006.
- Vœux du conseil municipal de Ploemeur pour la réunification de la Bretagne[89].
- L'adhésion à l'association « Paysages de mégalithes » a été votée par le conseil municipal le 20 novembre 2014[90].

### Expérimentation
Ploemeur a fait l'objet en 2010 d'un travail de cartographie des lieux de vie, aussi appelés sociotopes, dans le cadre d'un travail universitaire, en lien avec l'Agence d'urbanisme du Pays de Lorient. Ce travail devait alimenter le SCOT du Pays de Lorient, ainsi que le plan local d'urbanisme de la commune.

## Économie
- Un sanatorium héliomarin fut créé au lieu-dit Kerpape en 1920. Le sanatorium est devenu le centre mutualiste de rééducation et de réadaptation fonctionnelles de Kerpape en 1965. Le centre accueille des patients adultes et enfants nécessitant des soins de rééducation et de réadaptation.
- Un important gisement de kaolin est découvert en 1904 et exploité depuis.
- L'aéroport de Lorient Bretagne Sud se trouve sur la commune de Ploemeur. Il comprend un aéroport civil, un aéroport militaire et un aéroclub.
- Centre pénitentiaire de Lorient-Ploemeur
- La clinique du Ter, à la frontière de Lorient, regroupe plus de 300 personnes qui y travaillent et possède 189 lits et postes d'hospitalisation conventionnelle et ambulatoire.
- L'établissement de santé « Le Divit », établissement de santé privé d'intérêt collectif de 122 lits (soins de suite et de réadaptation, soins palliatifs, résidence pour personnes âgées dépendantes).
- Loïc Féry, président du FC Lorient, a choisi d'installer le futur grand centre d'entraînement du club de foot à Kerlir. Les travaux sont estimés à 10 millions d'euros.
- Océanis est un complexe regroupant une piscine (3 bassins, toboggan, sauna et hammam), des salles de réunions ainsi qu'une salle de spectacles et concerts.
- Par sa situation géographique proche de Lorient et ayant une ouverture sur la mer, la commune est un lieu touristique important. On peut trouver sur la commune 7 campings, des hôtels et plusieurs restaurants.

## Langue bretonne
L’adhésion à la charte Ya d'ar brezhoneg a été votée par le Conseil municipal le 18 avril 2006. Les labels Ya d'ar brezhoneg de niveaux 2 et 3 ont été remis à la commune le 16 juin 2016.
À la rentrée 2017, 61 élèves étaient scolarisés dans la filière bilingue.

## Culture locale et patrimoine

### Lieux et monuments
Beaucoup de ces lieux et monuments sont référencés sur le site de la ville de Ploemeur.
Monuments historiques
La commune compte huit monuments historiques :
| Monument                                         | Adresse                         | Coordonnées                        | Notice         | Protection | Date              | Illustration                                     |
| ------------------------------------------------ | ------------------------------- | ---------------------------------- | -------------- | ---------- | ----------------- | ------------------------------------------------ |
| Chapelle Sainte-Anne de Ploemeur et son calvaire | Rue Sainte-Anne Rue Saint-Deron | 47° 44′ 13″ nord, 3° 25′ 27″ ouest | « PA00091487 » | Inscrit    | 1944              | Chapelle Sainte-Anne de Ploemeur et son calvaire |
| Croix de chemin en schiste de Kerduellic         | Kerduellic (ou Kerduélic)       | 47° 44′ 18″ nord, 3° 26′ 37″ ouest | « PA00091489 » | Inscrit    | 1928              | Croix de chemin en schiste de Kerduellic         |
| Croix de chemin en granit de Kerduellic          | Kerduellic (ou Kerduélic)       | 47° 44′ 18″ nord, 3° 26′ 37″ ouest | « PA00091488 » | Inscrit    | 1928              | Croix de chemin en granit de Kerduellic          |
| Croix de Kervegan                                | Kerduellic (ou Kerduélic)       | 47° 44′ 19″ nord, 3° 26′ 49″ ouest | « PA00091490 » | Inscrit    | 1937              | Croix de Kervegan                                |
| 253 cité de Soye                                 | Domaine de Soye                 | 47° 26′ 35″ nord, 3° 14′ 37″ ouest | « PA56000079 » | Inscrit    | 16 septembre 2016 | 253 cité de Soye                                 |
| 253 bis cité de Soye                             | Domaine de Soye                 | 47° 26′ 35″ nord, 3° 14′ 37″ ouest | « PA56000079 » | Inscrit    | 16 septembre 2016 | 253 bis cité de Soye                             |
| 253 ter cité de Soye                             | Domaine de Soye                 | 47° 26′ 35″ nord, 3° 14′ 37″ ouest | « PA56000079 » | Inscrit    | 20 mai 2019       | Image manquante Téléverser                       |
| Lavoir en ciment de la cité provisoire de Soye   | Domaine de Soye                 | 47° 26′ 35″ nord, 3° 14′ 37″ ouest | « PA56000079 » | Inscrit    | 16 septembre 2016 | Lavoir en ciment de la cité provisoire de Soye   |

Patrimoine mégalithique
- Menhir (Saint-Maudé)
- Dolmen du Cruguellic
- Menhir du Courégant
- Dolmen ruiné de Caudric
- Menhir du Talud
- Menhirs couchés du Guermeur
- Vestige de Tumulus à Kerroc'h
- Menhir de Kerroc'h (Néolithique)
- Dolmen d'Ar Roc'h Penher (Néolithique, sépulture collective)
- Allée couverte de Laudé (Fin du Néolithique)
- Tumulus ruiné du Runelen à Saint-Jude
- Tumulus ruiné de Porz Fetih à Saint-Jude
- Tuchenn Pol, site de Lann Porz Menech Village de Kerham (3 tumuli du Néolithique et un monument circulaire de l'âge du fer).

Patrimoine religieux
Église Saint-Pierre-ès-Liens (aux liens) du XIIe siècle appelée généralement église Saint-Pierre : son site était déjà consacré au culte dès le XIe siècle ; l'église actuelle, de style roman à l'origine, mais modifiée au fil des siècles, notamment lors de l'adjonction de la tour en 1686, a été partiellement détruite lors des bombardements de février 1943. C’est surtout l’intérieur qui a été réaménagé et qui contraste avec l’extérieur à l’aspect plus ancien. En plus de différentes œuvres et du mobilier datés entre le XVe et le XIXe siècle, l’église possède des éléments modernes comme les vitraux de Robert Briand, maître verrier rennais, un Chemin de croix peint sur des carreaux de céramique par Xavier de Langlais et réalisés par les ateliers du Grand Feu de Jacques Marie à Rennes. Une grande fresque murale d’Adolphe Beaufrère et Pierre Quidu a été redécouverte dans l’abside. Réalisée en 1952, elle avait été cachée par un mur en contreplaqué pour améliorer l’isolation et l’acoustique au début des années 1980.
  
Auparavant, le cimetière se trouvait juste au sud de l'église ; il a été déplacé en 1846 et remplacé par une place publique, dite “Place de l'église“ entourée d'un muret qui servait d'étalage pour les fruits et légumes lors des marchés et comices agricoles. La place a été réaménagée en 2005.

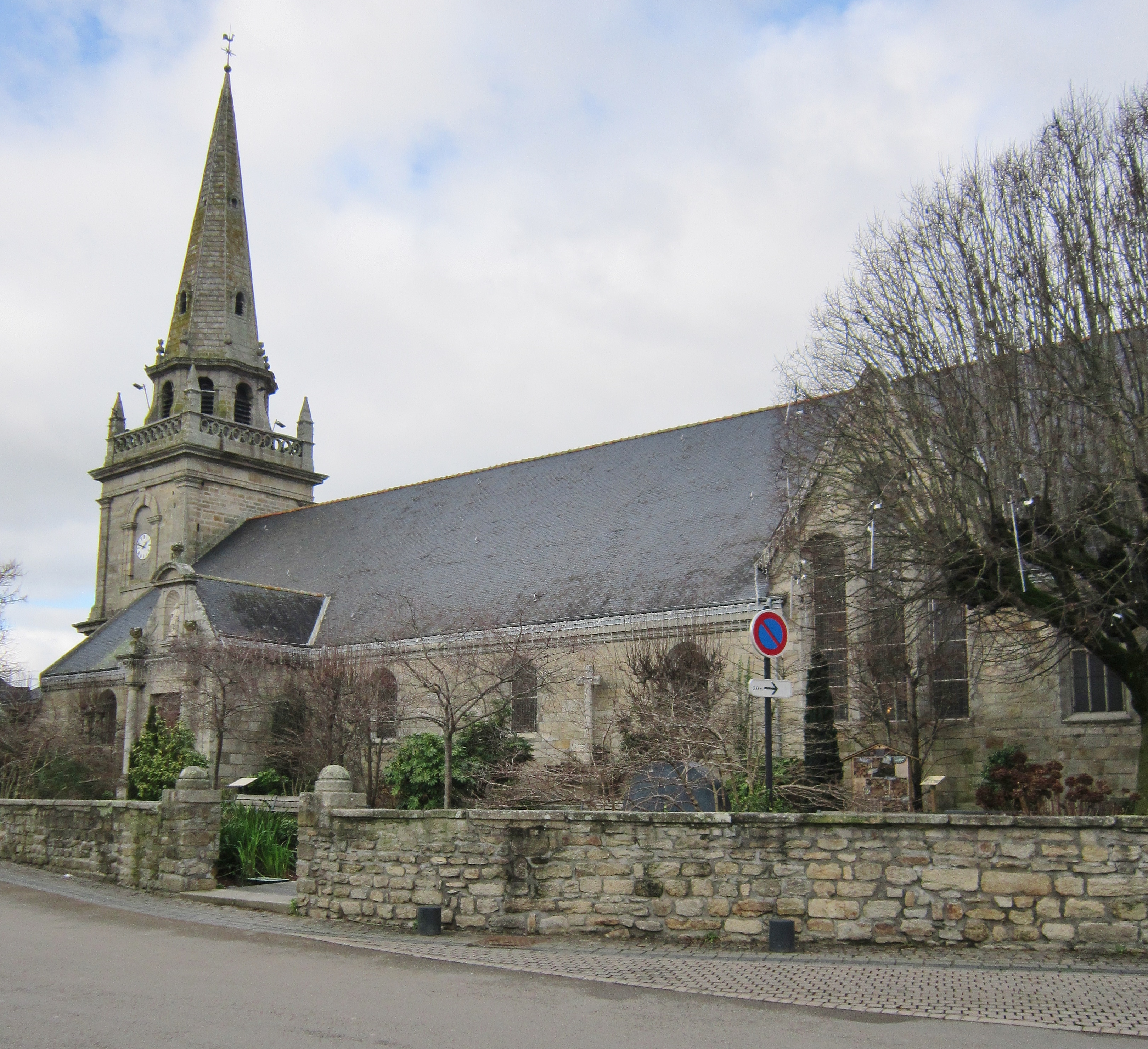
L'église paroissiale Saint-Pierre : vue extérieure d'ensemble.
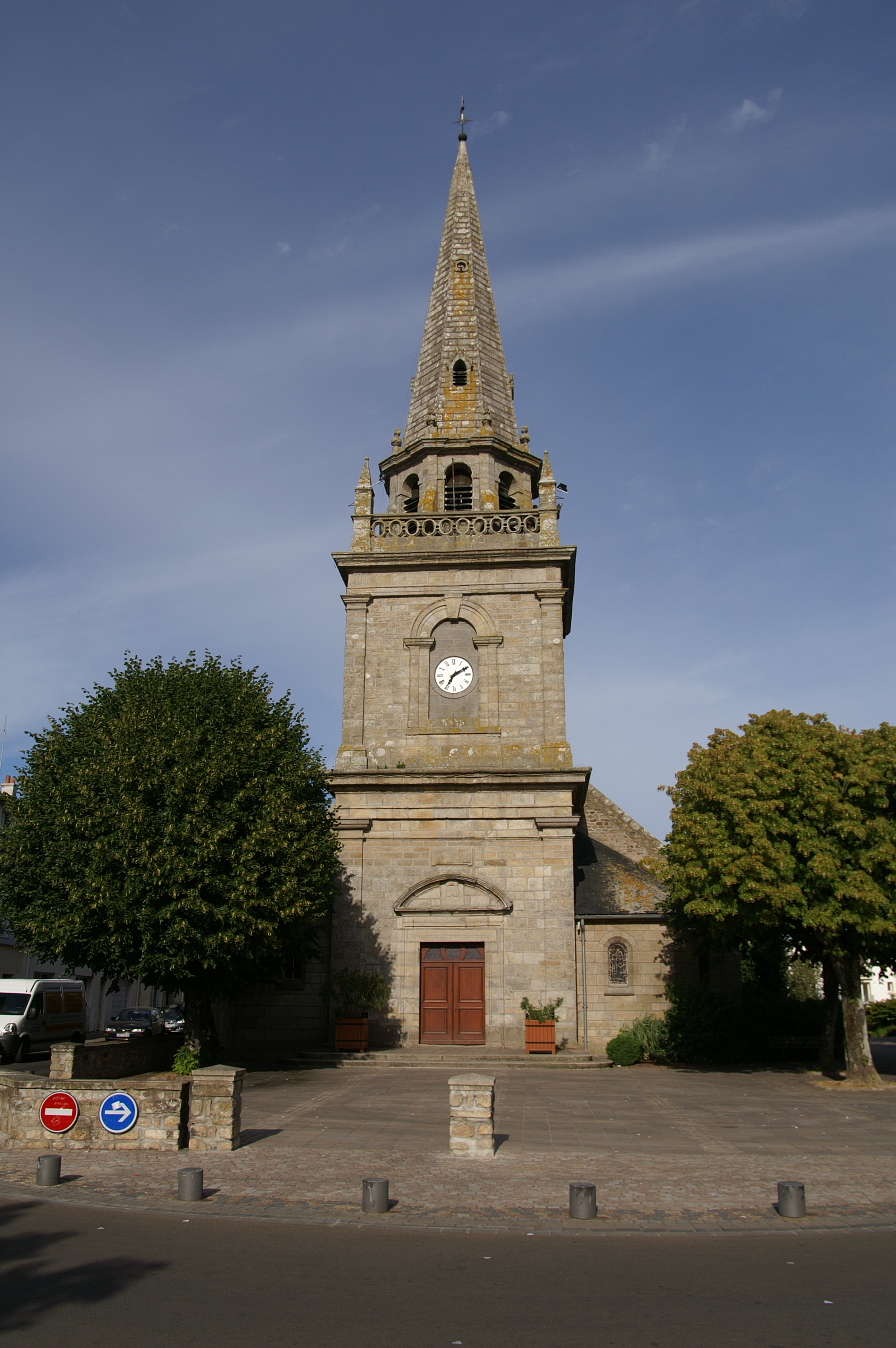
L'église paroissiale Saint-Pierre : façade et clocher.

- Ancien presbytère (XVe siècle, puis XVIIIe siècle et XIXe siècle), le nouveau presbytère se situant à moins de 100 m dans la rue de Kervam.
- Chapelle Saint-Thual à Kerdroual (chapelle privée du XVe siècle)
- Chapelle Saint-Simon-et-Saint-Jude (XVIe siècle, remaniée au XVIIIe siècle et restaurée pendant la décennie 1980) ; à l'intérieur sa voûte en berceau lambrissée a été refaite en 1980 ; elle abrite six statues dont celles de saint Simon et de saint Jude, ainsi que celle de sainte Ninnoc (patronne de Ploemeur), laquelle date du XVe siècle.
- Chapelle Saint-Léonard (XVIe siècle)
- Chapelle Saint-Maudé (XVIIe siècle) construite en forme de croix latine : à noter la présence de la fontaine Saint-Maudé à environ 400 m de la chapelle.
- Chapelle Notre-Dame-de-la-Garde à Lomener occupe les locaux d'une ancienne conserverie désaffectée ; elle fut ouverte au culte en 1920 (elle contient un vitrail représentant Notre-Dame de la Garde et deux autres représentant la campagne et la mer, ainsi qu'un Christ en bois datant du XVIIe siècle et des maquettes de bateaux, notamment la maquette de procession du trois-mâts Saint-Pierre[95], un navire de guerre à propulsion mixte[96], qui date de 1874 et est classée monument historique ; son pardon a lieu le premier dimanche d'août. Cependant une chapelle dédiée à saint Hilaire a dû exister vers le XVe siècle.

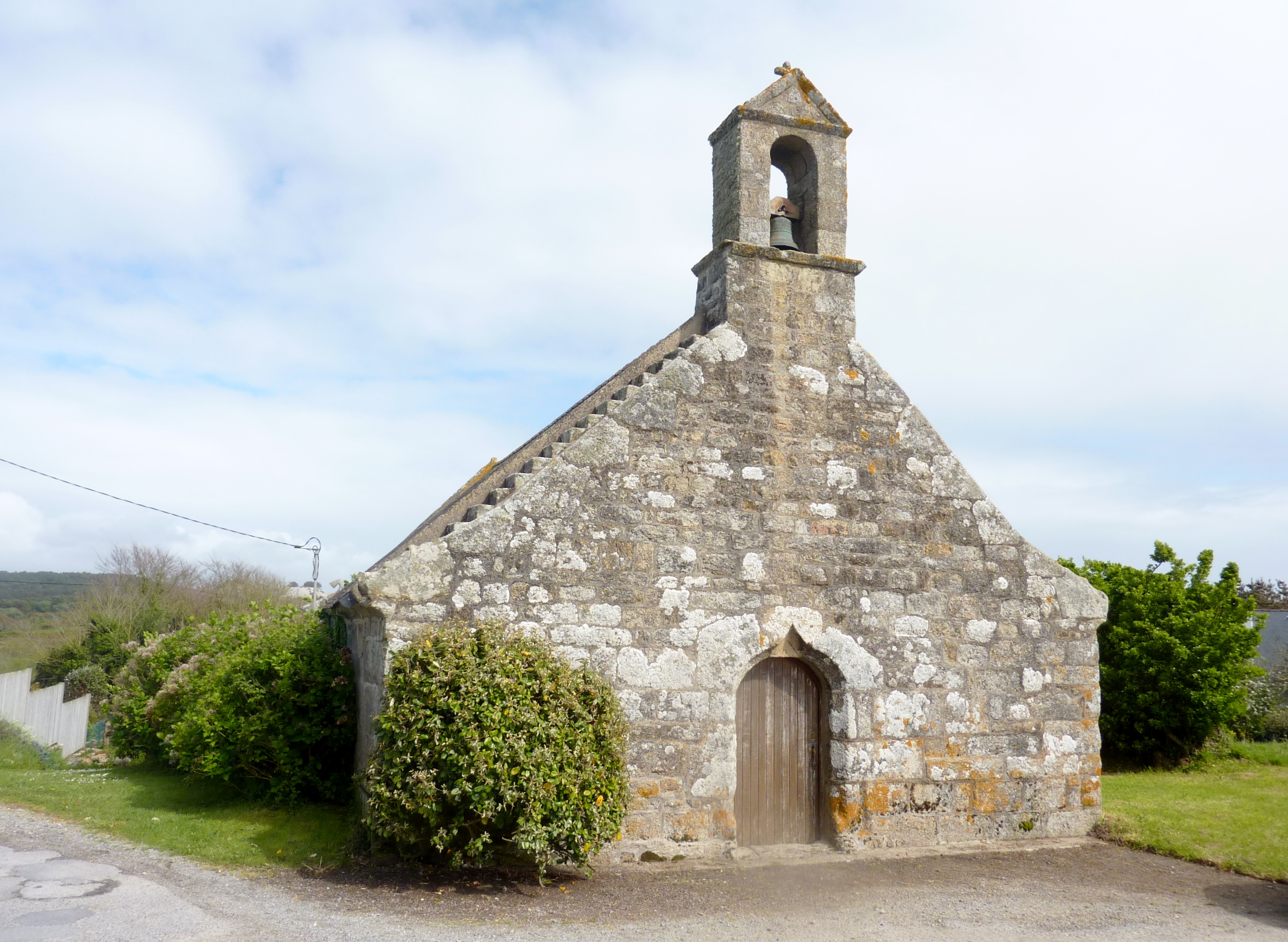
La chapelle Saint-Simon-et-Saint-Jude.
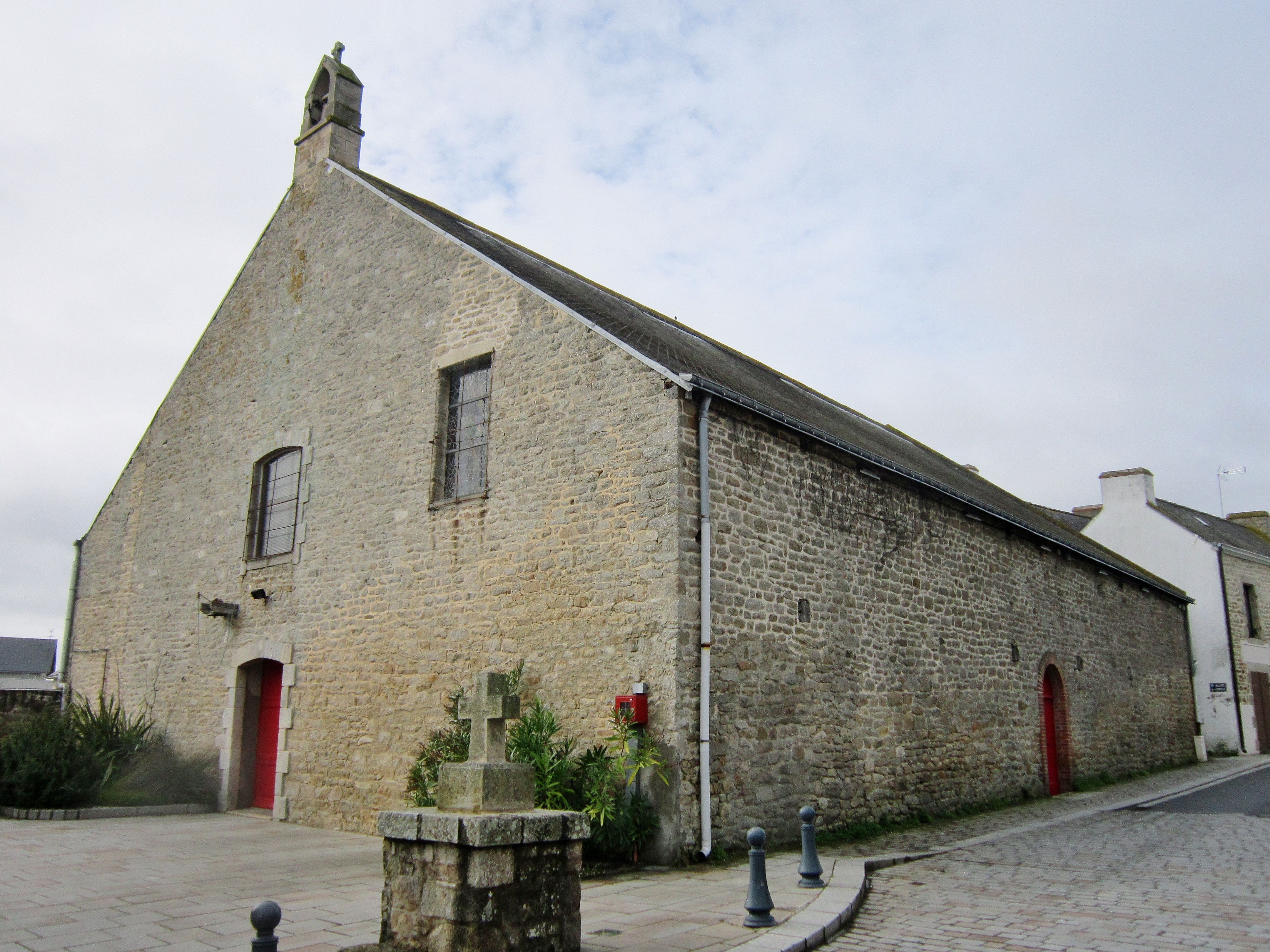
Chapelle Notre-Dame-de-la-Garde à Lomener : vue extérieure d'ensemble.
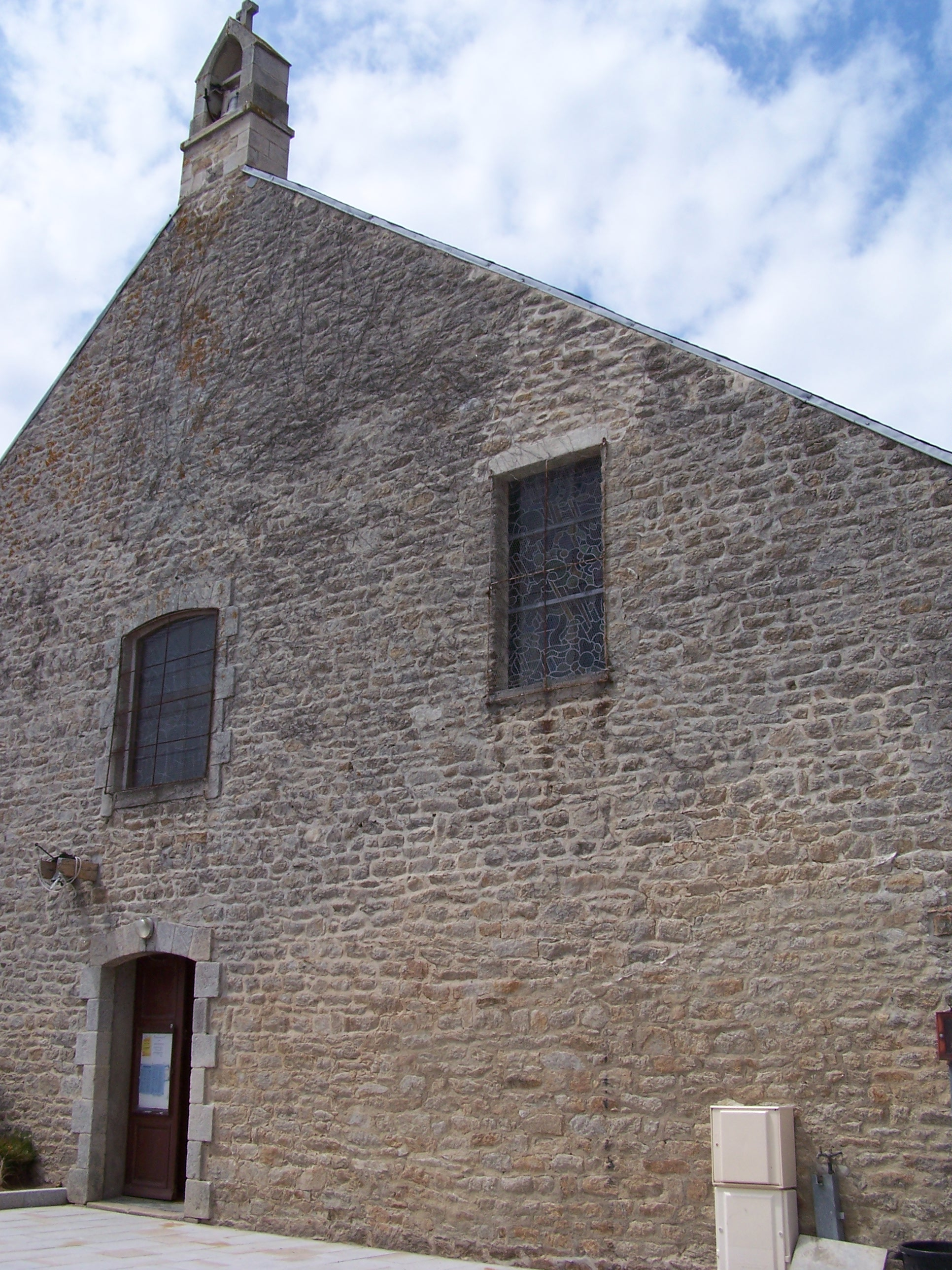
Chapelle Notre-Dame-de-la-Garde à Lomener : vue extérieure partielle (ancienne conserverie).
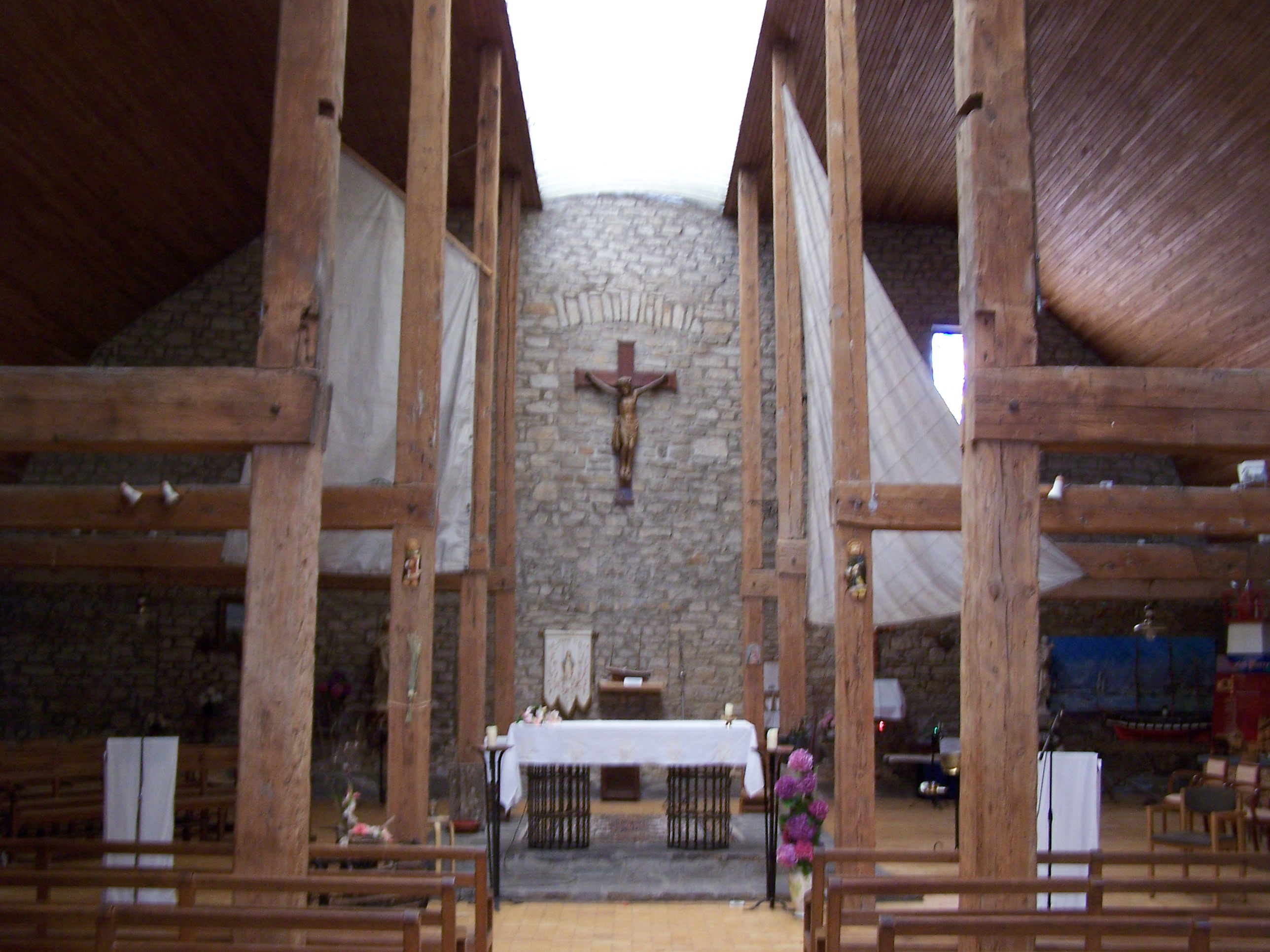
Chapelle Notre-Dame-de-la-Garde à Lomener : vue intérieure (la nef).
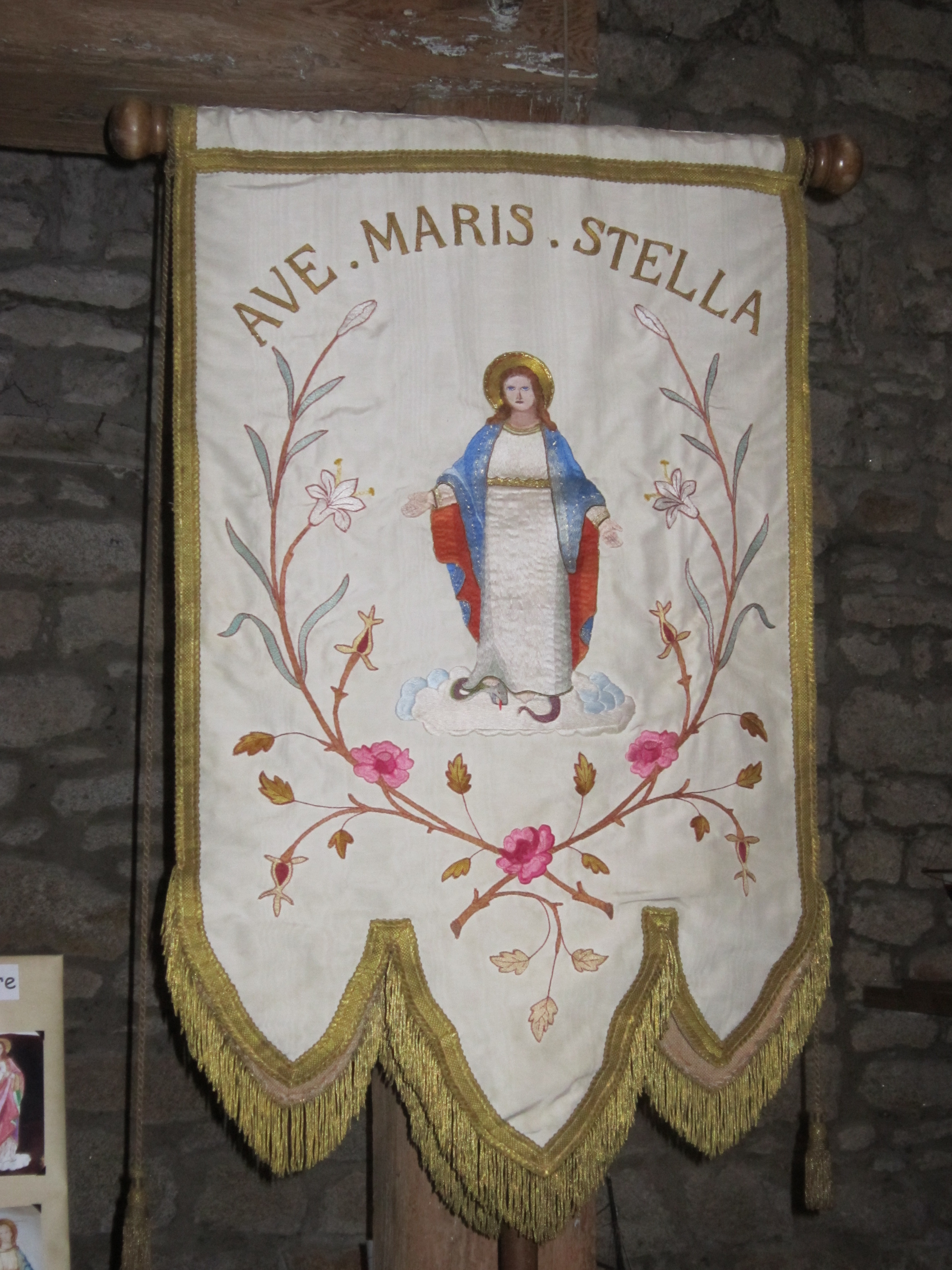
Chapelle Notre-Dame-de-la-Garde à Lomener : bannière de procession.
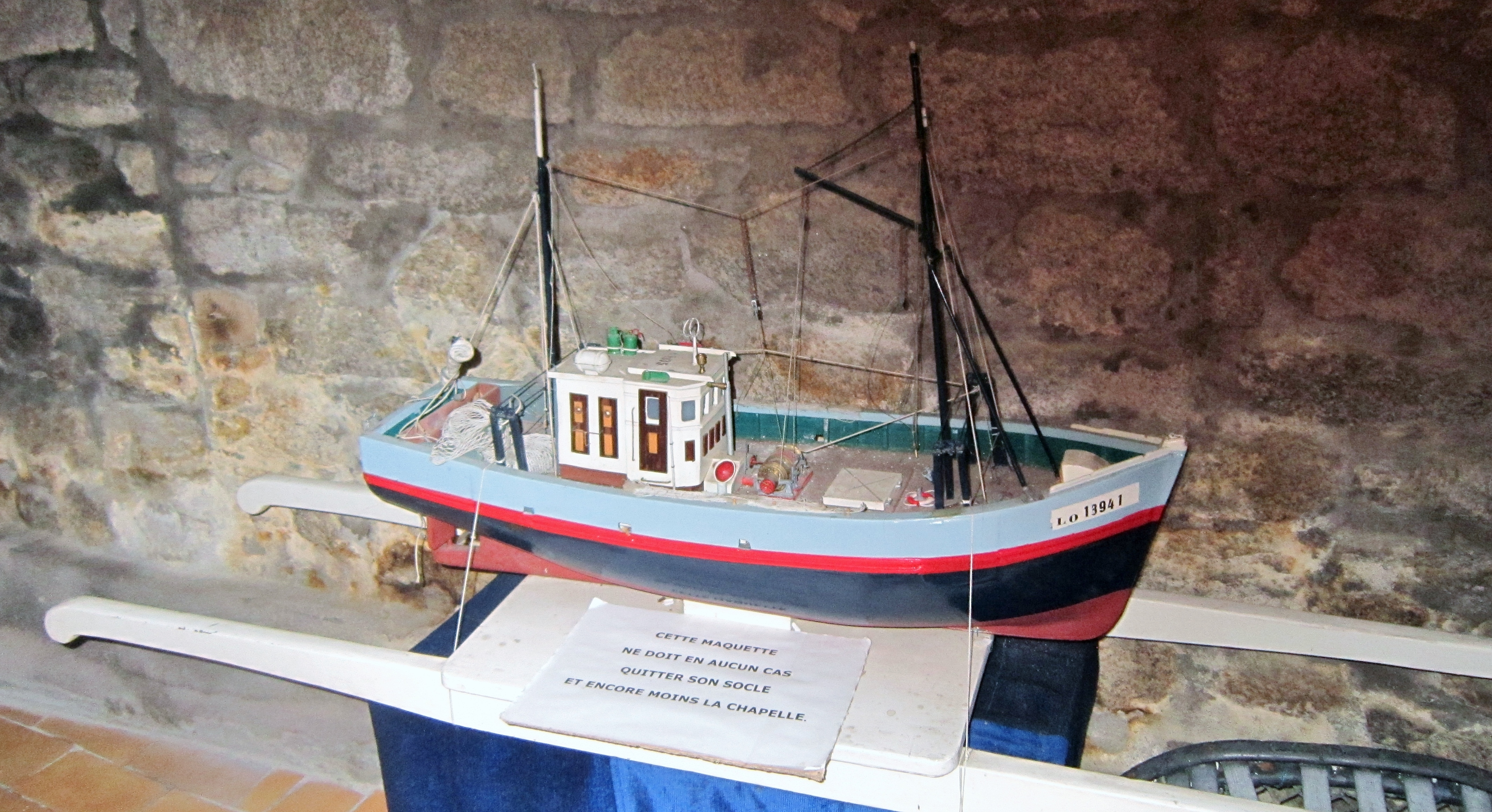
Chapelle Notre-Dame-de-la-Garde à Lomener : maquette de bateau (le Saint-Bieuzy) offerte en ex-voto.

- De nombreux calvaires.
- La fontaine Saint-Bieuzy (un hameau de la commune porte aussi le nom de Saint-Bieuzy ; saint Bieuzy était un compagnon de saint Gildas). Cette fontaine est située à environ 300 mètres à l'est de ce village ; construite en 1826, elle a été oubliée par la suite, perdue dans des broussailles, avant d'être restaurée par une association locale ; « Au XIXe siècle, les mères venaient à la fontaine avec leur bébé (âgé probablement d'environ un an). Après y avoir lavé leur linge, elles faisaient trois fois le tour de la fontaine avec leur enfant dans les bras. Cela était censé donner des forces à l'enfant qui marchait quelques jours plus tard »[97].

Autres monuments
- Château de Soye (XVIIIe siècle, Stanislas Dupuy de Lôme y naîtra en 1816) et son parc arboré à l'architecture XVIIIe (potager, alignements remarquables, lavoirs, puits, orangerie XIXe, talus protégés), comprenant l'aérium, dit « Orangerie » (1926), construit pour les besoins d'une école de plein-air
- Château du Ter (site actuel du collège Notre-Dame-Jean-Paul II et ancien collège du Ter)
- Ancien fort de Keragan dit Fort-Bloqué
- La ville compte de nombreux blockhaus et vestiges du mur de l'Atlantique, témoins de la Seconde Guerre mondiale.

Divers
- Depuis 2006 Ploemeur est inscrit dans la liste des 206 villes de France de l'Unicef « Villes amies des enfants[98] » grâce à ses actions tournées vers la jeunesse : service enfance et jeunesse, maison des jeunes, maison de la petite enfance...
- Bagad de Lann-Bihoué

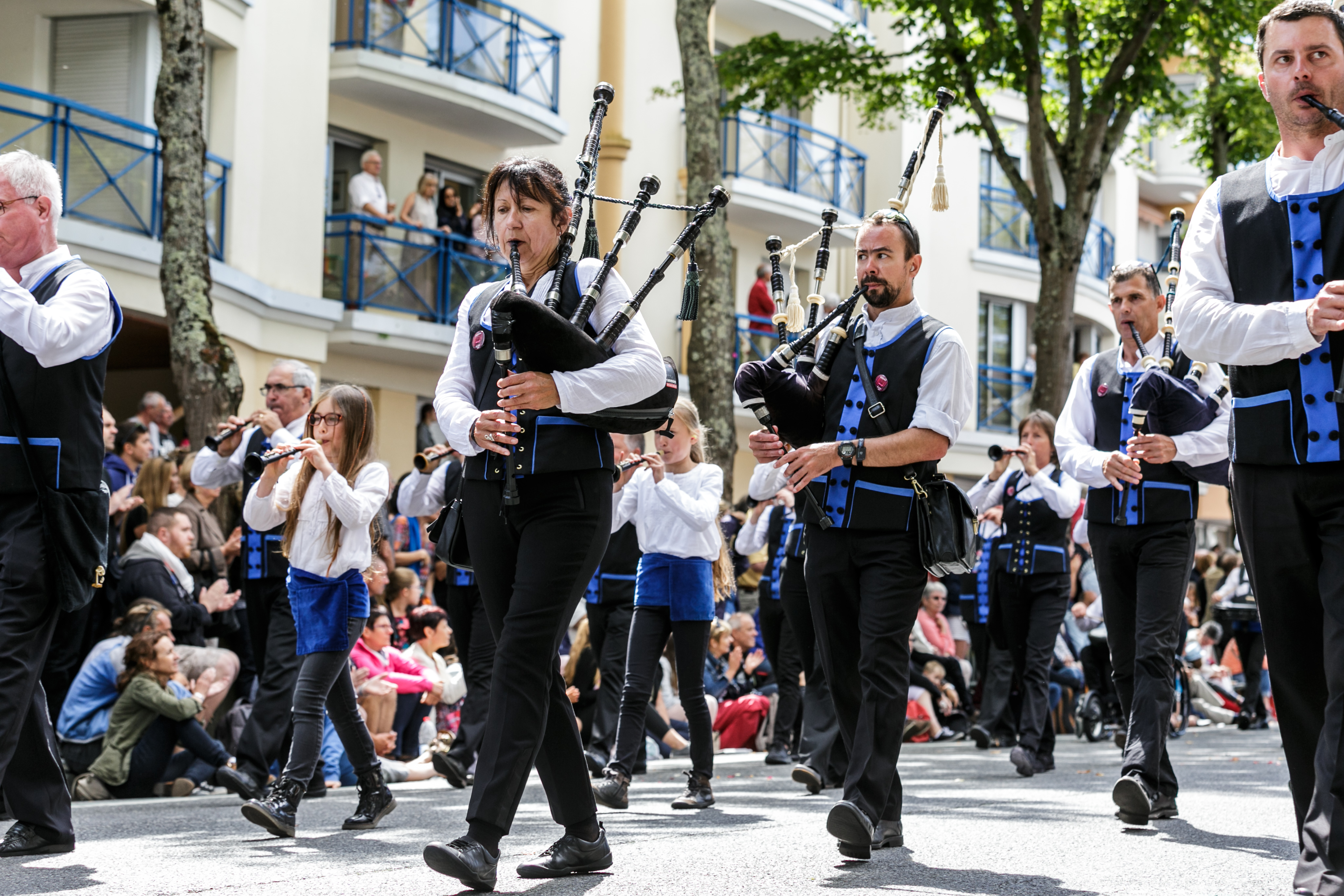
Le bagad Sonerien Plañvour lors du festival interceltique de Lorient.

- Le bagad de Ploemeur « Sonerien Plañvour » a été créé en 1997 sous l'initiative de la mairie et du centre Amzer Nevez centre régional de culture bretonne et celtique localisé sur la colline de Soye.
- Le golf de Ploemeur Océan est l'un des neuf parcours de golf du Morbihan. Construit en 1990, ce 18 trous offre une vue imprenable sur la mer et l'île de Groix. Le village de Kerham est situé en plein milieu du parcours. Le site Internet Where2Golf.com le classe en tant que parcours de référence parmi six autres parcours bretons.
- La ville a accueilli le tournage de certaines scènes du livre VI de la série Kaamelott[99] sur ses plages.
- La ville a également accueilli pour certaines scènes, le tournage du film Dix-sept Filles.

### Patrimoine naturel
- Les étangs du Ter sont situés sur trois communes : Ploemeur, Lorient et Larmor-Plage. Ils sont constitués de trois étangs : l'étang de Saint-Mathurin se trouvant sur la commune de Ploemeur, l'étang de Kermélo sur les communes de Lorient, Larmor-Plage et Ploemeur, enfin l'étang plus petit du Symbole sur la commune de Ploemeur à Quéhellec. Les deux grands étangs sont séparés par une digue - route RD 185. L'ensemble, avec ses 8 kilomètres de sentiers, constitue un espace naturel préservé de 90 hectares, entretenu par Lorient Agglomération.

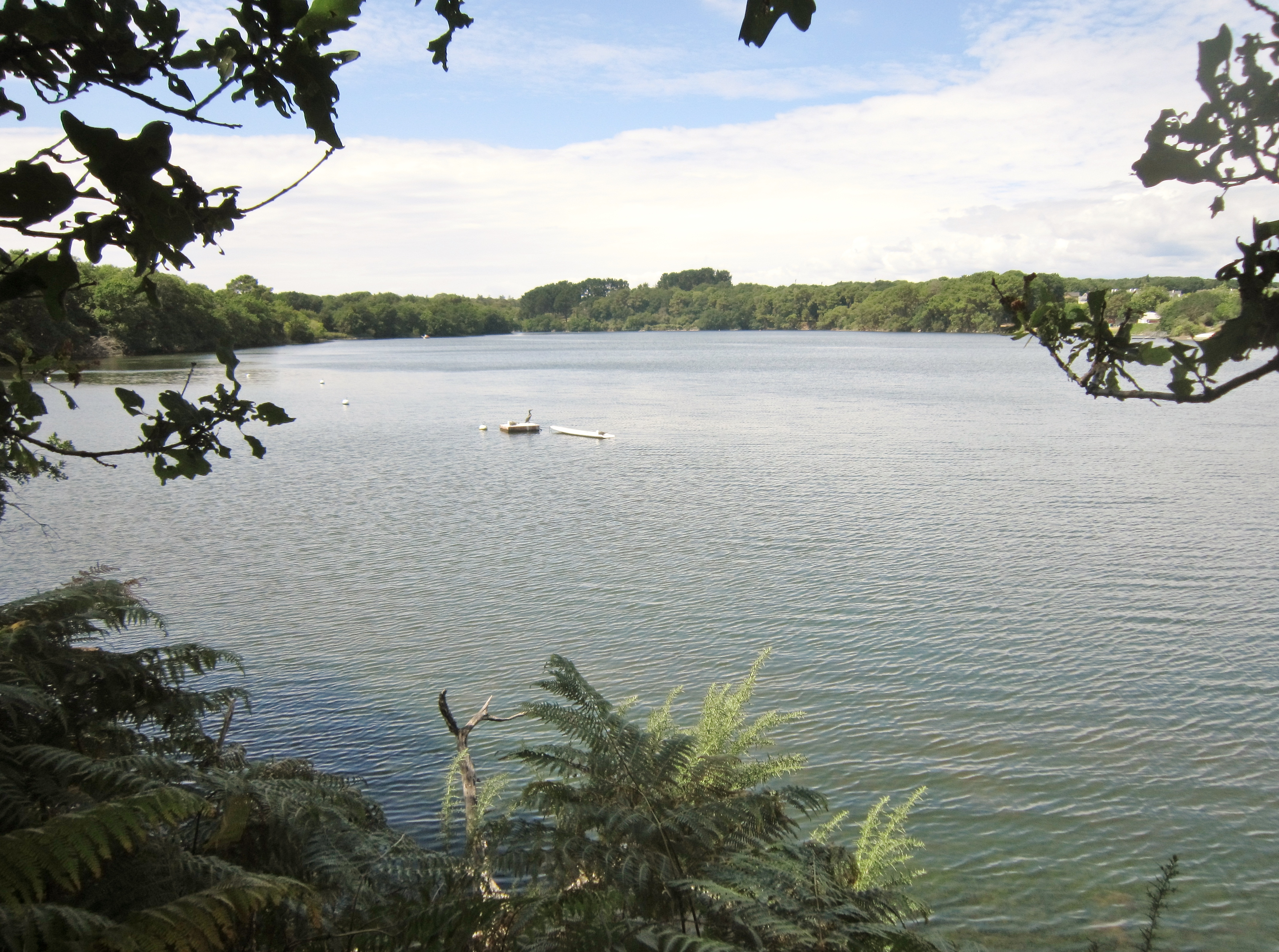
Les rives du Ter (étang de Saint-Mathurin, étang amont).
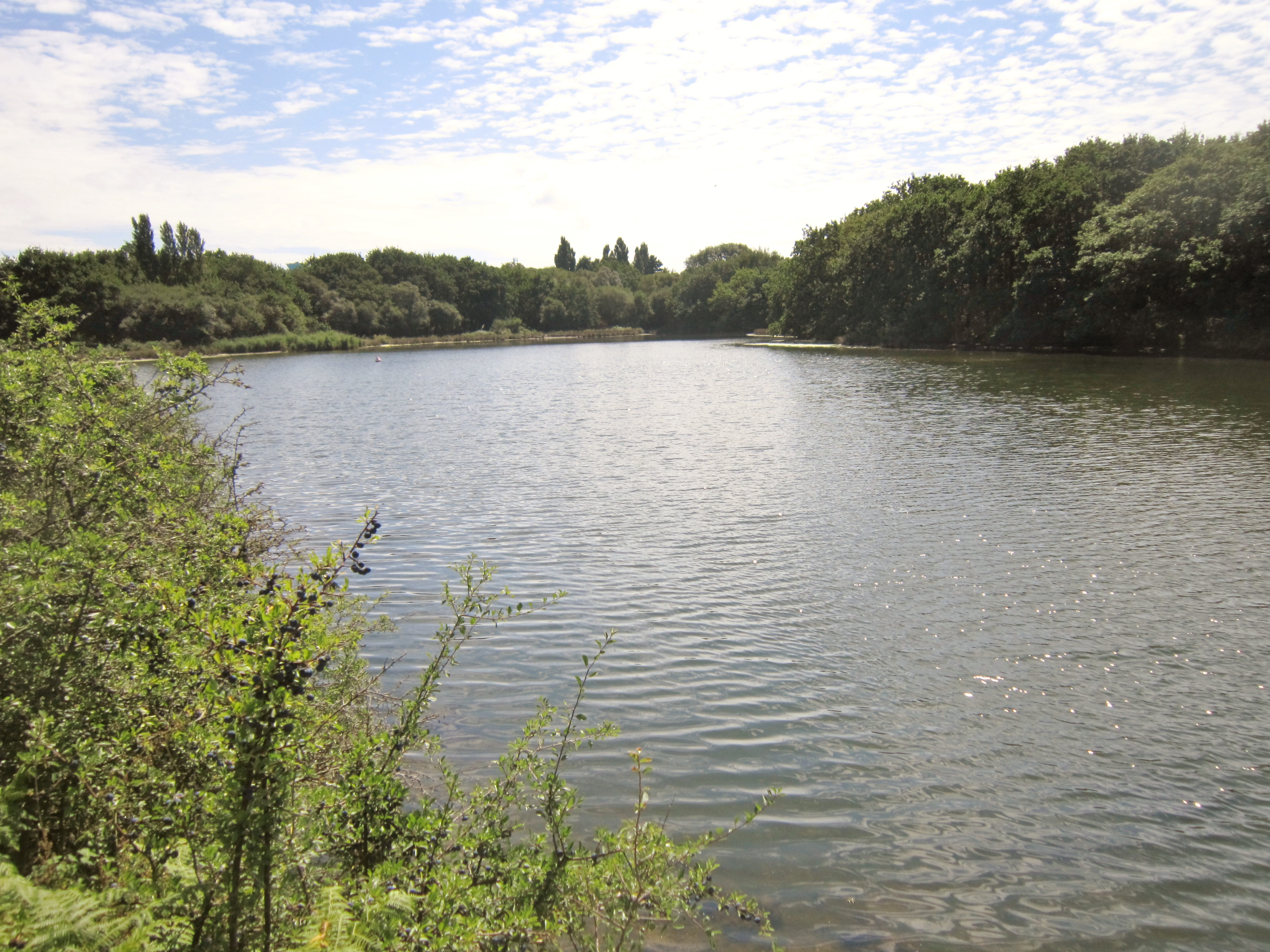
Les rives du Ter (étang de Kermélo, étang aval).
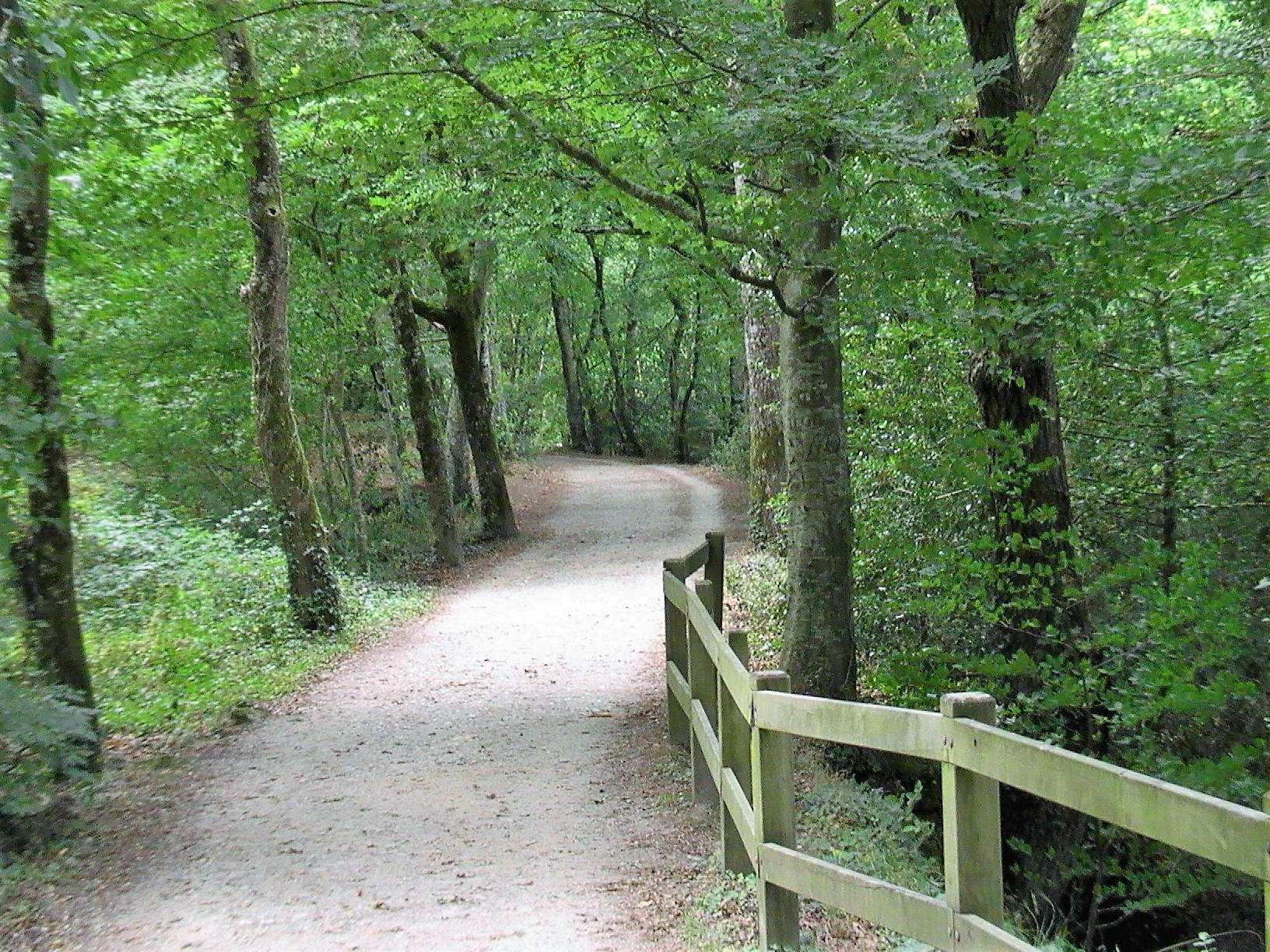
Chemin de promenade autour des étangs du Ter.

- La plaine Oxygène.

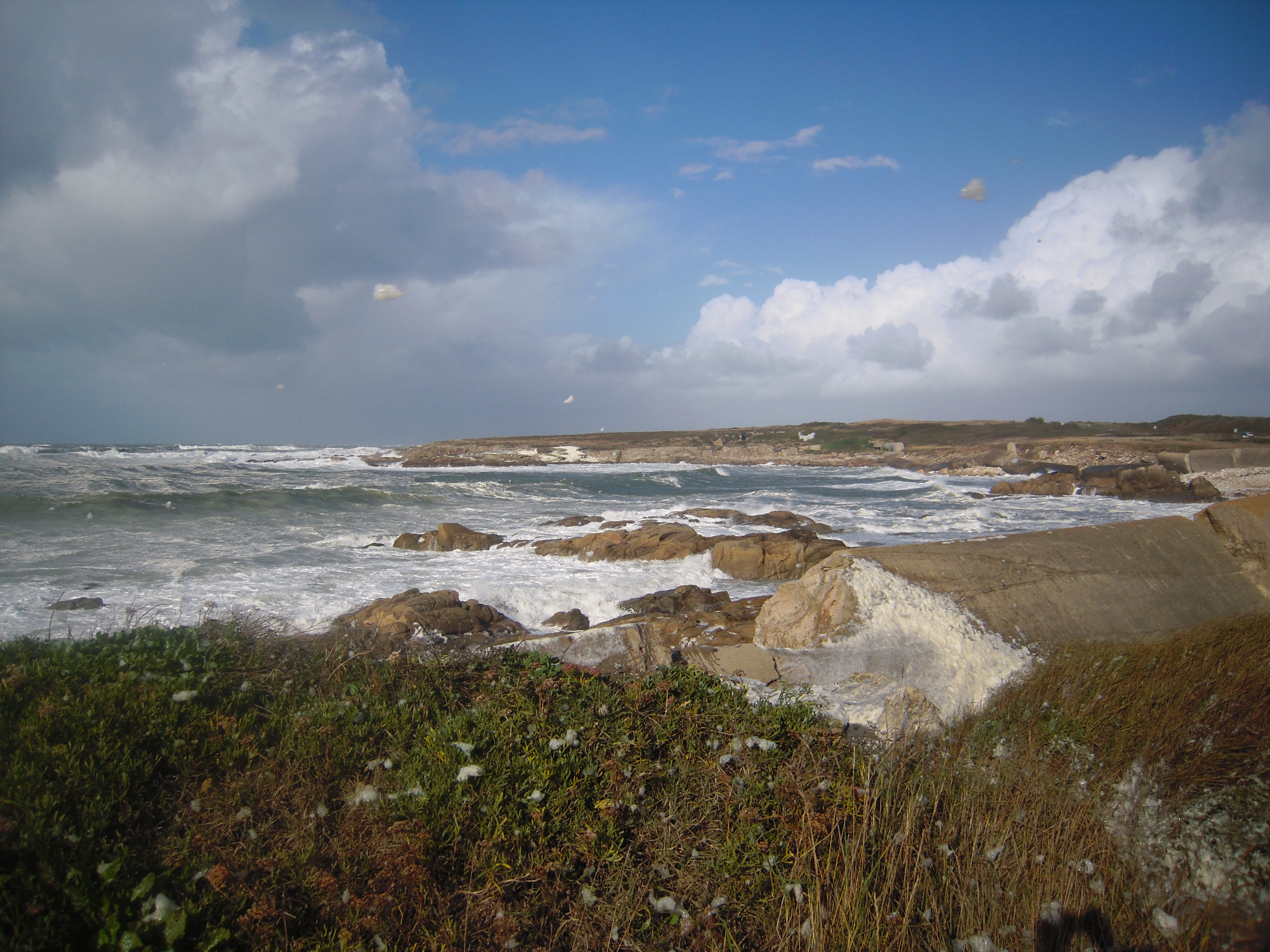
Tempête au Courégant à Ploemeur.

- Le parc de Kerihuer accessible par la route du Mourillon ou par Saint-Maudé à pied.
- Le chemin de la mer est un circuit de 13 km reliant le centre de Ploemeur au bord de mer.
- Le sentier de grande randonnée 34 (GR 34) longe les 17 km de côte ploemeuroise.

### Jumelages
- Dixmude (Belgique)
- Fermoy (Irlande)
- Ehmej (Liban)

### Héraldique
|  | Les armoiries de Ploemeur se blasonnent ainsi : D’azur à un navire d’or, habillé et pavillonné du même, voguant sur une mer d’argent; au chef d’argent chargé de trois mouchetures d’hermine de sable. |

### Principaux événements sportifs
- Juillet 2006 Open de France de Sarbacane Sportive.

### Photographies de Lomener

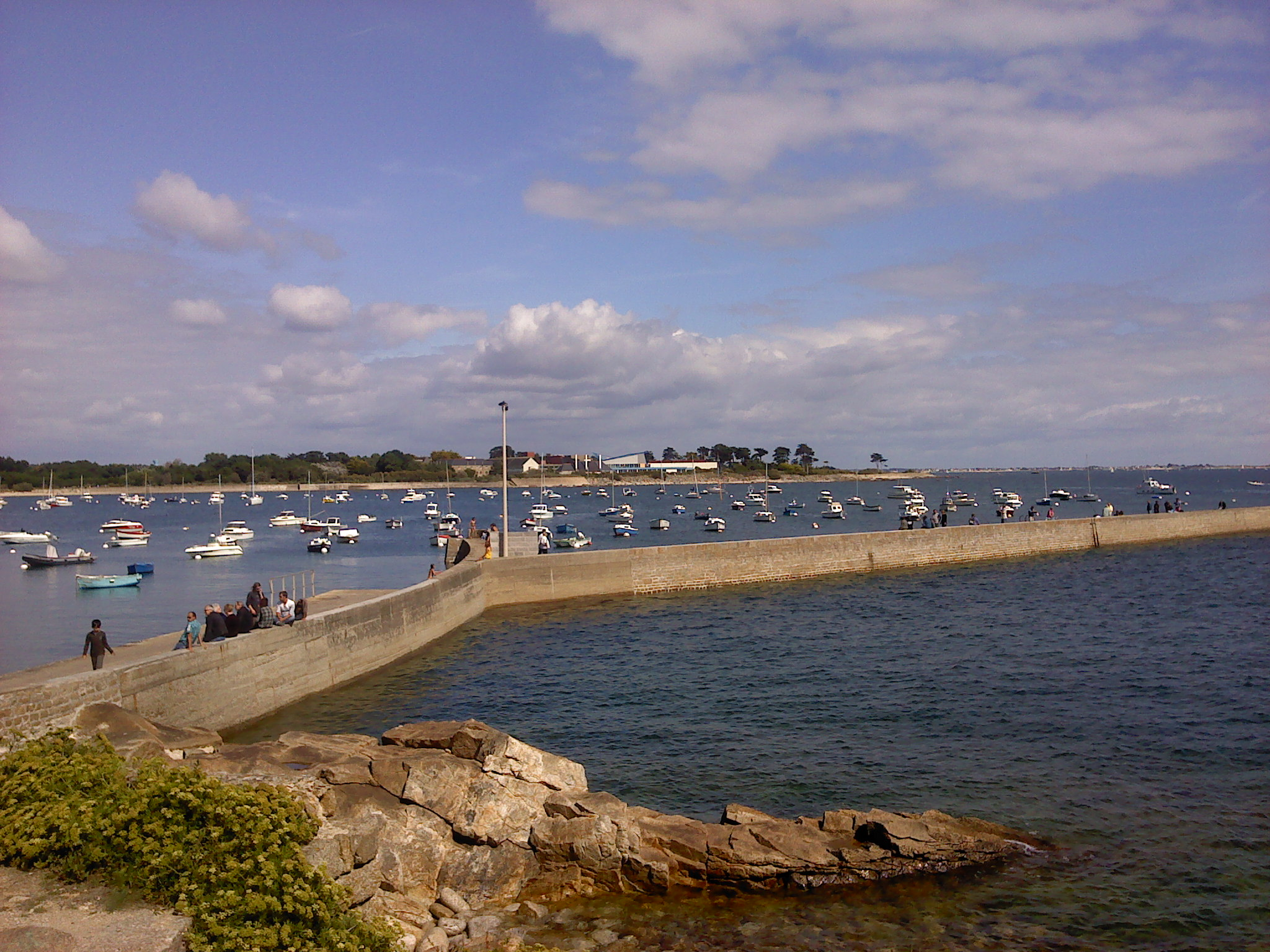
La jetée de Lomener.
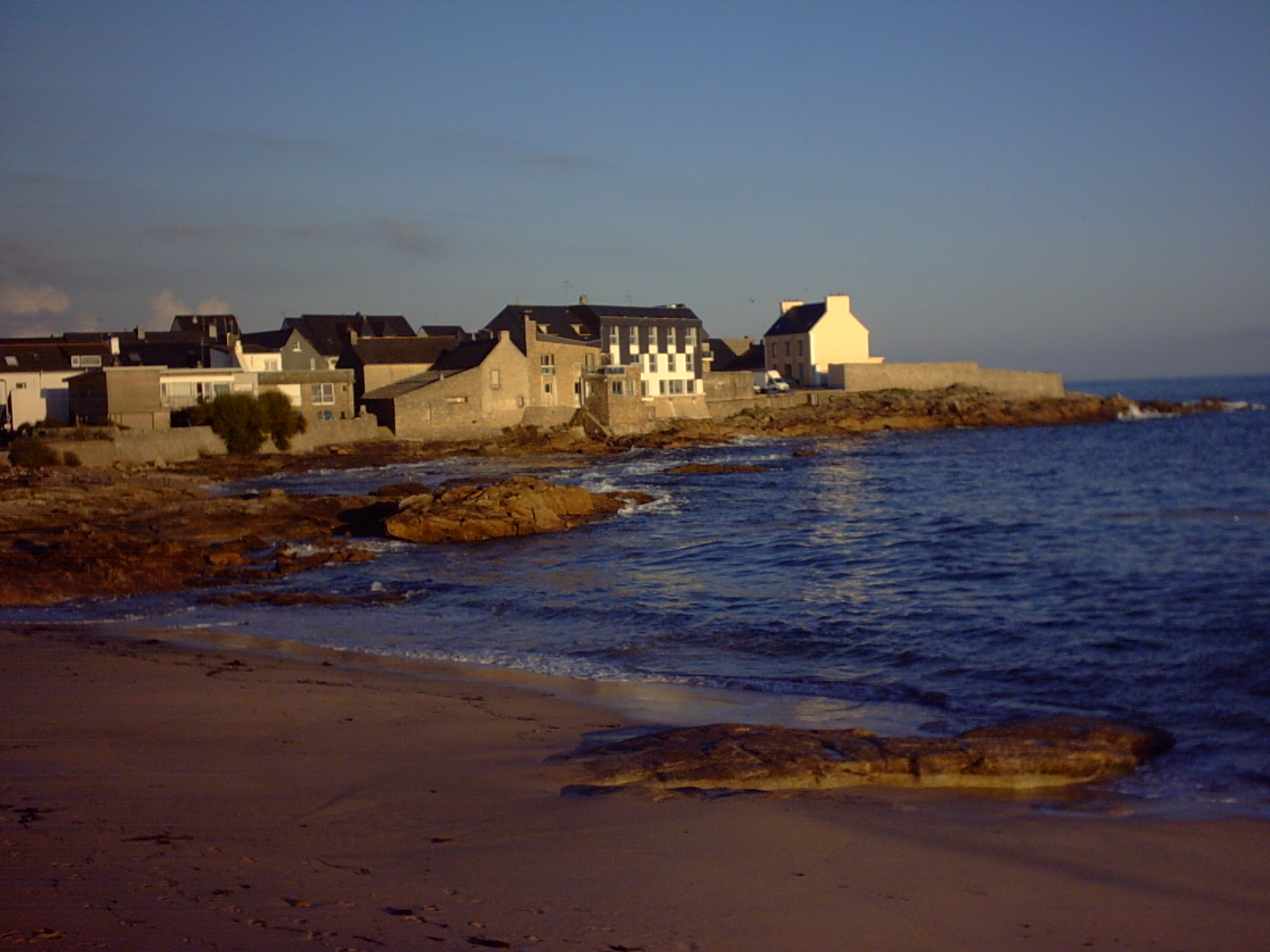
Lomener.
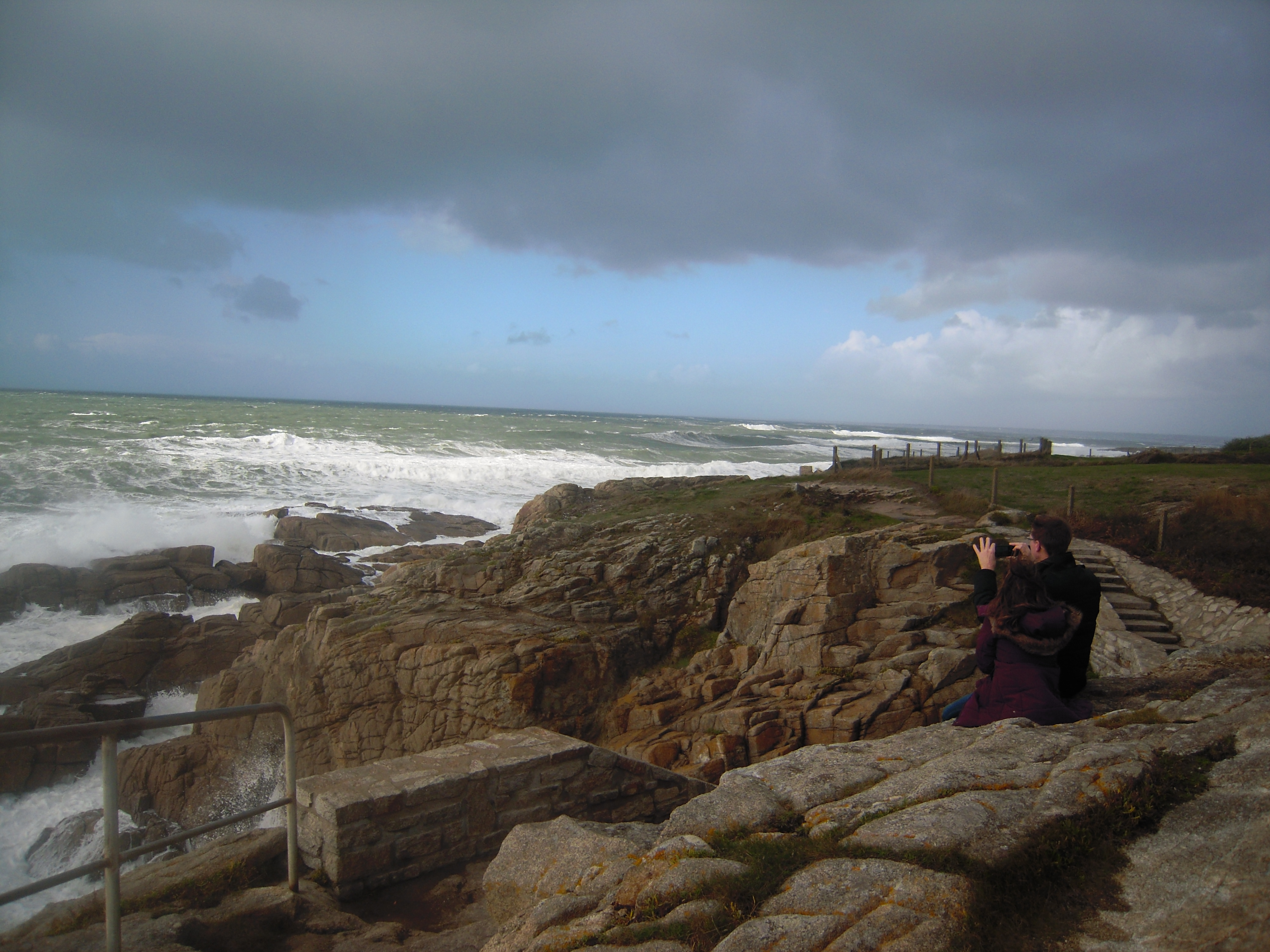
Chemin côtier au Courégant.
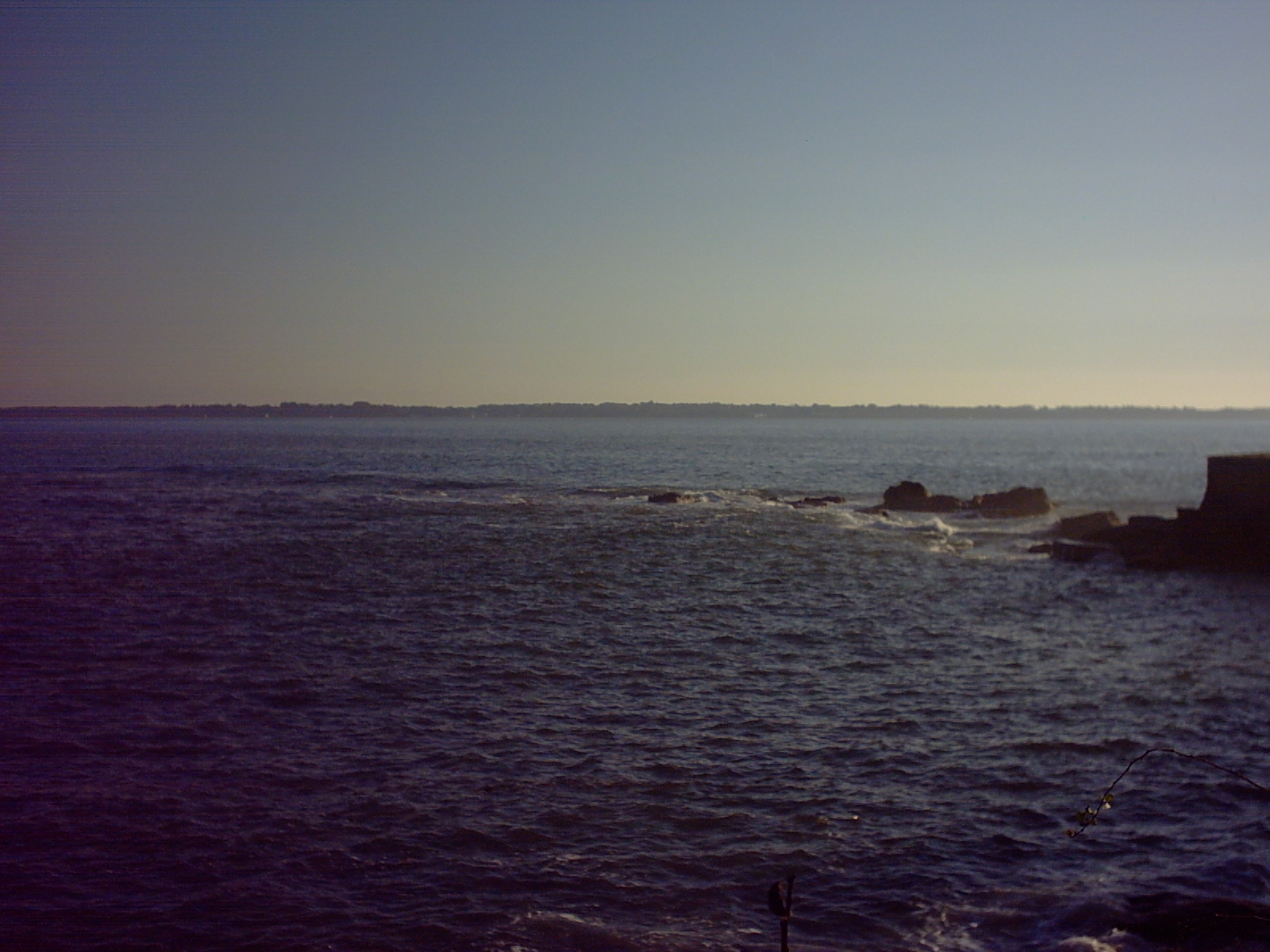
L'île de Groix au large.
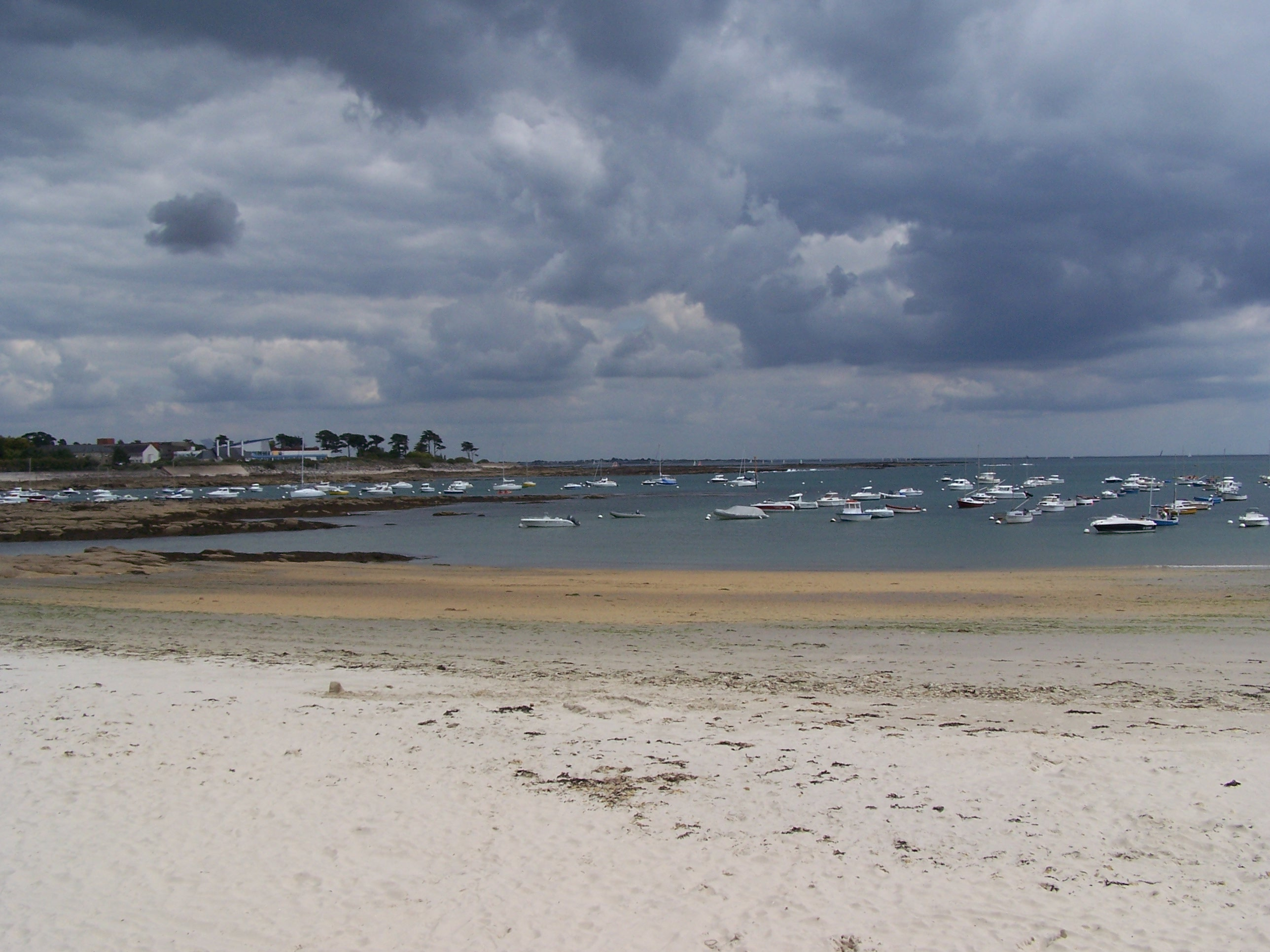
L'anse du Stole à Lomener.

## Personnalités liées à la commune

### Personnalités nées à Ploemeur
- Joseph Yves Limantour (1812-1885), né à Keryado, armateur de commerce français opérant en Californie et au Mexique. Une baie de San-Francisco porte son nom.
- Stanislas Dupuy de Lôme, connu aussi sous le nom d'Henri Dupuy de Lôme, (1816-1885), né au château de Soye. Ingénieur du génie maritime et homme politique, il a construit le premier vaisseau cuirassé.
- Louis Le Hunsec (1878-1954), ancien vicaire apostolique de Sénégambie (actuel Sénégal), puis archevêque de Marcianopolis (aujourd'hui Devnya en Bulgarie).
- André Bernis (1898-1959), officier de Marine et écrivain, y est né.
- Nathalie Appéré, née le 8 juillet 1975, femme politique, député PS d'Ille-et-Vilaine depuis 2012, maire de Rennes depuis le 4 avril 2014.
- Élodie Guégan, née le 19 décembre 1985, est une athlète française, spécialiste du demi-fond.
- Yoann Gourcuff, né le 11 juillet 1986 à la clinique du Ter, footballeur professionnel.
- Cédric de Pierrepont (1986-2019), militaire français tué au Burkina Faso au cours d'une opération de délivrance d'otages.
- Laure Fournier, née le 29 avril 1990, judoka franco-britannique et championne du monde de sambo.
- Mickaël Le Bihan, né le 16 mai 1990 à la clinique du Ter, footballeur professionnel.
- Célia Perron, née le 18 avril 1997, athlète française.

### Personnalités mortes à Ploemeur
- Maurice Bardet (1903-1989), homme politique.
- Louis Guiguen (1910-2001), résistant FTP, puis FFI et député communiste du Morbihan entre 1945 et 1955.
- Polig Monjarret (1920-2003), musicien breton.

### Autres personnalités
- Geoffrey Oryema (né en 1954 en Ouganda), chanteur de musique World s'est installé à Ploemeur en 2012.
- Eugénie Le Sommer (né en 1982 à Grasse) footballeuse professionnelle prêtée par l'Olympique Lyonnais à OL Reign, elle a débuté le football à Ploemeur.